# Liste der Baudenkmäler in Regensburg-Zentrum

Zentrum von Regensburg von Dreieinigkeitskirche

Auf dieser Seite sind die Baudenkmäler in der Oberpfälzer Bezirkshauptstadt Regensburg zusammengestellt. Diese Tabelle ist eine Teilliste der Liste der Baudenkmäler in Bayern. Grundlage ist die Bayerische Denkmalliste, die auf Basis des Bayerischen Denkmalschutzgesetzes vom 1. Oktober 1973 erstmals erstellt wurde und seither durch das Bayerische Landesamt für Denkmalpflege geführt wird. Die folgenden Angaben ersetzen nicht die rechtsverbindliche Auskunft der Denkmalschutzbehörde.

## Baudenkmäler

### A
| Lage                                                                                             | Objekt | Beschreibung | Akten-Nr.       | Bild                                                                                    |
| ------------------------------------------------------------------------------------------------ | --- | --- | --------------- | --------------------------------------------------------------------------------------- |
| Ägidienplatz 1 (Standort)                                                                        | Ehemaliges Altes Gymnasium und Philosophisch-Theologische Hochschule, heute Regierung der Oberpfalz                         | Vierflügeliger und dreigeschossiger Walmdachbau, Fassaden mit Hausteingliederungen in Sand- und Kalkstein, Neurenaissance, 1872/1873 von Anton Harrer Einfriedung, gleichzeitig | D-3-62-000-13   | weitere Bilder                                                                          |
| Ägidienplatz 3 (Standort)                                                                        | Wohnhaus | Dreigeschossiger und giebelständiger Mansarddachbau, bezeichnet mit „1730“ | D-3-62-000-15   | Wohnhaus                                                                                |
| Ägidienplatz 5 (Standort)                                                                        | Katholische Filialkirche St. Ägidius, ehemalige Deutschordenskirche                                                         | Dreischiffige Staffelhalle mit eingezogenem Polygonalchor und Chorwinkelturm, Mittelschiff um 1270/80, Seitenschiffe spätes 14. Jahrhundert, Chor vor 1396, Einwölbung 15. Jahrhundert; mit Ausstattung; seit 1683 von der Komturei überbaut | D-3-62-000-17   | weitere Bilder                                                                          |
| Ägidienplatz 6 (Standort)                                                                        | Ehemalige Deutschordenskomturei, heute katholisches Altenheim St. Josef                                                     | Vierflügeliger und dreigeschossiger Walmdachbau, 1683 ausgebaut, im Kern um 1397 Inschrifttafel im Hof, Kalkstein, spätgotisch, bezeichnet mit „1337“, früher am Stadtmauerturm Ägidiengang | D-3-62-000-18   | weitere Bilder                                                                          |
| Ägidienplatz 7, 7 a (Standort)                                                                   | Doppelwohnhaus, ehemals fürstliches Beamtenwohnhaus                                                                         | Dreigeschossiger Walmdachbau mit zwei Seitenflügeln, Fassade mit Bänderung und Pilastergliederung, nachklassizistisch, 1923 von Carl Schad | D-3-62-000-19   | Doppelwohnhaus, ehemals fürstliches Beamtenwohnhaus                                     |
| Albertus-Magnus-Platz 1 (Standort)                                                               | Katholische Neben- und Kongregationskirche St. Blasius, ehemalige Dominikanerkirche                                         | Dreischiffige Basilika mit dreiapsidialem Chor, Chorbau vor 1246–1279, Langhaus um 1280–1384; mit Ausstattung; siehe auch Ensemble Altstadt, Straßenbild Am Ölberg | D-3-62-000-24   | weitere Bilder                                                                          |
| Alte Manggasse 2 (Standort)                                                                      | Wohnhaus | Dreigeschossiger und giebelständiger Pultdachbau, in der Substanz romanisch, Umbauten im Barock | D-3-62-000-26   | Wohnhaus                                                                                |
| Alte Manggasse 2 a (Standort)                                                                    | Wohnhaus | Dreigeschossiger und traufständiger Satteldachbau, barock, wohl mit älterem Kern | D-3-62-000-27   | Wohnhaus                                                                                |
| Alte Manggasse 4 (Standort)                                                                      | Wohnhaus | Dreigeschossiger und giebelständiger Satteldachbau, mittelalterlich über romanischem Keller | D-3-62-000-28   | Wohnhaus                                                                                |
| Alte Manggasse 6 (Standort)                                                                      | Wohnhaus | Dreigeschossiger und giebelständiger Satteldachbau, gotisch, mit Fachwerk-Überschuss des 18. Jahrhunderts, Türsturz am Gartenportal, bezeichnet mit „1784“ | D-3-62-000-29   | Wohnhaus                                                                                |
| Alter Kornmarkt 1, 1 a (Standort)                                                                | Wohn- und Geschäftshaus | Giebelständiges und dreigeschossiges Mansarddachhaus, im Kern romanisch, mit hochgotischen Bauteilen, barock verändert; im Erdgeschoss Kreuzrippengewölbe | D-3-62-000-34   | Wohn- und Geschäftshaus                                                                 |
| Alter Kornmarkt 2 (Standort)                                                                     | Wohn- und Geschäftshaus | Giebelständiges und viergeschossiges Mansarddachhaus, im Kern mittelalterlich mit frühgotischem Keller, barock und ab 1875 mehrfach verändert, Mansardgiebel 1961 | D-3-62-000-35   | Wohn- und Geschäftshaus                                                                 |
| Alter Kornmarkt 3 (Standort)                                                                     | Wohnhaus | Schmales, traufständiges und viergeschossiges Wohnhaus mit Pultdach, in der Substanz spätgotisch, barock verändert, neubarockes Zwerchhaus mit Korbbogengiebel 1909 | D-3-62-000-36   | Wohnhaus                                                                                |
| Alter Kornmarkt 3 a (Standort)                                                                   | Wohn- und Geschäftshaus | Dreigeschossiger Eckbau mit Walmdach, Erdgeschoss mit Rundbogenöffnungen, barock; durchgreifende Innenumbauten 1958 und 1964 | D-3-62-000-1474 | Wohn- und Geschäftshaus                                                                 |
| Alter Kornmarkt 4 (Standort)                                                                     | Internatsgebäude des Instituts der Armen Schulschwestern                                                                    | Viergeschossiger, zum Platz traufständiger Satteldachbau, Nordseite mit Laubenarkaden auf Gusseisensäulen, neugotisch, 1857 von Richard Bleibinhaus; zusammen mit Alter Kornmarkt 5 und Erhardigasse 8 (siehe dort) | D-3-62-000-37   | Internatsgebäude des Instituts der Armen Schulschwestern                                |
| Alter Kornmarkt 5 (Standort)                                                                     | Schule und Eingangsturm des Instituts der Armen Schulschwestern                                                             | Viergeschossiger Mansarddachbau, zum Platz von siebengeschossigem Eingangsturm mit Satteldach und Schweifgiebel beherrscht, nach Norden mit übergiebeltem Zwerchhaus, Neubarock mit Jugendstil-Schmuck, 1903 von Joseph Koch und Heinrich Hauberrisser; zusammen mit Alter Kornmarkt 4 und Erhardigasse 8 | D-3-62-000-38   | Schule und Eingangsturm des Instituts der Armen Schulschwestern                         |
| Alter Kornmarkt 5 a, Erhardigasse 10, Pfluggasse 1 (Standort)                                    | Dreiflügelanlage | Dreigeschossig, mit Walmdach, aus drei Bauten im Barock zusammengefasst; Alter Kornmarkt 5 und Pfluggasse 1 mittelalterliches Erdgeschoss, darüber 16. Jahrhundert, über romanischen und frühgotischen Kellern, Apothekeneinbau 1873, Erdgeschossausbau 1926; Erhardigasse 10, ursprünglich Stadel, dreigeschossiger Bau mit Aufzugsgaube, im 19. Jahrhundert zum Wohnhaus ausgebaut | D-3-62-000-917  | Dreiflügelanlage                                                                        |
| Alter Kornmarkt 6 (Standort)                                                                     | Klosterkirche St. Josef der Unbeschuhten Karmeliten                                                                         | Zum Platz Schaufassade mit Pilastergliederung, Figurenschmuck und Dreiecksgiebel, Satteldach und seitliche Pultdächer, südöstlicher Turm mit Zwiebelhaube, tonnengewölbte Wandpfeilerkirche mit Querhaus und gerade schließendem Chor, mit Werksteingliederungen, hochbarock, 1660–1673 anstelle des Freisinger Hofes, Turm 1681 vollendet, Giebelfiguren 1740 hinzugefügt; mit Ausstattung | D-3-62-000-40   | weitere Bilder                                                                          |
| Alter Kornmarkt 7 (Standort)                                                                     | Kloster St. Joseph der Unbeschuhten Karmeliten                                                                              | Mehrflügelanlage südlich und östlich der Karmelitenkirche, um zwei Höfe angeordnete dreigeschossige Sattel- und Walmdachbauten Pfortentrakt, zum Alten Kornmarkt traufständiger Satteldachbau Konventbau, langgestreckter Walmdachbau mit Kreuzgang Sakristeitrakt, dreigeschossiger Verbindungstrakt zwischen Konventbau und Chor mit Sommer- und Wintersakristei und integriertem Kirchturm Fabrikbau, dreigeschossiger Walmdachbau an der Ostseite, 1641 Grundsteinlegung, 1653–1655 anstelle des älteren Freisinger Hofes errichtet, bezeichnet 1654 Sakristeitrakt 1676, mit älteren Bauteilen, wohl 13. Jahrhundert | D-3-62-000-41   | Kloster St. Joseph der Unbeschuhten Karmeliten                                          |
| Alter Kornmarkt 8 (Standort)                                                                     | Kollegiatstift Unsere Liebe Frau zur Alten Kapelle, Stiftskirche, ehemalige Pfalzkapelle Ludwig des Deutschen               | Dreischiffige Basilika mit östlichem Querhaus, zweite Hälfte 9. Jahrhundert, Umbau 1002–1004, spätgotischer Chor, 1441–1452 von Hans Engel, Rokokoumgestaltung 1747–1797; mit Ausstattung Campanile, im Kern zweite Hälfte 9. Jahrhundert, im 12. und 13. Jahrhundert aufgestockt Gnadenkapelle, zweigeschossiger Satteldachbau, 1319 gestiftet, 1693 barockisiert, Apsis 1864; mit Ausstattung Kreuzgang, Vierflügelanlage, 1288 erstmals erwähnt, 1624 barockisiert, darüber teilweise Stiftsgebäude Ehemaliger Friedhof mit Beinhauskapelle, eingeschossiger Quaderbau, spätgotisch, zweite Hälfte 15. Jahrhundert, Friedhofsmauer, wohl 1906 Spätgotische Pietà, erste Hälfte 15. Jahrhundert, in Kapellenstock von 1938; siehe auch Speichergasse 2, Drei-Kronen-Gasse 1 und Kapellengasse 4, 6 | D-3-62-000-42   | weitere Bilder                                                                          |
| Alter Kornmarkt 10 (Standort)                                                                    | Ostflügel des ehemaligen Herzogshofs, erste Residenz der Wittelsbacher Herzöge in Bayern, später Teil der Oberpostdirektion | Dreigeschossiger, zum Alten Kornmarkt traufständiger Satteldachbau mit Pultdach- und Giebelanbauten, mit sogenannter Kapelle und Herzogssaal, im Kern spätes 12. Jahrhundert, um 1220 umgebaut, 1937 durch Schwibbogen mit dem Römerturm verbunden, Umgestaltung 1939–1940; mit Ausstattung | D-3-62-000-43   | weitere Bilder                                                                          |
| Am Beschlächt; Donau; Nähe Am Beschlächt; Nähe Am Brückenbasar; Nähe Thundorferstraße (Standort) | Steinerne Brücke | Bogenbrücke mit 15 tonnengewölbten Bogenstellungen, Fahrbahn zur Mitte hin leicht ansteigend, Pfeiler durch Beschlächte gesichert, Gussmauerwerk aus Donaukalkstein und Grünsandstein mit Steinquaderverkleidung, 1135–1146, 1551 Überbauung des südlichen Brückenbogens, zur Zeit des Kalten Krieges 1958 Einbau von Sprengkammern in den südlichen Pfeilern 3, 4, 5 und 6, 1967 Erneuerung der beiden südlichen Bögen nach Kriegssprengung 1945 Brückentorturm, sechsgeschossig, mit Pyramidendach und Zwiebelhaube, im Kern Anfang 14. Jahrhundert, 1648 wiederhergestellt Abfahrt zum Oberen Wöhrd mit Pfeilern, Quadermauerwerk, bezeichnet mit dem Jahr „1501“ | D-3-62-000-1165 | weitere Bilder                                                                          |
| Am Brixener Hof 2 (Standort)                                                                     | Jüdisches Gemeindehaus | Zweigeschossiger Mansardwalmdachbau mit Eckflügeln, in Formen des barockisierenden Jugendstils, 1911/12 von Joseph Koch und Franz Spiegel Auf diesem Grundstück wurde – in Verbindung zum alten Gemeindehaus – am 27. Februar 2019 das Jüdische Gemeindezentrum mit Synagoge eingeweiht. Dies war gut 80 Jahre nach der Zerstörung der Neuen Synagoge in der Reichspogromnacht von 1938. | D-3-62-000-1578 | weitere Bilder                                                                          |
| Am Brixener Hof 6 (Standort)                                                                     | Ehemaliger Brixener Hof | Zweigeschossiges Giebelhaus mit flachem Satteldach, 11. und spätes 12. Jahrhundert, spätgotisch umgebaut | D-3-62-000-49   | Ehemaliger Brixener Hof                                                                 |
| Am Brixener Hof 9 (Standort)                                                                     | Ehemaliger Domherrenhof | Dreigeschossiger und traufständiger Satteldachbau, 17.–19. Jahrhundert, über Keller des 14./15. Jahrhunderts | D-3-62-000-50   | Ehemaliger Domherrenhof                                                                 |
| Am Brixener Hof 10 (Standort)                                                                    | Wohn- und Geschäftshaus | Dreigeschossiges und traufständiges Satteldachhaus mit Aufzugsgaube, wohl 1735, mit mittelalterlicher Substanz und Keller des 14. Jahrhunderts | D-3-62-000-51   | Wohn- und Geschäftshaus                                                                 |
| Am Brixener Hof 11 (Standort)                                                                    | Wohn- und Geschäftshaus | Traufständiges Mansarddachhaus mit Erker, Jugendstil, 1912 von Karl Frank als nördlicher Flügel einer ehemals dreiteiligen Häusergruppe | D-3-62-000-52   | Wohn- und Geschäftshaus                                                                 |
| Am Königshof 2 (Standort)                                                                        | Achmannhaus | Zweigeschossiges Mansardwalmdachhaus mit Halbwalm, frühes 19. Jahrhundert | D-3-62-000-76   | Achmannhaus                                                                             |
| Am Königshof 3 (Standort)                                                                        | Stadtvilla | Dreigeschossiger Walmdachbau, Neurenaissancefassade mit Mittelrisalit, 1892 von Christian Zinstag | D-3-62-000-77   | Stadtvilla                                                                              |
| Am Königshof 7 (Standort)                                                                        | Wohnhaus | Dreigeschossiges Walmdachhaus mit neubarocker Gliederung, 1869 anstelle der ehemaligen Benediktuskapelle | D-3-62-000-78   | Wohnhaus                                                                                |
| Am Ölberg 1 (Standort)                                                                           | Evangelisch-lutherische Dreieinigkeitskirche                                                                                | Saalkirche mit eingezogenem Chor und Tonnenwölbung, zwei östliche Türme mit Kuppeldach und Pyramidendach, Portale mit Säulengliederungen, frühbarock, 1627–1631 von Johann Carl; mit Ausstattung Friedhof mit Gesandtengräbern im Hof südlich und östlich der Kirche, Kalk- und Sandstein, 17.–19. Jahrhundert | D-3-62-000-83   | weitere Bilder                                                                          |
| Am Ölberg 2 (Standort)                                                                           | Ehemaliges protestantisches Alumneum                                                                                        | Viergeschossiger Walmdachbau in Ecklage, mit Erkern, Risaliten und Schweifgiebeln, Werksteingliederungen in Kalk- und Sandstein, Neurenaissance, 1901/02 von German Bestelmeyer Hofmauer, zeitgleich | D-3-62-000-84   | Ehemaliges protestantisches Alumneum                                                    |
| Am Ölberg 3 (Standort)                                                                           | Wohnhaus | Dreigeschossiger und giebelständiger Satteldachbau in Ecklage, 17. Jahrhundert, über romanischem Keller | D-3-62-000-85   | Wohnhaus                                                                                |
| Am Ölberg 4, 6, Ägidienplatz 2 (Standort)                                                        | Ehemaliges Dominikanerkloster St. Blasius (1229–1809), heute Regierung der Oberpfalz                                        | Ehemaliger Konventbau, zwei- und dreigeschossiger Walmdachbau mit Kreuzgang, 13. und 15. Jahrhundert, bezeichnet mit 1424, und Albertuskapelle, geweiht 1694, Umbauten im Barock und im späten 19. Jahrhundert Südflügel, ehemaliges Bräuhaus, heute auch Sternwarte, dreigeschossiger Mansardwalmdachbau, Fassadengliederung mit Lisenen und Fensterrahmungen, fünfgeschossige Sternwarte mit Kuppeldach, 1904 Südostflügel, sogenanntes Neugebäude, dreigeschossiger Mansardwalmdachbau, Fassadengliederung mit Bänderung, Lisenen und Stuckrahmen, um 1755, in der Südostecke Turmreste, vor 1243 | D-3-62-000-86   | Ehemaliges Dominikanerkloster St. Blasius (1229–1809), heute Regierung der Oberpfalz    |
| Am Ölberg 5 (Standort)                                                                           | Wohnhaus, ehemals Brauerei und Wirtshaus                                                                                    | Dreiflügeliger und dreigeschossiger Walmdachbau in Ecklage, in der Substanz gotisch, jüngere Bauteile von 1618 und 1780 Rückwärts an Dänzergasse ehemaliger Brauerstadel, zweigeschossiger und traufständiger Mansarddachbau, bezeichnet mit „1776“ | D-3-62-000-87   | Wohnhaus, ehemals Brauerei und Wirtshaus                                                |
| Am Ölberg 7 (Standort)                                                                           | Wohnhaus | Dreigeschossiger und giebelständiger Mansarddachbau, barock, wohl 17. Jahrhundert über romanischem Keller, Umbauten zweite Hälfte 18. Jahrhundert | D-3-62-000-89   | Wohnhaus                                                                                |
| Am Ölberg 8 (Standort)                                                                           | Wohnhaus | Dreigeschossiger und traufständiger Flachdachbau, 16./17. Jahrhundert, mit romanischer Substanz im Westteil | D-3-62-000-90   | Wohnhaus                                                                                |
| Am Ölberg 9 (Standort)                                                                           | Wohnhaus | Viergeschossiger und giebelständiger Satteldachbau mit Kastenerker, wohl 17. Jahrhundert über gotischem Keller | D-3-62-000-91   | Wohnhaus                                                                                |
| Am Ölberg 10 (Standort)                                                                          | Wohnhaus | Dreigeschossiger und traufständiger Halbwalmdachbau, in der Substanz gotisch, Überformung im 18. Jahrhundert | D-3-62-000-92   | Wohnhaus                                                                                |
| Am Ölberg 12 (Standort)                                                                          | Wohnhaus | Zweigeschossiger und giebelständiger Pultdachbau mit Kniestock, 1655, mit spätgotischem Teil | D-3-62-000-1570 | Wohnhaus                                                                                |
| Am Ölberg 13 (Standort)                                                                          | Wohn- und Gasthaus | Dreigeschossiger und traufständiger Satteldachbau, bezeichnet mit „1558“, Umbauten 1777 und 1905 | D-3-62-000-93   | Wohn- und Gasthaus                                                                      |
| Am Ölberg 15 (Standort)                                                                          | Wohnhaus | Dreigeschossiger und traufständiger Satteldachbau mit Zwerchhaus, 17. Jahrhundert | D-3-62-000-94   | Wohnhaus                                                                                |
| Am Peterstor 1 a, Fuchsengang 2 (Standort)                                                       | Wohn- und Geschäftshaus | Zweigeschossiges Walmdach in Ecklage, mit Biedermeierfassade, 1833, innen Verlauf der Römermauer, um 179 n. Chr. An der Haussüdseite Zwingermauer mit vorgelagertem Graben, hoch- und spätmittelalterlich, siehe auch Am Peterstor 3 | D-3-62-000-446  | weitere Bilder                                                                          |
| Am Römling 1 (Standort)                                                                          | Wohnhaus, ehemals Gasthaus Zum weißen Hirsch                                                                                | Ursprünglich zwei Kleinhäuser, dreigeschossiger und giebelständiger Satteldachbau, Giebelbau, im Kern romanisch, Umbauten 16.–19. Jahrhundert | D-3-62-000-104  | Wohnhaus, ehemals Gasthaus Zum weißen Hirsch                                            |
| Am Römling 2 (Standort)                                                                          | Wohnhaus | Dreigeschossiges und traufständiges Satteldachhaus, im Kern romanisch, Hoffassade spätgotisch, Straßenseite Neurenaissance-Gliederung, zweite Hälfte 19. Jahrhundert | D-3-62-000-105  | Wohnhaus                                                                                |
| Am Römling 3 (Standort)                                                                          | Wohnhaus, genannt Haus am Schmiedeck. ehemals Gasthaus Zum schwarzen Lamm                                                   | Dreigeschossiges und giebelständiges Satteldachhaus, im Kern romanisch, Umbauten Ende 19. und 20. Jahrhundert | D-3-62-000-106  | Wohnhaus, genannt Haus am Schmiedeck. ehemals Gasthaus Zum schwarzen Lamm               |
| Am Römling 4 (Standort)                                                                          | Wohnhaus | Dreigeschossiger und giebelständiger Satteldachbau mit Vorschussmauer, im Kern romanischer Hausturm, spätgotisch, 15./16. Jahrhundert | D-3-62-000-107  | Wohnhaus                                                                                |
| Am Römling 5 (Standort)                                                                          | Wohnhaus | Dreigeschossiges Walmdachhaus, im Kern 13. Jahrhundert, Obergeschosse 15. Jahrhundert mit barocken Veränderungen, 1966 umgebaut | D-3-62-000-108  | Wohnhaus                                                                                |
| Am Römling 7 (Standort)                                                                          | Wohnhaus | Viergeschossiges und traufständiges Mansardwalmdachhaus, im Kern zweite Hälfte 13. Jahrhundert, Umbauten im frühen 17. Jahrhundert und um 1750 | D-3-62-000-109  | Wohnhaus                                                                                |
| Am Römling 8 (Standort)                                                                          | Wohnhaus | Dreigeschossiges und giebelständiges Satteldachhaus, im Kern romanisch, im 17. Jahrhundert und 1745 umgebaut | D-3-62-000-110  | Wohnhaus                                                                                |
| Am Römling 9 (Standort)                                                                          | Wohnhaus | Dreigeschossiger und giebelständiger Satteldachbau, mit Kreuzrippengewölben im Erdgeschoss, erste Hälfte 15. Jahrhundert, Umbauten in den Obergeschossen 17. Jahrhundert | D-3-62-000-111  | Wohnhaus                                                                                |
| Am Römling 10 (Standort)                                                                         | Wohnhaus | Dreigeschossiges und giebelständiges Mansarddachhaus mit zwei ausgebauten Dachgeschossen, spätgotisch, 15./16. Jahrhundert, verändert um 1730/50 | D-3-62-000-112  | Wohnhaus                                                                                |
| Am Römling 11 (Standort)                                                                         | Wohnhaus | Dreigeschossiger und traufständiger Satteldachbau, mittelalterlicher Kern, im 19. Jahrhundert umgebaut | D-3-62-000-113  | Wohnhaus                                                                                |
| Am Römling 12 (Standort)                                                                         | Wohn- und Gasthaus, Nordostteil des sogenannten Auerhauses mit ehemaliger Thomaskapelle                                     | Viergeschossiger und giebelständiger Satteldachbau mit Treppengiebel und Zinnenkranz, seitlich Kapellenapsis, im Kern um 1300, Umbauten 1560, 1646 und 1885 Hauskapelle St. Thomas, gewölbter Einstützenraum, frühes 14. Jahrhundert, 1646 zweigeschossig unterteilt | D-3-62-000-114  | Wohn- und Gasthaus, Nordostteil des sogenannten Auerhauses mit ehemaliger Thomaskapelle |
| Am Schallern 2 (Standort)                                                                        | Wohnhaus, ehemals Stadel | Zweigeschossiger und giebelständiger Satteldachbau, mit Aufzugsluke, erwähnt 1361, 1858 zu Wohnhaus umgebaut Quaderpfeiler des frühen 19. Jahrhunderts mit Einschub-Rille für Hochwasserbohlen | D-3-62-000-115  | Wohnhaus, ehemals Stadel                                                                |
| Am Schallern 4 (Standort)                                                                        | Wohnhaus | Dreigeschossiges und giebelständiges Pultdachhaus mit Überschuss, spätgotisch, erwähnt 1361, 14./15. Jahrhundert | D-3-62-000-116  | Wohnhaus                                                                                |
| Am Schulbergl 4 (Standort)                                                                       | Wohnhaus, zeitweise städtischer Beschaustadel                                                                               | Zweigeschossiger und giebelständiger Steildachbau, 1588, 1787 Umbau zum Wohnhaus | D-3-62-000-117  | Wohnhaus, zeitweise städtischer Beschaustadel                                           |
| Am Schulbergl 5 (Standort)                                                                       | Wohnhaus, ehemalige Präparandenschule                                                                                       | Dreigeschossiger und traufständiger Mansarddachbau mit Zwerchhaus, frühklassizistisch, im Kern wohl 16./17. Jahrhundert, Umbauten 1736 und 1786 | D-3-62-000-118  | Wohnhaus, ehemalige Präparandenschule                                                   |
| Am Schulbergl 7 (Standort)                                                                       | Ehemaliges protestantisches Schulhaus der Oberen Stadt                                                                      | Dreigeschossiger und traufständiger Flachsatteldachbau, Fassadengliederung in Neurenaissanceformen, 1868/69 von Eduard Pahl | D-3-62-000-119  | Ehemaliges protestantisches Schulhaus der Oberen Stadt                                  |
| Am Wiedfang (Standort)                                                                           | Ziehbrunnen | Galgen auf Pilastern, mit Obelisk, Renaissance, 1610, 1906 erneuert | D-3-62-000-135  | weitere Bilder                                                                          |
| Am Wiedfang 1 (Standort)                                                                         | Ehemaliges Gasthaus Zum schwarzen Elefanten                                                                                 | Umfangreicher dreigeschossiger Baukomplex an der Stadtmauer mit Satteldächern, Walmdach und Pultdach, im Kern 14./15. Jahrhundert, im 17./18. Jahrhundert barock verändert Östlich anschließend freistehendes Teilstück der mittelalterlichen Stadtmauer | D-3-62-000-128  | Ehemaliges Gasthaus Zum schwarzen Elefanten                                             |
| Am Wiedfang 2 (Standort)                                                                         | Wohnhaus | Dreigeschossiges und giebelständiges schmales Satteldachhaus mit Runderker der Renaissance, 16. Jahrhundert | D-3-62-000-129  | Wohnhaus                                                                                |
| Am Wiedfang 5 (Standort)                                                                         | Ehemaliges Maschinengebäude                                                                                                 | Eingeschossiger Pultdachbau mit Oculi und Zwerchhaus, Anfang 19. Jahrhundert, Umbauten um 1870 Stadtmauer zur Donau, um 1300 und 1528 | D-3-62-000-131  | Ehemaliges Maschinengebäude                                                             |
| Am Wiedfang 5 a (Standort)                                                                       | Ehemals Windenhäuschen, sogenanntes Ohmwerk                                                                                 | Eingeschossiges Pultdachhaus, wohl Mitte 19. Jahrhundert, mit Winde zum Schleppen der Donauschiffe durch die Steinerne Brücke Stadtmauer zur Donau, um 1300 und 1528 | D-3-62-000-132  | weitere Bilder                                                                          |
| Am Wiedfang 7 (Standort)                                                                         | Kleinwohnhaus | Traufständiges und zweigeschossiges Satteldachhaus, im Kern 18. Jahrhundert Einbezogenes Teilstück der Stadtmauer zur Donau | D-3-62-000-133  | Kleinwohnhaus                                                                           |
| An der Hülling 1 (Standort)                                                                      | Wohn- und Werkstatthaus des Diözesanmuseums Obermünster                                                                     | Ehemaliges Brauhaus des Stifts Obermünster, zweigeschossiger und traufständiger Steilsatteldachbau, bezeichnet mit „1723“ | D-3-62-000-347  | Wohn- und Werkstatthaus des Diözesanmuseums Obermünster                                 |
| An der Hülling 1 (Standort)                                                                      | Diözesanmuseum Obermünster, ehemalige Ökonomiegebäude des Reichsstiftes Obermünster                                         | Langgestreckter dreiteiliger und abgewinkelter Gebäudekomplex, zweigeschossiger und traufständiger Steilsatteldachbau, hofseitig mit Aufzugsgauben, im Kern spätgotisch, bezeichnet mit 1697; zusammen mit St. Peters-Weg 7 und Emmeramsplatz 1 | D-3-62-000-138  | Diözesanmuseum Obermünster, ehemalige Ökonomiegebäude des Reichsstiftes Obermünster     |
| An der Hülling 4 (Standort)                                                                      | Doppelwohnhaus | Dreigeschossige und traufständige Satteldachbauten in Ecklage, Vorderhaus im 19. Jahrhundert umgebaut, Rückgebäude frühgotisch | D-3-62-000-139  | Doppelwohnhaus                                                                          |
| An der Hülling 6 (Standort)                                                                      | Wohnhaus, ehemals Gießereigebäude der Glockengießerei Johann Gordian Schelchshorn                                           | Zweigeschossiger und giebelständiger Satteldachbau 1686, Erweiterung nach Süden 1845 | D-3-62-000-140  | weitere Bilder                                                                          |
| Arnulfsplatz 1 (Standort)                                                                        | Wohn- und Geschäftshaus | Dreigeschossiger und giebelständiger Frackdachbau in Ecklage, 1830, im Kern mittelalterlich | D-3-62-000-161  | Wohn- und Geschäftshaus                                                                 |
| Arnulfsplatz 2 (Standort)                                                                        | Wohn- und Geschäftshaus | Viergeschossiger und giebelständiger Satteldachbau, mit gotischer Substanz, Umbau 1679, geohrtes Portal mit Wappen, spätbarock, um 1730, Fassade zweite Hälfte 19. Jahrhundert | D-3-62-000-162  | Wohn- und Geschäftshaus                                                                 |
| Auergasse 2 (Standort)                                                                           | Wohnhaus | Dreigeschossiger und giebelständiger Pultdachbau in Ecklage, Westteil mit giebelständigem Satteldach, im Kern gotisch, Umbauten 17./18. Jahrhundert | D-3-62-000-167  | Wohnhaus                                                                                |
| Auergasse 4 (Standort)                                                                           | Wohnhaus | Dreigeschossiger und traufständiger Satteldachbau, 16. Jahrhundert, im Kern gotisch, Fassade mit Neurenaissanceelementen, 19. Jahrhundert | D-3-62-000-168  | Wohnhaus                                                                                |
| Auergasse 6 (Standort)                                                                           | Wohnhaus | Dreigeschossiger und giebelständiger Satteldachbau, rückseitig mit Walm, 1833 über romanischem Keller | D-3-62-000-169  | Wohnhaus                                                                                |
| Auergasse 8 (Standort)                                                                           | Wohnhaus | Dreigeschossiger und giebelständiger Satteldachbau, rückwärtig abgewalmt, barocker Umbau über gotischem, in der Renaissance erweitertem Keller | D-3-62-000-170  | Wohnhaus                                                                                |
| Auergasse 10 (Standort)                                                                          | Wohnhaus, ehemals Gasthaus Klösterl                                                                                         | Zwei- und dreigeschossiger im Winkel angelegter Satteldachbau, Ende 15. Jahrhundert, barock ausgebaut | D-3-62-000-171  | Wohnhaus, ehemals Gasthaus Klösterl                                                     |
| Augustinergasse 3; Augustinerplatz 1 (Standort)                                                  | Ehemaliger Augustinerkloster, heute Gaststätte Augustiner                                                                   | Mehrflügeliger und dreigeschossiger Walmdachbau, um 1700, Umbau nach Abbruch der Kirche 1838, im Nordflügel ehemaliges Refektorium, um 1731 von Egid Quirin Asam stuckiert | D-3-62-000-176  | Ehemaliger Augustinerkloster, heute Gaststätte Augustiner                               |
| Augustinerplatz 3 (Standort)                                                                     | Wohnhaus | Viergeschossiger und traufständiger Pultdachbau, wohl 15./16. Jahrhundert, Umbauten im 18. Jahrhundert, Aufstockung 1864 | D-3-62-000-177  | Wohnhaus                                                                                |
| Augustinerplatz 4 (Standort)                                                                     | Wohnhaus | Dreigeschossiger und traufständiger Pultdachbau in Ecklage, wohl frühes 14. Jahrhundert | D-3-62-000-178  | Wohnhaus                                                                                |

### B
| Lage                             | Objekt                                                                           | Beschreibung | Akten-Nr.       | Bild                                                                             |
| -------------------------------- | -------------------------------------------------------------------------------- | --- | --------------- | -------------------------------------------------------------------------------- |
| Baumhackergasse 2 (Standort)     | Wohnhaus                                                                         | Viergeschossiges Eckhaus mit Walmdach und Giebel, im Kern romanisch, Umbau zweite Hälfte 13. Jahrhundert und um 1500, an der Südwestseite dreigeschossiger Anbau mit Pultdach, um 1300, an der Südostseite dreigeschossiger giebelständiger Anbau mit Satteldach und Überschuss, spätgotisch, 1963 saniert | D-3-62-000-210  | Wohnhaus                                                                         |
| Baumhackergasse 4 (Standort)     | Wohnhaus                                                                         | Dreigeschossiges und traufständiges Frackdachhaus in Ecklage, im Kern romanisch, gotisch verändert, 1962–1968 saniert, früher Rückgebäude von Keplerstraße 1 | D-3-62-000-212  | Wohnhaus                                                                         |
| Baumhackergasse 6 (Standort)     | Stadel                                                                           | Dreigeschossiger und giebelständiger Satteldachbau mit mittigen Aufzugsluken, 16./17. Jahrhundert, Aufstockung 1647 | D-3-62-000-213  | Stadel                                                                           |
| Baumhackergasse 8 (Standort)     | Wohnhaus                                                                         | Dreigeschossiger und giebelständiger Mansarddachbau, in Ecklage, in der Substanz um 1400, spätbarocker Umbau, 18. Jahrhundert | D-3-62-000-214  | Wohnhaus                                                                         |
| Bismarckplatz 1 (Standort)       | Präsidialpalais, ehemalige Französische Gesandtschaft                            | Dreiflügeliger und zweigeschossiger Walmdachbau mit Säulenportikus und Attikageschoss, klassizistisch, 1805 von Emanuel Joseph d’Herigoyen | D-3-62-000-224  | Präsidialpalais, ehemalige Französische Gesandtschaft                            |
| Bismarckplatz 7 (Standort)       | Theater und Neuhaussaal                                                          | Vierflügeliger und dreigeschossiger Walmdachbau, Schauseite zum Bismarckplatz mit übergiebeltem Mittelrisalit und seitlichen Altanen, 1804 von Emanuel Joseph d’Herigoyen, nach Brand von 1849 unter der Leitung von Carl Viktor Keim 1851/52 erneuert, zahlreiche Umbauten im 19./20. Jahrhundert | D-3-62-000-228  | weitere Bilder                                                                   |
| Bismarckplatz 8 (Standort)       | Wohn- und Geschäftshaus, ehemals Prüfeninger Hof                                 | Vierflügeliger und dreigeschossiger Mansardwalmdachbau, 1701, Fassade klassizistisch, 19. Jahrhundert Hofmauer mit rustiziertem Portal und Initialkartusche, neubarock, um 1900 | D-3-62-000-229  | Wohn- und Geschäftshaus, ehemals Prüfeninger Hof                                 |
| Bismarckplatz 9 (Standort)       | Wohn- und Geschäftshaus, ehemalige Württembergische Gesandtschaft                | Vierflügeliger und dreigeschossiger Mansardwalmdachbau in Ecklage, spätgotisch mit romanischer Substanz, überformt in der zweiten Hälfte 18. Jahrhundert, Fassadenstuck 1987 rekonstruiert | D-3-62-000-230  | Wohn- und Geschäftshaus, ehemalige Württembergische Gesandtschaft                |
| Blaue-Lilien-Gasse 2 (Standort)  | Keller eines turmartigen Schmalgiebelhauses                                      | Tonnenwölbung aus Kleinquadern, Brunnenschacht, 12. Jahrhundert nicht nachqualifiziert, im BayernViewer-denkmal nicht kartiert | D-3-62-000-1566 | Keller eines turmartigen Schmalgiebelhauses                                      |
| Blaue-Lilien-Gasse 3 (Standort)  | Eckhaus                                                                          | Viergeschossiger Walmdachbau mit Eckpilastern, ehemals zwei selbständige Anwesen mit je einem Turmrest, im Kern erste Hälfte 13. Jahrhundert, frühgotische Rippengewölbe und barocke Hofgalerien, 1867 Südfassade | D-3-62-000-232  | Eckhaus                                                                          |
| Blaue-Lilien-Gasse 4 (Standort)  | Kelleranlage und Reste eines Wohnturms mit westlichem Anbau des 13. Jahrhunderts | Im Kern um 1200 | D-3-62-000-1561 | Kelleranlage und Reste eines Wohnturms mit westlichem Anbau des 13. Jahrhunderts |
| Blaue-Lilien-Gasse 8 (Standort)  | Wohnhaus                                                                         | Viergeschossiges, zum Kohlenmarkt traufständiges Eckhaus, südlich Hauskern mit Pultdach und Überschuss, frühes 16. Jahrhundert, über Kellern des 12. Jahrhunderts, 1857 aufgestockt | D-3-62-000-233  | Wohnhaus                                                                         |
| Blaue-Stern-Gasse 3 (Standort)   | Wohnhaus                                                                         | Dreigeschossiger und traufständiger Satteldachbau in Ecklage, 1857, über gotischem Keller, im südwestlichen Teil Steinhaus von 1608, Südteil und Fassaden von 1862; siehe auch Ensemble Altstadt, Straßenbild Obere Bachgasse | D-3-62-000-235  | Wohnhaus                                                                         |
| Blaue-Stern-Gasse 7 (Standort)   | Wohnhaus                                                                         | Viergeschossiger Walmdachbau in Ecklage, spätgotisch, über romanischem Keller, Umbauten 1613, rückwärtiger Flügel mit Mansarddach und Hofarkaden, Renaissance, 1613, Umbauten zweite Hälfte 18. Jahrhundert | D-3-62-000-236  | Wohnhaus                                                                         |
| Blaue-Stern-Gasse 7 a (Standort) | Wohnhaus                                                                         | Dreigeschossiger und traufständiger Dreiflügelbau mit Satteldach, mit Standerker, um 1613 Rückgebäude westlich zweigeschossiger und traufständiger Mansarddachbau mit Stuckdecken, um 1720, über romanischem Keller Südlich dreigeschossiger und traufständiger Pultdachbau mit Fachwerkobergeschossen, um 1720; ursprünglich zu Blaue-Stern-Gasse 7 gehörig                                                        | D-3-62-000-237  | Wohnhaus                                                                         |
| Blaue-Stern-Gasse 9 (Standort)   | Wohnhaus                                                                         | Dreigeschossiger Walmdachbau in Ecklage, bezeichnet mit dem Jahr 1621 über romanischem Keller, Umbauten im Barock und im 19. Jahrhundert | D-3-62-000-238  | Wohnhaus                                                                         |
| Brückstraße 1 (Standort)         | Ehemaliger Gasthof Zur Steinernen Brücke                                         | Viergeschossiges Eckhaus mit Überschuss, 14. Jahrhundert, Umbauten im 16. und 19. Jahrhundert, 1835 Aufstockung Südlich viergeschossiges und traufständiges Kleinhaus mit Satteldach, 15./16. Jahrhundert, 1895 mit dem Eckhaus vereinigt | D-3-62-000-247  | Ehemaliger Gasthof Zur Steinernen Brücke                                         |
| Brückstraße 2 (Standort)         | Ehemaliger Amberger Stadel                                                       | Viergeschossiger und traufständiger Halbwalmdachbau, 1487, 1551 wiederhergestellt, Innenumbauten im 20. Jahrhundert Schwibbogenartiger Überbrückungsbau zum Brückentorturm, 1902/03 von Adolf Schmetzer | D-3-62-000-248  | weitere Bilder                                                                   |
| Brückstraße 3 (Standort)         | Wohnhaus                                                                         | Dreigeschossiges und traufständiges Walmdachhaus mit Überschuss und Zwerchgiebel, im Kern wohl 15. Jahrhundert, klassizistische Fassadengliederung mit Umbauten Ende 18. und Anfang 20. Jahrhundert Rückgebäude am Taubengässchen, viergeschossiges und traufständiges Satteldachhaus, mit Halbmansarde aufgestockt, 18. Jahrhundert, über Keller 12./13. Jahrhundert, 1907 verändert; zusammen mit Taubengäßchen 2 | D-3-62-000-249  | Wohnhaus                                                                         |
| Brückstraße 4 (Standort)         | Wiedamannhaus, ehemaliger Kastler Hof und ehemaliges Gasthaus Zum Wilden Mann    | Fünfgeschossiger Turm, Biforienfenster mit Knospenkapitell, spätromanisch, erstes Drittel 13. Jahrhundert, südlich dreigeschossiger und traufständiger Anbau mit Pultdach und Überschuss, spätgotisch, 15. Jahrhundert, über Keller des 12./13. Jahrhunderts, seit dem 17. Jahrhundert mehrfach umgebaut | D-3-62-000-250  | Wiedamannhaus, ehemaliger Kastler Hof und ehemaliges Gasthaus Zum Wilden Mann    |
| Brückstraße 5 (Standort)         | Wohnhaus                                                                         | Viergeschossiges und traufständiges Frackdachhaus mit Überschuss, wohl 15. Jahrhundert, mit vermutlich älterem Kern, im 18. Jahrhundert umgebaut | D-3-62-000-251  | Wohnhaus                                                                         |
| Brückstraße 7 (Standort)         | Wohn- und Geschäftshaus                                                          | Viergeschossiger und traufständiger Satteldachbau mit Überschuss, erste Hälfte 16. Jahrhundert, im Kern wohl älter | D-3-62-000-252  | Wohn- und Geschäftshaus                                                          |

### D
| Lage                                              | Objekt                                                                                                 | Beschreibung | Akten-Nr.       | Bild                                                                                      |
| ------------------------------------------------- | --- | --- | --------------- | ----------------------------------------------------------------------------------------- |
| Dänzergasse 1, Ortnergasse 2 (Standort)           | Wohnhaus                                                                                               | Dreigeschossiger und traufständiger Satteldachbau, im Kern Steinhaus von 1313, Vorderhaus 1518 massiv erneuert, 1576 aufgestockt (dendrochronologisch datiert), Erweiterung 1655 nach Westen, östlicher Anbau Wohnhaus, dreigeschossiger und traufständiger Satteldachbau, 1875 mit Ortnergasse 2 vereinigt | D-3-62-000-869  | weitere Bilder                                                                            |
| Dänzergasse 8 (Standort)                          | Wohnhaus                                                                                               | Dreigeschossiger Walmdachbau in Ecklage, Fassade mit Werkstein- und Putzgliederungen, Neurenaissance, 1883 von Christian Zinstag; siehe auch Ensemble Altstadt, Straßenbild Am Ölberg | D-3-62-000-267  | Wohnhaus                                                                                  |
| Deischgasse 2 (Standort)                          | Wohnhaus, ehemalige Badstube                                                                           | Langgestreckter dreigeschossiger und traufständiger Satteldachbau mit Gewölben im Erdgeschoss, wohl 16./17. Jahrhundert; von 1338 bis 1830 als öffentliches Bad belegt | D-3-62-000-291  | Wohnhaus, ehemalige Badstube                                                              |
| D.-Martin-Luther-Straße 2; Maximilianstraße 28 () | römische Befestigung                                                                                   | Reststücke der römischen Befestigung, äußere Mauerschale aus Großquadermauer, Kalkstein, kaiserzeitlich, um 179 n. Chr. | D-3-62-000-1745 | weitere Bilder                                                                            |
| D.-Martin-Luther-Straße 8 (Standort)              | Ehemalige Klarenangerschule                                                                            | Dreigeschossige Zweiflügelanlage mit Walmdach in Ecklage, Werkstein- und Putzgliederungen in Formen der Neurenaissance, 1869 von Eduard Pahl und Joseph Negele, 1983 zu Büro- und Verwaltungsgebäude umgebaut Südlich des Gebäudes Reste der römischen Legionslagermauer, um 179 n. Chr. | D-3-62-000-299  | Ehemalige Klarenangerschule                                                               |
| D.-Martin-Luther-Straße 10 (Standort)             | Büro- und Verwaltungsgebäude, ehemaliges Wohnhaus                                                      | Palastartiger dreigeschossiger Walmdachbau mit Mittelrisalit, in Formen der italienischen Renaissance mit Putz- und Hausteingliederungen, 1864 von Adrian Zinstag Auf der Nordseite Stadtmauerstück | D-3-62-000-301  | Büro- und Verwaltungsgebäude, ehemaliges Wohnhaus                                         |
| Domgarten 1 (Standort)                            | Domkapitelhaus                                                                                         | Zweigeschossiger und traufständiger Satteldachbau, mit Kapelleneinbauten im Erdgeschoss, um 1320 und spätgotisch, mit Resten der karolingischen Dommauer vom nördlichen Seitenschiff Zweiteiliger Kreuzgang mit Kreurippenwölbung, Satteldach und Pultdächern, 8. Jahrhundert bis frühes 16. Jahrhundert Allerheiligenkapelle, Zentralbau mit Zeltdach, um 1160 Stephanskapelle, gewölbte Saalkirche mit Satteldach, zweite Hälfte 11. Jahrhundert, über Vorgängerbau; Ölberg über Grabplatte, spätes 15. Jahrhundert, auf Tischsockel an südlicher Außenwand | D-3-62-000-309  | Domkapitelhaus                                                                            |
| Domgarten 2 (Standort)                            | Dom-Mesnerhaus                                                                                         | Dreigeschossiges und giebelständiges Satteldachhaus, gotisch mit romanischer Substanz des 12. Jahrhunderts, 1788 umgebaut | D-3-62-000-310  | Dom-Mesnerhaus                                                                            |
| Domgarten 3 (Standort)                            | Wohnhaus, ehemalige Büchsenmacherei und Dompräbende                                                    | Dreigeschossiges und giebelständiges Satteldachhaus, Mitte 18. Jahrhundert, im 19. Jahrhundert verändert | D-3-62-000-311  | Wohnhaus, ehemalige Büchsenmacherei und Dompräbende                                       |
| Domgarten 4 (Standort)                            | Dombauhütte                                                                                            | Zweigeschossiges und giebelständiges Büro- und Werkstatthaus mit steilem Satteldach und verputztem Fachwerkobergeschoss, Heimatstil, 1924/25 Mit Schmiede | D-3-62-000-1688 | Dombauhütte                                                                               |
| Domgarten; Domgarten 4 (Standort)                 | Ehemaliger Domfriedhof anstelle des romanischen Vorgängerdoms                                          | Im 19. Jahrhundert aufgelassen Ewiglichtsäule, Tabernakel mit Fialen auf Rundpfeiler, Kalkstein, 1341 | D-3-62-000-1571 | Ehemaliger Domfriedhof anstelle des romanischen Vorgängerdoms                             |
| Domplatz (Standort)                               | Reiterstandbild für König Ludwig I. von Bayern                                                         | Bronzegruppe auf gestuftem Inschriftsockel, historistisch, 1901–1902 von Ferdinand von Miller der Jüngere; bis 1936 auf dem Domplatz aufgestellt, später in den Bahnhofsanlagen wiedererrichtet, 2008–10 Restaurierung und Wiederaufstellung am alten Standort | D-3-62-000-458  | weitere Bilder                                                                            |
| Domplatz (Standort)                               | Adlerbrunnen                                                                                           | Achteckiges Becken und Brunnenstock mit Bronzeadler, Renaissancedekor, 1566, mit Ziergitter von 1592 | D-3-62-000-319  | weitere Bilder                                                                            |
| Domplatz 1, Domgarten (Standort)                  | Domkirche St. Peter                                                                                    | Dreischiffige Basilika mit drei Polygonalchören, östlichem Querhaus und Doppelturmfassade, durchgehender Hausteinbau, nach 1273 begonnen, bis um 1520 weitgehend fertiggestellt, im 15. Jahrhundert unter den Werkmeistern der Familie Roritzer, Ausbau der Türme 1859–1869 durch Dombaumeister Franz Joseph von Denzinger; mit Ausstattung Sogenannter Eselsturm, ehemaliger Nordturm des ottonischen Westbaus, Bruchsteinmauerwerk, erste Hälfte 11. Jahrhundert, Obergeschosse 1871 in Sandstein neugotisch erneuert                                       | D-3-62-000-313  | weitere Bilder                                                                            |
| Domplatz 2 (Standort)                             | Ehemalige Dompfarrkirche St. Ulrich, profaniert, heute Statiokirche und Diözesanmuseum St. Ulrich      | Turmlose fünfschiffige Emporenbasilika, frühgotischer Bruchsteinbau, um 1225/50 | D-3-62-000-314  | weitere Bilder                                                                            |
| Domplatz 4 (Standort)                             | Wohn- und Geschäftshaus, ehemaliger Domkanonikerhof                                                    | Viergeschossiger Walmdachbau mit Polygonalerker in Ecklage, im Kern 14./15. Jahrhundert, mit Keller des 13. Jahrhunderts, im 17. Jahrhundert verändert, neubarocke Fassadengestaltung und Aufstockung 1884 | D-3-62-000-315  | Wohn- und Geschäftshaus, ehemaliger Domkanonikerhof                                       |
| Domplatz 5 (Standort)                             | Wohn- und Geschäftshaus, ehemaliger Domkanonikerhof                                                    | Viergeschossiger Mansardwalmdachbau in Ecklage, im Kern wohl 13. Jahrhundert, neubarocke Fassade mit Fensterbetonungen, Werkstein- und Putzgliederungen und Aufstockung von 1890 | D-3-62-000-316  | Wohn- und Geschäftshaus, ehemaliger Domkanonikerhof                                       |
| Domplatz 6 (Standort)                             | Ehemalige Dompropstei, 1802–10 Residenz des Fürstprimas Carl von Dalberg, 1809 Hauptquartier Napoleons | Dreigeschossiger Kopfbau mit Mansardwalmdach, Werksteingliederungen und stuckiertem Ziergiebel, Kernbau mit Dachkonstruktion 1468/69 (dendrochronologisch datiert), barocke Überformungen, prägender Umbau mit Fassadengestaltung um 1800 von Joseph Sorg Hofeinfahrt mit Pilastergliederung und stuckiertem Segmentbogengiebel | D-3-62-000-317  | weitere Bilder                                                                            |
| Domplatz 7 (Standort)                             | Haus Heuport, ehemaliges Patrizierhaus                                                                 | Dreigeschossige Mehrflügelanlage mit Mansardwalmdach, Festsaal, Hauskapelle, Treppenhalle und Hofanlage, Anfang 14. Jahrhundert, Umgestaltungen Mitte 18. Jahrhundert, Teilrekonstruktion 1936/38 Seitenflügel 1681 bzw. 1705, bis 1341 vereinigt mit Kramgasse 10 und 12 | D-3-62-000-318  | weitere Bilder                                                                            |
| Domstraße 1 (Standort)                            | Wohn- und Geschäftshaus, ehemalige Schmiede                                                            | An den Römerturm angebautes dreigeschossiges und giebelständiges Mansarddachhaus, mit romanischen Resten, im 17. Jahrhundert barock verändert, nördlich zweigeschossiger Anbau über beide Geschosse, romanisches Handquaderwerk, neugotischer Zinnenkranz Hölzerner Vorbau mit Flachdach auf Ständern an östlicher Turmseite, 16. Jahrhundert; siehe auch Ensemble Altstadt, Platzbild Alter Kornmarkt | D-3-62-000-320  | Wohn- und Geschäftshaus, ehemalige Schmiede                                               |
| Domstraße 3 (Standort)                            | Sogenannter Römerturm, Pfalzturm                                                                       | Sechsgeschossiger Quader- und Bruchsteinbau mit Zeltdach, um 1210, wohl auf karolingischem Unterbau der zweiten Hälfte 9. Jahrhundert; zusammen mit ehemaligem Herzogshof, Alter Kornmarkt 10 | D-3-62-000-321  | weitere Bilder                                                                            |
| Drei-Helm-Gasse 3 (Standort)                      | Wohn- und Geschäftshaus, ehemaliger Kanonikalhof, ursprünglich Rückgebäude von Domplatz 5              | Dreigeschossiger und traufständiger Satteldachbau, 1586, Umbauten 19./20. Jahrhundert | D-3-62-000-328  | Wohn- und Geschäftshaus, ehemaliger Kanonikalhof, ursprünglich Rückgebäude von Domplatz 5 |
| Drei-Kronen-Gasse 1 (Standort)                    | Neue Dechantei der Alten Kapelle                                                                       | Zweigeschossiger Eckbau mit Walmdach, historistisch, 1860/61, Jugendstilfassade 1909 | D-3-62-000-329  | Neue Dechantei der Alten Kapelle                                                          |
| Drei-Kronen-Gasse 1, Speichergasse 2 (Standort)   | Mesnerhaus der Alten Kapelle, ehemaliger Getreidekasten                                                | Traufständiges und dreigeschossiges Satteldachhaus, als Getreidekasten erstmals 1240 erwähnt, bezeichnet mit „1694“, 1899 zum Mesnerhaus umgebaut Zantkapelle, zweijochige gotische Grabkapelle, bezeichnet mit „1299“, Giebel neubarock, 1897 | D-3-62-000-1117 | Mesnerhaus der Alten Kapelle, ehemaliger Getreidekasten                                   |
| Drei-Mohren-Straße 1 (Standort)                   | Wohn- und Geschäftshaus                                                                                | Zweigeschossiger und traufständiger Satteldachbau mit Fachwerk und Giebelerker, in Ecklage, wohl 18. Jahrhundert, mit romanischem Kernbau im Ostteil | D-3-62-000-330  | Wohn- und Geschäftshaus                                                                   |
| Drei-Mohren-Straße 2 (Standort)                   | Wohn- und Geschäftshaus                                                                                | Dreigeschossiger und traufständiger Mansarddachbau, 1774, im Kern gotisch | D-3-62-000-331  | Wohn- und Geschäftshaus                                                                   |
| Drei-Mohren-Straße 3 (Standort)                   | Wohn- und Geschäftshaus                                                                                | Dreigeschossiger und traufständiger Pultdachbau mit gebändertem Erdgeschoss, 18./19. Jahrhundert | D-3-62-000-332  | Wohn- und Geschäftshaus                                                                   |
| Drei-Mohren-Straße 4 (Standort)                   | Ehemaliges Wohnhaus, jetzt zum Theater gehörig                                                         | Viergeschossiger und traufständiger Pultdachbau in Ecklage, im Kern gotisch, Umbauten im 18. und 19. Jahrhundert | D-3-62-000-333  | Ehemaliges Wohnhaus, jetzt zum Theater gehörig                                            |
| Drei-Mohren-Straße 5 (Standort)                   | Ehemalige Weinwirtschaft zum grünen Baum                                                               | Von der Drei-Mohren-Straße zurückgesetzter dreigeschossiger und traufständiger Pultdachbau, zur Ludwigstraße ebenfalls traufständig, spätgotisch, 15. Jahrhundert, Fassade 1872 überformt | D-3-62-000-334  | Ehemalige Weinwirtschaft zum grünen Baum                                                  |
| Drei-Mohren-Straße 7 (Standort)                   | Wohnhaus                                                                                               | Viergeschossiger und traufständiger Satteldachbau mit gebändertem Erdgeschoss, wohl 17. Jahrhundert, Umbauten 18./19. Jahrhundert | D-3-62-000-335  | Wohnhaus                                                                                  |
| Drei-Mohren-Straße 9 (Standort)                   | Wohnhaus                                                                                               | Viergeschossiger und traufständiger Frackdachbau, rückseitig romanischer Wohnturm und Keller, Wohngebäude gotisch, im Barock und im 19. Jahrhundert überformt | D-3-62-000-336  | Wohnhaus                                                                                  |
| Drei-Mohren-Straße 11 (Standort)                  | Wohn- und Gasthaus, ehemalige Brauerei Clostermeyer                                                    | Haupttrakt dreigeschossiger und traufständiger Satteldachbau, in der Substanz spätgotisch, 1767 tiefgreifend umgebaut | D-3-62-000-337  | Wohn- und Gasthaus, ehemalige Brauerei Clostermeyer                                       |
| Drei-Mohren-Straße 13 (Standort)                  | Wohnhaus                                                                                               | Dreigeschossiger und traufständiger Steilsatteldachbau mit Zwerchhaus, spätgotisch, Fassade mit Teilen eines Loggiabogens, 17. Jahrhundert | D-3-62-000-338  | Wohnhaus                                                                                  |

### E
| Lage                                                                  | Objekt | Beschreibung | Akten-Nr.       | Bild                                                                                |
| --------------------------------------------------------------------- | --- | --- | --------------- | ----------------------------------------------------------------------------------- |
| Eck zum Vaulschink 1; Emmeramsplatz 7 (Standort)                      | Ehemalige Fürstlich Thurn und Taxis’sche Rentkammer                                                                                         | Viergeschossige Dreiflügelanlage mit Walmdach, Fassade mit Dreiecksgiebel, Lisenengliederung und Fensterrahmungen in Werkstein, mit barocken Teilen, Fassade und zweites Obergeschoss um 1830 von Jean-Baptiste Métivier, Aufstockung und Umbau mit Neurenaissance-Gliederung 1898 von Max Schultze Ehemaliges Rentkammergebäude, dreigeschossiger und traufständiger Satteldachbau, um 1830 | D-3-62-000-353  | weitere Bilder                                                                      |
| Eck zum Vaulschink 8 (Standort)                                       | Wohnhaus | Zweigeschossiges und giebelständiges Frackdachhaus in Ecklage, 17. Jahrhundert über älterem Keller | D-3-62-000-340  | Wohnhaus                                                                            |
| Einhorngäßchen (Standort)                                             | Vier Schwibbögen | Wohl 17. Jahrhundert | D-3-62-000-345  | Vier Schwibbögen                                                                    |
| Einhorngäßchen 2 (Standort)                                           | Wohnhaus | Im Winkel angelegter zwei- und dreigeschossiger Satteldachbau, wohl 16. Jahrhundert, Umbauten im 18. Jahrhundert; zeitweise Nebenhaus zu Weingasse 6 | D-3-62-000-344  | Wohnhaus                                                                            |
| Emmeramsplatz 2 (Standort)                                            | Ehemaliges Fürst Thurn und Taxis’sches Rentamt, vormals Schenke des Bruderhauses                                                            | Zweigeschossiger Walmdachbau in Ecklage, Portal mit Wappenkartusche, barock, 1874 umgestaltet | D-3-62-000-348  | Ehemaliges Fürst Thurn und Taxis’sches Rentamt, vormals Schenke des Bruderhauses    |
| Emmeramsplatz 3 (Standort)                                            | Pfarrhof von St. Emmeram | Zweigeschossiger und traufständiger Satteldachbau mit Treppenturm und Vorplatz, neugotisch, 1890 anstelle der romanischen ehemaligen Michaelskapelle errichtet | D-3-62-000-349  | Pfarrhof von St. Emmeram                                                            |
| Emmeramsplatz 4 (Standort)                                            | Katholische Pfarrkirche St. Emmeram, ehemalige Benediktinerabteikirche                                                                      | Dreischiffige Pfeilerbasilika mit dreiapsidialem Chor, Westquerhaus und Westchor, im Kern um 780/90, Erweiterung um 1060, Wiederherstellung nach Brand 1166, Barockisierung im 17. Jahrhundert und 1731–1733 durch Johann Michael Prunner, Cosmas Damian und Egid Quirin Asam, Emmeramskrypta, tonnengewölbte Ringkrypta, um 780/90, Ramwoldkrypta, Saalraum, ehemals dreischiffige Halle, um 980, Wolfgangskrypta, fünfschiffige Halle, um 1060, Magdalenenkapelle, um 1060; mit Ausstattung Katholische Kirche St. Rupert, ehemalige Pfarrkirche des Klosters, gewölbte Saalkirche mit niedrigerem Seitenschiff und dreiseitigem Chor, Hauptschiff nach Brand 1166 erneuert, Seitenschiff bezeichnet mit „1474“, Barockisierung 1765 durch Johann Anton Pfeffer und Otto Gebhard; mit Ausstattung; Gemeinsame Vorhalle, zweischiffiger und zweijochiger Hallenraum mit Kreuzgratgewölben, Vorhof mit Arkadenstellungen und Wandpfeilern, romanisch, erbaut nach Brand 1166, unvollendet, östliche Mauer mit Werksteinportal, 18. Jahrhundert, mit zahlreichen Grabdenkmälern vom ehemaligen Friedhof Äußere Torwand, zweigeschossige fünfachsige Wand mit Spitzbogenportalen und Arkaden, Wandmalereien und Reliefs, frühgotisch um 1250, Bemalung seit dem 16. Jahrhundert nachweisbar, 1982 durchgreifend restauriert Glockenturm, freistehender sechsgeschossiger Campanile mit Kuppeldach, Laterne und Uhrengiebeln, im Kern frühmittelalterlich, 1575–1579 ummantelt und neugestaltet durch Matthäus Pech, mit architektonischen und plastischen Gliederungen, Renaissance, oberer Abschluss spätbarock, 1777 Sakristei, zweigeschossiger Frackbaubau, Bruchsteinmauerwerk, 1615 | D-3-62-000-350  | weitere Bilder                                                                      |
| Emmeramsplatz 5; Emmeramsplatz 6 (Standort)                           | Ehemalige fürstliche Reitschule und Marstall                                                                                                | Zweigeschossiger Dreiflügelbau mit Walmdächern und Reithalle, klassizistisch, 1828–1831 von Jean-Baptiste Métivier, Reliefs, Kalkstein, klassizistisch, von Ludwig Schwanthaler Hofmauer zur Waffnergasse, Gliederung durch Blendbögen und zwei Ädikula-Tore, neubarock, um 1910 von Max Schultze, mit Kalksteinreliefs von Margarethe von Thurn und Taxis | D-3-62-000-352  | weitere Bilder                                                                      |
| Emmeramsplatz 5, Margaretenstraße 13, St.-Peters-Weg 2 (Standort)     | Schloss Thurn und Taxis, ehemalige Abtei St. Emmeram, seit 1812 fürstliche Residenz                                                         | Alter Konvent, zwei- und dreigeschossige Vierflügelanlage mit Satteldächern, mit Kreuzgang, romanischer Küche und Refektorium, romanisch und gotisch, im Kern um 1050, nach 1166 und später, Refektorium 1689 von Jakob Heubel barockisiert, Ostflügel mit spätbarocker Fassade mit Pilastergliederung und Bibliothekssaal, Umgestaltung 1732–1737 durch Johann Michael Prunner Gruftkapelle, doppelgeschossiger und zweischiffiger Saalbau mit eingezogener Apsis, neugotisch, 1836–1848 von Carl Victor Keim; mit Ausstattung; Neuer Konvent, viergeschossige Zweiflügelanlage mit Walmdach, ab 1666 Inneres Palais, ehemalige Abtei, dreigeschossiger Satteldachbau mit Seitenrisaliten, Portalvorbau mit Altane und Türmchen, Fassadengliederungen in Werkstein, Neurenaissance, im Kern Barock, seit 1740–1742 auch Wohnung des Kaiserlichen Prinzipalkommissars, Umbauten zur Fürstlichen Residenz im 19. Jahrhundert Südflügel, mehrfach gestaffelter und mächtiger dreigeschossiger Mansarddachbau mit Türmen, Risaliten, Terrassen, Zwerchhäusern und Durchfahrten, Fassaden mit reichen architektonischen Werksteingliederungen in Kalk- und Sandstein, Neurenaissance, 1883–1888 von Max Schultze Kurfürstenbrunnen, achteckiges Becken mit figurenbekröntem Mittelpfeiler, Renaissance, Kalk- und Sandstein, 1578 von Michael Dietlmaier, renoviert 1794 und 1831 Schlosspark, englischer Landschaftsgarten mit Einfriedung, unter Einbeziehung von Resten der Emmeramer Bastei und der Stadtmauer, ab 1872 durch Carl Joseph von Effner angelegt Pavillon, Tholos auf Säulenpaaren, mit Haubendach und Puttengruppe, Sandstein, 1. Hälfte 18. Jahrhundert, aus dem Frankfurter Palais Taxis überführt Obelisk, mit Initialenkartusche des Fürsten Carl Anselm, klassizistisch, Kalkstein, um 1780 | D-3-62-000-351  | weitere Bilder                                                                      |
| Nähe Fürst-Anselm-Allee, Teil des Fürstlichen Schlossparks (Standort) | Emmeramer Tor, ehemaliges Stadttor mit Turm, in der ersten Hälfte 20. Jahrhundert Künstleratelier der Fürstin Margarete von Thurn und Taxis | Vorwerk mit zwei Flankentürmen und Zwingerhof, Quadermauerwerk, 13. Jahrhundert, im 16. Jahrhundert geschlossen; Teil des Fürstlichen Schlossparks | D-3-62-000-1725 | weitere Bilder                                                                      |
| Emmeramsplatz 8 (Standort)                                            | Ehemaliges Äußeres Palais des Klosters St. Emmeram, seit 1812 Sitz der Regierung der Oberpfalz                                              | Dreigeschossige Vierflügelanlage mit Walmdach, Fassadengliederung mit Fensterbändern und Lisenen, Werkstein und Putz, Säulenportal mit Ädikula, zweite Hälfte 17. Jahrhundert, klassizistischer Umbau mit Festsaal und Treppe 1792 durch Joseph Sorg | D-3-62-000-354  | weitere Bilder                                                                      |
| Emmeramsplatz 9 (Standort)                                            | Sogenanntes Rotes Haus, heute Regierung der Oberpfalz                                                                                       | Viergeschossiger Walmdachbau, Fassade mit kolossaler Pilaster- und Lisenengliederung und Attika, klassizistisch und neuklassizistisch, 1792 von Joseph Emanuel d’Herigoyen errichtet als Wohnhaus nach dem Brand des Freisinger Hofes, 1884 aufgestockt, 1896 erweitert mit Neugliederung der Fassaden | D-3-62-000-355  | weitere Bilder                                                                      |
| Emmeramsplatz 9 (Standort)                                            | Denkmal für Bischof Johann Michael Sailer                                                                                                   | Bronzestandbild auf Inschriftsockel aus Kalkstein, klassizistisch, 1868 von Max von Widnmann und Ferdinand von Miller dem Jüngeren | D-3-62-000-459  | Denkmal für Bischof Johann Michael Sailer                                           |
| Emmeramsplatz 10, 11 (Standort)                                       | Jüdischer Grabstein des Rabbi Baruch | Kalkstein, 1380; 1519 vom jüdischen Friedhof hierher verschleppt | D-3-62-000-357  | Jüdischer Grabstein des Rabbi Baruch                                                |
| Emmeramsplatz 12 (Standort)                                           | Evangelisch-lutherische Krankenhauskirche und ehemalige Bruderhauskirche St. Ignaz                                                          | Giebelständiger Saalbau mit steilem Satteldach und Chörlein an der Oberen Bachgasse, spätgotisch, 1445, weitgehender Umbau 1622/23; mit Ausstattung; siehe auch Ensemble Altstadt, Straßenbild Obere Bachgasse | D-3-62-000-358  | weitere Bilder                                                                      |
| Engelburgergasse 1 (Standort)                                         | Wohnhaus | Dreigeschossiger und traufständiger Satteldachbau mit Schweifgiebel, 16./17. Jahrhundert, im Kern spätmittelalterlich, Umbauten 1754 | D-3-62-000-360  | weitere Bilder                                                                      |
| Engelburgergasse 2 (Standort)                                         | St.-Oswald-Hausturm, ehemaliges Mesnerhaus von St. Oswald                                                                                   | Fünfgeschossiger Satteldachbau, spätromanisch, um 1210, Einbauten 15. Jahrhundert, östlich zweigeschossiger Anbau mit Pultdach, 16. Jahrhundert | D-3-62-000-361  | St.-Oswald-Hausturm, ehemaliges Mesnerhaus von St. Oswald                           |
| Engelburgergasse 3 (Standort)                                         | Wohnhaus, südlicher Hausteil eines Doppelanwesens                                                                                           | Dreigeschossiger und giebelständiger Satteldachbau, spätgotisch, mit Keller des 14./15. Jahrhunderts, Fassade und Innenausbau 1711/12, 1751 und 1753 | D-3-62-000-362  | Wohnhaus, südlicher Hausteil eines Doppelanwesens                                   |
| Engelburgergasse 4 (Standort)                                         | Wohnhaus | Viergeschossiger und traufständiger Satteldachbau, mit nördlichem Turmhaus, romanisch, um 1150, barock umgebaut, Fassade letztes Viertel 19. Jahrhundert | D-3-62-000-363  | Wohnhaus                                                                            |
| Engelburgergasse 5 (Standort)                                         | Wohnhaus | Viergeschossiger und giebelständiger Mansarddachbau, um 1600, 1751 Aufstockung um zwei Geschosse, über romanischen Kellern | D-3-62-000-364  | Wohnhaus                                                                            |
| Engelburgergasse 6 (Standort)                                         | Wohnhaus | Dreigeschossiges und traufständiges Satteldachhaus, mit Wohnturm und Keller, spätromanisch, mit barocken und jüngeren Umbauten | D-3-62-000-365  | Wohnhaus                                                                            |
| Engelburgergasse 7 (Standort)                                         | Wohnhaus | Dreigeschossiger und giebelständiger Mansarddachbau mit Giebelfront, im Kern romanisch, zweite Hälfte 13. Jahrhundert, spätbarocker Umbau mit Aufstockung 1752 | D-3-62-000-366  | Wohnhaus                                                                            |
| Engelburgergasse 8 (Standort)                                         | Wohnhaus | Dreigeschossiger Pultdachbau, bis 1724 zwei Häuser, im Kern romanisch, 12./13. Jahrhundert, gotischer Umbau, 1914 Aufstockung | D-3-62-000-367  | Wohnhaus                                                                            |
| Engelburgergasse 9 (Standort)                                         | Wohnhaus | Dreigeschossiger und traufständiger Satteldachbau, Überformung in der Renaissance, romanischer Keller | D-3-62-000-368  | Wohnhaus                                                                            |
| Engelburgergasse 10 (Standort)                                        | Wohnhaus, ehemaliges Gasthaus Grauer Hirsch                                                                                                 | Viergeschossiger und giebelständiger Satteldachbau, im Kern romanisch, 1735 und 1786 verändert | D-3-62-000-369  | Wohnhaus, ehemaliges Gasthaus Grauer Hirsch                                         |
| Engelburgergasse 11 (Standort)                                        | Ehemalige Pielenhofener Herberge | Dreigeschossiger Walmdachbau in Ecklage, im Kern romanisch und frühgotisch, mehrfach umgebaut, im 19. Jahrhundert zur Vierflügelanlage ausgebaut, 1976 saniert; als Klosterhof 1265 erstmals erwähnt | D-3-62-000-370  | Ehemalige Pielenhofener Herberge                                                    |
| Engelburgergasse 12 (Standort)                                        | Wohnhaus | Viergeschossiger und giebelständige Vierflügelanlage, mit Kreuzrippengewölbe des 14. Jahrhunderts und Renaissance-Hofarkaden, vor 1686 zwei Häuser, 1860 Aufstockung | D-3-62-000-371  | Wohnhaus                                                                            |
| Engelburgergasse 13 (Standort)                                        | Wohnhaus | Dreigeschossiger und giebelständiger Pultdachbau in Ecklage, 14. Jahrhundert, mit romanischem Kellerteil | D-3-62-000-372  | Wohnhaus                                                                            |
| Engelburgergasse 14 (Standort)                                        | Wohnhaus, 1531–1533 Wohnhaus Aventins | Dreigeschossiger und giebelständiger Satteldachbau, spätgotisch, mit romanischem Keller und klassizistischer Doppelgiebelfassade, um 1800 | D-3-62-000-373  | Wohnhaus, 1531–1533 Wohnhaus Aventins                                               |
| Engelburgergasse 15 (Standort)                                        | Wohnhaus | Zweigeschossiger und giebelständiger Pultdachbau, gotisch, mit romanischem Kern, 1201/02 (dendrochronologisch datiert), 1792 Umbauten | D-3-62-000-374  | Wohnhaus                                                                            |
| Engelburgergasse 16 (Standort)                                        | Wohnhaus | Aus zwei Bauteilen bestehend, südlich viergeschossiges und giebelständiges Satteldachhaus, nördlich dreigeschossiger und giebelständiger Pultdachbau, beide gotisch, der nördliche etwas jünger | D-3-62-000-375  | Wohnhaus                                                                            |
| Engelburgergasse 17 (Standort)                                        | Wohnhaus | Dreigeschossiger und traufständiger Frackdachbau, mit Aufzugsgiebel, um 1600, 1652 Umbauten, mit romanischem Keller; bis 1859 zwei Häuser | D-3-62-000-376  | Wohnhaus                                                                            |
| Engelburgergasse 18 (Standort)                                        | Wohnhaus, ehemalige Brauerei Behner | Zweigeschossiger und giebelständiger Pultdachbau, im Kern zwei mittelalterliche Häuser, barockzeitlicher Umbau zur Brauerei; siehe auch Weißgerbergraben 11a, 11b | D-3-62-000-377  | Wohnhaus, ehemalige Brauerei Behner                                                 |
| Engelburgergasse 19 (Standort)                                        | Wohnhaus | Dreigeschossiges und traufständiges Satteldachhaus, spätgotisch, Ende 15. Jahrhundert und 18. Jahrhundert, mit romanischem Keller | D-3-62-000-378  | Wohnhaus                                                                            |
| Engelburgergasse 20 (Standort)                                        | Wohnhaus | Dreigeschossiger Krüppelwalmdachbau in Ecklage, 1879 unter Einbeziehung von Resten des gotischen Vorgängerbaus, anschließend mehrere Schwibbögen, um 1642 | D-3-62-000-379  | Wohnhaus                                                                            |
| Engelburgergasse 21 (Standort)                                        | Wohnhaus | Dreigeschossiger und traufständiger Pultdachbau, mit Erker und Aufzugsgaube, spätgotisch, Dach 1767 | D-3-62-000-380  | Wohnhaus                                                                            |
| Engelburgergasse 22 (Standort)                                        | Wohnhaus, sogenannte Rosen’sche Behausung                                                                                                   | Dreigeschossiger und giebelständiger Satteldachbau, gotisch, mit romanischem Keller, Umbauten 1575, 1586/87 und 1786/87, nördlich dreigeschossiger und giebelständiger Pultdachanbau, Aufstockung um zwei Geschosse 1786/87 | D-3-62-000-381  | Wohnhaus, sogenannte Rosen’sche Behausung                                           |
| Engelburgergasse 23 (Standort)                                        | Wohn- und Geschäftshaus | Langgestreckter dreigeschossiger und traufständiger Mansarddachbau, zur Ludwigstraße Giebelfassade und Erker, spätgotisch, 1741, 1746/47 und 1751 umgebaut; siehe auch Ensemble Altstadt, Straßenbild Ludwigstraße | D-3-62-000-382  | Wohn- und Geschäftshaus                                                             |
| Erhardigasse 1 (Standort)                                             | Büro- und Wohngebäude | Dreigeschossiges und traufständiges Satteldachhaus mit Treppengiebel, im Kern spätgotisch, durchgreifende Umbauten 1889 und 1954, dabei als Westteil in den Neubau des Kolpinghauses (1953/55) einbezogen Reststück der Römermauer von der Nordost-Ecke des ehemaligen Kastells in der Ostwand des Kellers, Quadermauerwerk, um 179 n. Chr. Erhardikapelle, dreischiffige kryptaähnliche Saalkirche mit Pfeilern, zweite Hälfte 10. Jahrhundert, Vorhalle neuromanisch, zum Teil unter Verwendung von Spolien aus St. Jakob, 1889, 1954 überbaut Vor der Westseite sogenannte Erhardibrunnen, ehemaliger Ziehbrunnen, bezeichnet mit dem Jahr „1581“ | D-3-62-000-383  | weitere Bilder                                                                      |
| Erhardigasse 3 (Standort)                                             | Bürogebäude | Dreigeschossiges und traufständiges Satteldachhaus, spätgotisch, 1782 umgebaut, mit gewölbtem Erdgeschoss, zusammen mit Nr. 5 An der Rückseite Römermauer, um 179 n. Chr. und Teil der arnulfinischen Stadtmauer, um 920 | D-3-62-000-384  | Bürogebäude                                                                         |
| Erhardigasse 4 (Standort)                                             | Bischöfliche Administration, ehemals Ostflügel des Stiftsgebäudes Niedermünster                                                             | Dreigeschossiger Traufseitbau mit flachem Walmdach, im südlichen Teil die ehemalige Paramentenkammer von Niedermünster, im Kern spätgotisch, Umbauten des 18./19. Jahrhunderts, 1950 zusammengefasst, 1973 durchgreifend erneuert Reste der ehemaligen Georgs- und Afrakapelle, Mitte 12. Jahrhundert Römermauer von der Nordost-Ecke des Römerlagers, vor der Ost-Fassade | D-3-62-000-385  | Bischöfliche Administration, ehemals Ostflügel des Stiftsgebäudes Niedermünster     |
| Nähe Erhardigasse (Standort)                                          | Profanierte Kirche St. Peter und Paul, ehemals Pfarrkirche des Stifts Niedermünster                                                         | Saalbau mit die römische Mauer überragendem Rechteckchor, Walmdach und Chorflankenturm, zweites Viertel 13. Jahrhundert, Umgestaltungen um 1510 und Mitte 17. Jahrhundert Westlich Wohnhaus viergeschossiger und traufständiger Frackdachbau, 16. Jahrhundert Mauerstück der römischen Legionslagermauer, 179 n. Chr. | D-3-62-000-388  | Profanierte Kirche St. Peter und Paul, ehemals Pfarrkirche des Stifts Niedermünster |
| Erhardigasse 8 (Standort)                                             | Schulgebäude | Dreigeschossiger und traufseitiger Mansarddachbau mit neubarocker Fassadenzier, 1903 von Architekturbüro Joseph Koch und Heinrich Hauberrisser; zusammen mit Kloster und Institut der Armen Schulschwestern Alter Kornmarkt 4 und 5 | D-3-62-000-387  | Schulgebäude                                                                        |
| Erhardigasse 11 (Standort)                                            | Wohn- und Geschäftshaus, ehemaliger Aufhauser Hof                                                                                           | Viergeschossiger und traufständiger Satteldachbau mit Fassadenknick, 1784, große Wappentafel bezeichnet mit „1784“ An der Rückseite Reste der Römermauer, um 179 n. Chr. | D-3-62-000-390  | Wohn- und Geschäftshaus, ehemaliger Aufhauser Hof                                   |
| Erhardigasse 13 (Standort)                                            | Wohn- und Geschäftshaus, ehemals Gasthof Straubinger Herberge bzw. Im Pflug                                                                 | Dreigeschossiger Walmdachbau in Ecklage, im Kern 17. Jahrhundert, Umbau 19. Jahrhundert An der Rückseite Römermauer, um 179 n. Chr., und mittelalterliche Stadtbefestigung von 920 | D-3-62-000-391  | Wohn- und Geschäftshaus, ehemals Gasthof Straubinger Herberge bzw. Im Pflug         |

### F
| Lage                                  | Objekt                                                    | Beschreibung | Akten-Nr.       | Bild                                                      |
| ------------------------------------- | --------------------------------------------------------- | --- | --------------- | --------------------------------------------------------- |
| Fischgässel 1 (Standort)              | Wohnhaus                                                  | Zweieinhalbgeschossiges und traufständiges Pultdachhaus mit Rückgebäude, wohl 15. Jahrhundert, Umbau 18. Jahrhundert | D-3-62-000-403  | Wohnhaus                                                  |
| Fischgässel 3 (Standort)              | Wohnhaus                                                  | Dreigeschossiges und giebelständiges Pultdachhaus, aus zwei ehemaligen selbstständigen Häusern, spätgotisch, wohl 15. Jahrhundert, nordwestlicher Teil über Keller des 12./13. Jahrhunderts                                                                                             | D-3-62-000-404  | Wohnhaus                                                  |
| Fischgässel 4 (Standort)              | Wohnhaus                                                  | Viergeschossiger, zum Zieroldsplatz traufständiger Kopfbau in Fachwerk, mit Pultdach und Überschüssen, nach Norden turmartiges Steinhaus, gotisch, erste Hälfte 14. Jahrhundert, über Keller des 12. Jahrhunderts, Veränderungen im 16.–18. Jahrhundert                                 | D-3-62-000-405  | Wohnhaus                                                  |
| Fischgässel 5 (Standort)              | Wohnhaus                                                  | Viergeschossiges und giebelständiges Pultdachhaus, wohl 15./16. Jahrhundert, im 18. Jahrhundert umgestaltet | D-3-62-000-406  | Wohnhaus                                                  |
| Fischgässel 7 (Standort)              | Wohnhaus                                                  | Dreigeschossiges und giebelständiges Pultdachhaus, im Kern wohl 13. Jahrhundert, mit Umbauten des 17. und frühen 20. Jahrhunderts | D-3-62-000-407  | Wohnhaus                                                  |
| Fischmarkt (Standort)                 | Sogenannter Fischmarktbrunnen                             | Steintrog mit Gitter und Brunnenstock mit allegorischer Figur, Renaissance, frühes 17. Jahrhundert, Gitter um 1590, Figur Kopie 1904 | D-3-62-000-419  | Sogenannter Fischmarktbrunnen                             |
| Fischmarkt (Standort)                 | Verkaufsbänke                                             | Vier steinerne Blöcke des alten Fischmarkts, wohl 17. Jahrhundert, beim Brunnen | D-3-62-000-420  | Verkaufsbänke                                             |
| Fischmarkt 3 (Standort)               | Wohnhaus, ehemals Stadel an der Stadtmauer                | Dreigeschossiger Pultdachbau mit Zinnenabschluss des späten 19. Jahrhunderts, in Speicherbalken bezeichnet mit „1582“ | D-3-62-000-410  | Wohnhaus, ehemals Stadel an der Stadtmauer                |
| Fischmarkt 4 (Standort)               | Wohnhaus                                                  | Dreigeschossiger und giebelständiger Halbwalmdachbau, wohl 17. Jahrhundert, Fassade frühklassizistisch, spätes 18. Jahrhundert | D-3-62-000-411  | Wohnhaus                                                  |
| Fischmarkt 5 (Standort)               | Wohnhaus, ehemaliges Zunfthaus der Hafner                 | Dreigeschossiger und traufständiger Satteldachbau in Ecklage mit Kastenerker und Eckturm, 16. Jahrhundert, mit mittelalterlichem Kern, im 18. Jahrhundert überformt, Südfassade 1886 aufgestockt                                                                                        | D-3-62-000-412  | Wohnhaus, ehemaliges Zunfthaus der Hafner                 |
| Fischmarkt 6 (Standort)               | Wohnhaus                                                  | Dreigeschossiger und giebelständiger Satteldachbau mit Überschuss, 15./16. Jahrhundert im Kern 13. Jahrhundert, Umbauten 1955 | D-3-62-000-413  | Wohnhaus                                                  |
| Fischmarkt 9 (Standort)               | Wohnhaus                                                  | Viergeschossiger und giebelständiger Satteldachbau, hochgotisch, letztes Drittel 13. Jahrhundert | D-3-62-000-415  | Wohnhaus                                                  |
| Fischmarkt 10 (Standort)              | Wohnhaus                                                  | Fünfgeschossiger Walmdachbau mit Überschuss, 16. Jahrhundert, Fassade um 1720 | D-3-62-000-416  | Wohnhaus                                                  |
| Fischmarkt 11 (Standort)              | Wohnhaus, ehemals Drei-König-Bäckerei                     | Viergeschossiger Walmdachbau mit neubarocker Fassadengliederung, 16./17. Jahrhundert, 1892 Aufstockung und Ladenvorbau | D-3-62-000-417  | Wohnhaus, ehemals Drei-König-Bäckerei                     |
| Frauenbergl 2 (Standort)              | Ehemalige Domherrenkurie St. Dorothea                     | Vorderhaus dreigeschossiges Walmdachhaus in Ecklage, 1845, mit frühgotischem Turmhaus, um 1250 Rückgebäude zweigeschossiger und traufständiger Walmdachbau, im Kern 13. Jahrhundert, Umbau 1557, mit zwei Wappentafeln Nach Nordosten mittelalterliche Mauer mit Arkadenloggia, um 1557 | D-3-62-000-436  | Ehemalige Domherrenkurie St. Dorothea                     |
| Frauenbergl 4 (Standort)              | Wohnhaus, profanierte Dorotheenkapelle                    | 14. Jahrhundert, nach Osten Turmbau mit zweigeschossigem und traufständigem Hausanbau, nach Kriegszerstörung als Bürokomplex unter Wiederverwendung der Westfassade des Turmbaus 1953/54 wiederhergestellt                                                                              | D-3-62-000-437  | Wohnhaus, profanierte Dorotheenkapelle                    |
| Frauenbergl 6 (Standort)              | Dompropstei, ehemalige Domdechantei                       | Langgestreckte zweigeschossige Dreiflügelanlage mit Walmdach, in Ecklage, spätbarock, spätes 18. Jahrhundert, über mittelalterlichen Kellern, um 1250 und 14./15. Jahrhundert, zusammen mit Salzburger Gasse 4                                                                          | D-3-62-000-438  | Dompropstei, ehemalige Domdechantei                       |
| Fröhliche-Türken-Straße 1 (Standort)  | Wohnhaus, ehemaliger Gasthof Zum fröhlichen Türken        | Dreigeschossiges und traufständiges Satteldachhaus, nach Zerstörung von 1809 wiederaufgebaut | D-3-62-000-1494 | Wohnhaus, ehemaliger Gasthof Zum fröhlichen Türken        |
| Fröhliche-Türken-Straße 1 (Standort)  | Wohn- und Geschäftshaus, ehemaliges Verlagsgebäude Habbel | Dreigeschossiges und traufständiges Satteldachhaus mit Zierfries unter dem Dachansatz, 1889, doppelflügeliges Holzportal | D-3-62-000-1495 | Wohn- und Geschäftshaus, ehemaliges Verlagsgebäude Habbel |
| Fröhliche-Türken-Straße 2 (Standort)  | Wohnhaus                                                  | Dreigeschossiger und traufständiger Walmdachbau in Ecklage, 1874, auf älterem Kern | D-3-62-000-441  | Wohnhaus                                                  |
| Fröhliche-Türken-Straße 4 (Standort)  | Wohn- und Geschäftshaus, ehemaliges Gasthaus Weiße Lilie  | Dreigeschossiges und traufständiges Flachsatteldachhaus, 1817 errichtet unter Einbeziehung eines romanischen Hausturmes, über Keller des 12./13. Jahrhunderts | D-3-62-000-1496 | Wohn- und Geschäftshaus, ehemaliges Gasthaus Weiße Lilie  |
| Fröhliche-Türken-Straße 5 (Standort)  | Wohn- und Geschäftshaus, ehemaliger Erdinger Hof          | Dreigeschossige Dreiflügelanlage mit flachem Walmdach, im Kern um 1200, Wiederaufbau 1809–1813 als Gasthof Goldener Löwe, Umbauten 1882 und 1908, an der Fassade zwei Wappensteine, Spätrenaissance, Kalkstein bezeichnet mit den Jahren „1582“ und „1603“                              | D-3-62-000-442  | weitere Bilder                                            |
| Fröhliche-Türken-Straße 6 (Standort)  | Wohnhaus                                                  | Viergeschossiger und traufständiger Mansarddachbau, Fassade neubarock, mit zweigeschossiger korbbogiger Öffnung, 1903; ehemals zu Haus Nr. 4 gehörig | D-3-62-000-443  | weitere Bilder                                            |
| Fröhliche-Türken-Straße 12 (Standort) | Tor zum Jesuitenplatz                                     | Korbbogiger Durchgang mit Wappentafel, barock, bezeichnet mit dem Jahr „1687“, in Zweitverwendung | D-3-62-000-444  | Tor zum Jesuitenplatz                                     |
| Fröhliche-Türken-Straße 14 (Standort) | Römermauer                                                | Kalksteinquader, um 179 n. Chr., als Fundament der Südfront; um 1908 hierherversetzt | D-3-62-000-445  | Römermauer                                                |
| Fuchsengang 4 (Standort)              | Wohnhaus                                                  | Zweigeschossiges Walmdachhaus mit hohem Kellergeschoss und Putzgliederungen, spätklassizistisch, 1883 von Johann Theodor Madler, Reststücke der Römermauer und der Zwingermauer; siehe auch Haus Nr. 2                                                                                  | D-3-62-000-448  | Wohnhaus                                                  |
| Fuchsgäßchen 1 (Standort)             | Wohnhaus                                                  | Dreigeschossiger Pultdachbau in Ecklage, mit Renaissance-Hofarkaden, 16. Jahrhundert | D-3-62-000-450  | Wohnhaus                                                  |

### G
| Lage                                                              | Objekt | Beschreibung | Akten-Nr.       | Bild                                                                   |
| ----------------------------------------------------------------- | --- | --- | --------------- | ---------------------------------------------------------------------- |
| Gesandtenstraße 1 (Standort)                                      | Wohn- und Geschäftshaus                                                                                            | Dreigeschossiger und traufständiger Satteldachbau mit Erker, zweite Hälfte 14. Jahrhundert, südlich Turmbau, um 1200, 1597 zusammengefasst, Erker 1781, Innenausbauten um 1700, Überformungen 1891 | D-3-62-000-472  | Wohn- und Geschäftshaus                                                |
| Gesandtenstraße 2 (Standort)                                      | Wohn- und Geschäftshaus                                                                                            | Östlich siebengeschossiger Turm mit Walmdach, spätromanisch, erstes Viertel 13. Jahrhundert, westlich dreigeschossiger und traufständiger Anbau mit Satteldach und Überschuss auf Konsolen, erste Hälfte 15. Jahrhundert, Anbau mit Hoflauben Renaissance, frühes 16. Jahrhundert, nördlich ehemaliger Stadel, wohl 16. Jahrhundert ursprünglich zu Untere Bachgasse 10, ab 1963 saniert | D-3-62-000-473  | weitere Bilder                                                         |
| Gesandtenstraße 3 (Standort)                                      | Wohn- und Geschäftshaus, sog. Zanthaus, seit 1812 Tabakfabrik Gebrüder Bernard                                     | Umfangreicher Hauskomplex, östlicher Teil dreigeschossiger Mansardwalmdachbau mit Turm und ehemaliger Kapelle St. Pankraz und Pantaleon, im Kern 12. Jahrhundert, Um- und Anbauten 13./14. Jahrhundert, westlich fünfgeschossiger Turm mit Pultdach, zweite Hälfte 13. Jahrhundert, Verbindungsbau, dreigeschossiger und traufständiger Mansarddachbau mit zweischiffiger Erdgeschoss-Halle, viertes Viertel 13. Jahrhundert, Umbauten des Komplexes im 15. und 16. Jahrhundert, Überformungen 1718 und ab 1812 durch Schnupftabakfabrik, 1804 mit Spiegelgasse 2 und 1898 mit Gesandtenstraße 5 vereinigt Südlicher Erweiterungsbau, Wohnhaus sog. Lodererhaus, dreigeschossiger und traufständiger Satteldachbau, im Kern 14. Jahrhundert, Umbauten 1804 und 1898 | D-3-62-000-474  | weitere Bilder                                                         |
| Gesandtenstraße 4 (Standort)                                      | Wohn- und Geschäftshaus                                                                                            | Viergeschossiges und traufständiges Satteldachhaus, mit Erdgeschossgewölben und rustiziertem Stichbogenportal mit gotischer Figur, barock, Obergeschosse 1858 erneuert | D-3-62-000-475  | Wohn- und Geschäftshaus                                                |
| Gesandtenstraße 5 (Standort)                                      | Wohn- und Geschäftshaus, sogenanntes Neuffer- oder Ingolstetterhaus, seit 1812 Schnupftabakfabrik Gebrüder Bernard | Vierflügeliger drei- und viergeschossiger Walmdachbau mit Eckerker, östlich Turm, gotisch, im Kern zweite Hälfte 12. Jahrhundert, westlicher Teil 14. Jahrhundert über Keller des 12. Jahrhunderts, Um- und Anbauten im 16. Jahrhundert, seit 1812 durch Schnupftabakfabrik überformt | D-3-62-000-476  | weitere Bilder                                                         |
| Gesandtenstraße 7; Gesandtenstraße 9; Gutenbergplatz 2 (Standort) | Wohn- und Geschäftshaus                                                                                            | Viergeschossiger Walmdachbau, im Kern spätgotisch, Umbauten im 18. Jahrhundert und 1876, Fassade mit Werksteingliederungen, Neurenaissance, 1893 | D-3-62-000-477  | Wohn- und Geschäftshaus                                                |
| Gesandtenstraße 7; Gutenbergplatz 2 (Standort)                    | Wohnhaus | Dreigeschossiger und traufständiger Satteldachbau, Fassade mit Mittelerker und Werksteingliederungen, Neurenaissance, 1892 von Johann Wagner und Friedrich Pfündl | D-3-62-000-523  | Wohnhaus                                                               |
| Gesandtenstraße 9 (Standort)                                      | Wohn- und Geschäftshaus                                                                                            | Viergeschossiger und traufständiger Walmdachbau, um 1500, mit Kernbau des 13. Jahrhunderts, im 18. und Ende des 19. Jahrhunderts verändert; früher zusammen mit Nr. 7 | D-3-62-000-478  | Wohn- und Geschäftshaus                                                |
| Gesandtenstraße 11 (Standort)                                     | Wohn- und Geschäftshaus                                                                                            | Dreigeschossiger und traufständiger Satteldachbau in Ecklage, im Kern gotisch, Umbau 1905 | D-3-62-000-479  | Wohn- und Geschäftshaus                                                |
| Gesandtenstraße 12 (Standort)                                     | Wohn- und Geschäftshaus                                                                                            | Dreigeschossiger und traufständiger Satteldachbau mit Überschuss auf Konsolen, spätgotisch, 14. Jahrhundert | D-3-62-000-480  | weitere Bilder                                                         |
| Gesandtenstraße 13 (Standort)                                     | Staatliche Bibliothek, ehemals reichsstädtisches Gymnasium poeticum und Stadtbibliothek                            | T-förmiger dreigeschossiger Mansardwalmddach- und Satteldachbau, Portal, Sandstein, spätbarock, bezeichnet mit dem Jahr „1729“ | D-3-62-000-481  | weitere Bilder                                                         |
| Gesandtenstraße 14 (Standort)                                     | Wohn- und Geschäftshaus                                                                                            | Dreigeschossiges und traufständiges Satteldachhaus, Erdgeschossarkaden auf Halbsäulen, bezeichnet mit „1593“, im Kern mittelalterlich, mit Ladenausstattung im Jugendstil | D-3-62-000-482  | Wohn- und Geschäftshaus                                                |
| Gesandtenstraße 15 (Standort)                                     | Wohn- und Geschäftshaus                                                                                            | Dreigeschossiger und giebelständiger Satteldachbau in Ecklage, 17./18. Jahrhundert, über romanischem Keller | D-3-62-000-483  | Wohn- und Geschäftshaus                                                |
| Gesandtenstraße 16 (Standort)                                     | Wohn- und Geschäftshaus                                                                                            | Zweiteiliger dreigeschossiger und traufständiger Bau, westlich Eckbau mit gotischem Steinkern, Pultdach und Erdgeschossarkaden auf Halbsäulen, zweite Hälfte 16. Jahrhundert, östlich Satteldachbau mit Erdgeschossarkaden auf Halbsäulen, 16. Jahrhundert, Fassade mit Stuckdekor, Spätbarock, wohl zweite Hälfte 18. Jahrhundert | D-3-62-000-484  | Wohn- und Geschäftshaus                                                |
| Gesandtenstraße 17 (Standort)                                     | Wohn- und Geschäftshaus                                                                                            | Dreigeschossiger und traufständiger Satteldachbau, mit gebändertem Erdgeschoss, um 1500, Umbauten zweite Hälfte 19. Jahrhundert | D-3-62-000-485  | Wohn- und Geschäftshaus                                                |
| Gesandtenstraße 18 (Standort)                                     | Wohn- und Geschäftshaus, ehemals Nebengebäude der Alten Münz                                                       | Dreigeschossiger und traufständiger Satteldachbau mit seitlicher Hofeinfahrt, gotisch und Renaissance, Ausbau 1832 | D-3-62-000-486  | Wohn- und Geschäftshaus, ehemals Nebengebäude der Alten Münz           |
| Gesandtenstraße 20 (Standort)                                     | Wohn- und Geschäftshaus, ehemals Stadel                                                                            | Dreigeschossiger Walmdachbau, gotisch, umgebaut im 17. Jahrhundert, Rückgebäude, dreigeschossiger und traufständiger Frackdachbau, 1679 | D-3-62-000-487  | Wohn- und Geschäftshaus, ehemals Stadel                                |
| Gesandtenstraße 22 (Standort)                                     | Wohn- und Geschäftshaus                                                                                            | Viergeschossiger und traufständiger Satteldachbau, gotisch, barock umgestaltet | D-3-62-000-488  | Wohn- und Geschäftshaus                                                |
| Glockengasse 1 (Standort)                                         | Wohn- und Geschäftshaus, 1663–1980 Elefantenapotheke                                                               | Nördlich dreigeschossiger und giebelständiger Satteldachbau mit Treppengiebel und Erker, südlich dreigeschossiger und traufständiger Walmdachbau, im Kern 14. Jahrhundert, Überformung Anfang 16. Jahrhundert, Umbauten im 18. und 19. Jahrhundert, barocke Hoflauben und spätmittelalterliche Wandmalereien im Inneren, 15. Jahrhundert | D-3-62-000-491  | weitere Bilder                                                         |
| Glockengasse 5; Krebsgasse 8 (Standort)                           | Wohn- und Geschäftshaus                                                                                            | Viergeschossiger und traufständiger Satteldachbau, mit Kniestock und rustiziertem Erdgeschoss, in Formen der Neurenaissance, 1885, im Kern gotisch | D-3-62-000-1588 | Wohn- und Geschäftshaus                                                |
| Glockengasse 6 (Standort)                                         | Wohnhaus | Dreigeschossiger und traufständiger Satteldachbau, Fassade mit Werksteingliederung und Bänderung, Neurenaissance, bezeichnet mit „1879“, mit gotischem Kern | D-3-62-000-492  | Wohnhaus                                                               |
| Glockengasse 8 (Standort)                                         | Wohnhaus | Nördlich dreigeschossiger und giebelständiger Satteldachbau, romanischer Steinkern, Vorbau mit Erdgeschoss-Arkaden auf Halbsäulen, Renaissance, um 1600, östlich dreigeschossiger und traufständiger Satteldachbau, gotischer Steinkern, Vorbau mit Überschuss, 1556, Vereinigung und Überformungen im frühen 18. Jahrhundert, Umbauten Anfang 19. Jahrhundert | D-3-62-000-493  | Wohnhaus                                                               |
| Glockengasse 10 (Standort)                                        | Ehemaliger Weingasthof Zur Goldenen Glocke                                                                         | Dreigeschossiger und traufständiger Satteldachbau, grundlegende Erneuerung mit neubarocker Fassade 1871, mit romanischer Substanz | D-3-62-000-494  | Ehemaliger Weingasthof Zur Goldenen Glocke                             |
| Glockengasse 14 (Standort)                                        | Wohnhaus, sogenanntes Huber’sches Stiftungshaus, 1626–1780 Wohnhaus für evangelische Pfarrer                       | Dreigeschossiger und traufständiger Satteldachbau, innen Wandmalereien, gotisch um 1360, barocke Hofgalerie, 18. Jahrhundert, an der Ostfassade Inschrift Büste Johannes des Täufers, Kalkstein, Ende 13. Jahrhundert | D-3-62-000-495  | weitere Bilder                                                         |
| Glockengasse 16 (Standort)                                        | Wohnhaus, 1621–1810 reichsstädtische Münze („Alte Münz“)                                                           | Dreigeschossiger Walmdachbau in Ecklage, mit Kastenerker und Rippengewölben in zwei Geschossen, Süd- und Westteil drittes Viertel 13. Jahrhundert, im Kern vor 1200, Nordteil zweite Hälfte 14. Jahrhundert, Umbauten Mitte 17. Jahrhundert | D-3-62-000-496  | weitere Bilder                                                         |
| Goldene-Bären-Straße 1 (Standort)                                 | Wohnhaus, ehemalige Schmiede                                                                                       | Dreigeschossiges Mansarddachhaus mit ausluchtartigem Flügelanbau, nach Westen freistehend, mit klassizistischer Stuckgliederung, um 1800 | D-3-62-000-499  | Wohnhaus, ehemalige Schmiede                                           |
| Goldene-Bären-Straße 3, Am Wiedfang (Standort)                    | Wohnhaus, ehemals Gasthof Zum Goldenen Adler                                                                       | Viergeschossiges und traufständiges Satteldachhaus mit Aufzugsgiebel zur Donau, 16. Jahrhundert, wohl 1685 umfassend erneuert, mit Sgraffito der 1950er Jahre an der Fassade; ursprünglich zusammengehörig mit Haus Nr. 5 | D-3-62-000-500  | Wohnhaus, ehemals Gasthof Zum Goldenen Adler                           |
| Goldene-Bären-Straße 5 (Standort)                                 | Wohnhaus | Viergeschossiges und traufständiges Satteldachhaus mit Aufzugsgiebel zur Donau und Putzgliederungen, 16. Jahrhundert, Veränderungen im 17. Jahrhundert und 1869; ursprünglich zusammengehörig mit Nr. 3 | D-3-62-000-501  | Wohnhaus                                                               |
| Goldene-Bären-Straße 6 (Standort)                                 | Wohnhaus, ehemals Gaststätte Zum goldenen Bären                                                                    | Viergeschossiges und giebelständiges Mansarddachhaus, im Kern 15. Jahrhundert, Mitte 16. Jahrhundert und im 18. Jahrhundert verändert, mit barocker Fassadengliederung Rückgebäude, dreigeschossiger Pult- und Frackdachbau, im Kern 15. Jahrhundert, Mitte 16. Jahrhundert verändert | D-3-62-000-502  | Wohnhaus, ehemals Gaststätte Zum goldenen Bären                        |
| Goldene-Bären-Straße 7 (Standort)                                 | Wohnhaus, ehemalige Doppelkapelle St. Georg am Wiedfang                                                            | Dreigeschossiges und traufständiges Wohnhaus mit Satteldach, ursprünglich dreischiffige Halle zu drei Jochen mit Apsis, Mitte 12. Jahrhundert, nach 1542 profaniert und umgebaut | D-3-62-000-503  | Wohnhaus, ehemalige Doppelkapelle St. Georg am Wiedfang                |
| Goldene-Bären-Straße 8, 8 a (Standort)                            | Wohnhaus, ehemaliger Salzstadel („Georgenstadel“ des 14. Jahrhunderts)                                             | 1877 zu einem viergeschossigen und traufständigen Flachsatteldach umgebaut; ehemals Rückgebäude von Goliathstraße 2; Südlich des Innenhöfchens dreigeschossiges Mansarddachhaus, 18. Jahrhundert Dreigeschossiges Pultdachhaus, 16. Jahrhundert | D-3-62-000-1501 | Wohnhaus, ehemaliger Salzstadel („Georgenstadel“ des 14. Jahrhunderts) |
| Goldene-Bären-Straße 10 (Standort)                                | Wohnhaus, ehemaliges Gasthaus Zum Goldenen Posthorn                                                                | Dreigeschossiger und giebelständiger Satteldachbau mit Erker, Renaissance, wohl erste Hälfte 16. Jahrhundert, mit Umbauten 18. und 19. Jahrhundert, Wirtshausschild Schmiedeeisen, bezeichnet mit „1713“ | D-3-62-000-504  | Wohnhaus, ehemaliges Gasthaus Zum Goldenen Posthorn                    |
| Goldene-Bären-Straße 12 (Standort)                                | Wohnhaus | Dreigeschossiges und giebelständiges Satteldachhaus in Ecklage, mit Runderker und Renaissance-Gewölben im Erdgeschoss, 1570, über Keller des 12. Jahrhunderts | D-3-62-000-505  | Wohnhaus                                                               |
| Goliathstraße 2 (Standort)                                        | Wohnhauskomplex | In die Tiefe um zwei Höfchen gestaffelt, viergeschossiges und traufständiges Frackdachhaus, ehemaliges Hauptgebäude mit Turm, darin Kreuzrippengewölbe auf romanischen Eckpfeilern, im Kern erste Hälfte 13. Jahrhundert, zur Straße Wohnbau des 16. Jahrhunderts, 1874 aufgestockt | D-3-62-000-506  | Wohnhauskomplex                                                        |
| Goliathstraße 4 (Standort)                                        | Sogenanntes Goliathhaus, ehemaliges Patrizieranwesen                                                               | Fünfgeschossiger Bau mit Grabendach, Zinnenabschluss, Turm und reicher Fenstergliederung, frühgotisch, erste Hälfte 13. Jahrhundert, zum Watmarkt reich gegliederter Erker, Anfang 14. Jahrhundert, Monumentalfresko David und Goliath ursprünglich von Melchior Bocksberger um 1570/80, einschneidende Umbauten 1897/98 und 1957/58; siehe Ensemble Altstadt, Straßenbild Watmarkt | D-3-62-000-507  | weitere Bilder                                                         |
| Grasgasse 1 (Standort)                                            | Wohnhaus, sogenannter Nickelhof                                                                                    | Dreigeschossiges und giebelständiges Mansardwalmdachhaus, im Kern 17./18. Jahrhundert, 1810 klassizistisch erneuert | D-3-62-000-1502 | Wohnhaus, sogenannter Nickelhof                                        |
| Grasgasse 5 (Standort)                                            | Wohnhaus | zwei- und dreigeschossiger Satteldachbau, im Kern 17./18. Jh., Um- und Wiederaufbau nach 1809. | D-3-62-000-1847 | weitere Bilder                                                         |
| Grasgasse 7 (Standort)                                            | Wohnhaus | Vierseitanlage, bestehend aus dreigeschossigen, U-förmigen Satteldachbauten, im Kern zwei Häuser aus dem 17./18. Jh., vereinheitlichender Um- und Wiederaufbau nach 1809, rückwärtiger Verbindungstrakt, um 1900. | D-3-62-000-1848 | weitere Bilder                                                         |
| Grünes Gäßchen 1 (Standort)                                       | Wohnhaus | Viergeschossiger und traufständiger Satteldachbau, im südlichen Teil zweigeschossiger Walmdachbau, im Kern gotisch über frühgotischem Keller, Keilstein, spätbarock, bezeichnet mit „1718“, wohl in Zweitverwendung | D-3-62-000-516  | Wohnhaus                                                               |
| Grünes Gäßchen 2 (Standort)                                       | Wohnhaus | Dreigeschossiger und traufständiger Mansarddachbau in Ecklage, Nordteil barock über romanischem Keller, Südteil 1875 | D-3-62-000-517  | weitere Bilder                                                         |

### H
| Lage                                                | Objekt | Beschreibung | Akten-Nr.       | Bild                                             |
| --------------------------------------------------- | --- | --- | --------------- | ------------------------------------------------ |
| Hackengäßchen 2 (Standort)                          | Barocke Vierflügelanlage um einen Innenhof                                                                                                | In Ecklage, nach Norden traufständiger und dreigeschossiger Hauptbau mit Zwerchhaus und Satteldach, östlich dreigeschossiger traufständiger Satteldachbau, im Süden und Westen dreigeschossige Pultdachbauten, zweite Hälfte 18. Jahrhundert | D-3-62-000-534  | Barocke Vierflügelanlage um einen Innenhof       |
| Hackengäßchen 4 (Standort)                          | Wohnhaus | Dreigeschossiges und giebelständiges Mansardwalmdachhaus, zweite Hälfte 18. Jahrhundert, mit Steinkern des 13./14. Jahrhunderts | D-3-62-000-535  | Wohnhaus                                         |
| Hackengäßchen 6 (Standort)                          | Wohn- und Geschäftshaus | Dreigeschossiges Halbwalmdachhaus in Ecklage, 17. Jahrhundert, über romanischem Kern | D-3-62-000-536  | Wohn- und Geschäftshaus                          |
| Haidplatz (Standort)                                | Brunnen, sogenannter Justitiabrunnen | Achteckiges Brunnenbecken mit allegorischer Brunnenfigur der Justitia und Ziergitter, Sand- und Kalkstein, frühbarock, 1656–1659 von Leoprand Hilmer, Gitter 1592 | D-3-62-000-545  | Brunnen, sogenannter Justitiabrunnen             |
| Haidplatz 1 (Standort)                              | Neue Waag, seit 1441 Stadtwaage, später Ratsherrentrinkstube, 1782 Einrichtung der Reichsstädtischen Bibliothek, jetzt Verwaltungsgericht | Dreigeschossige Vierflügelanlage mit Walmdach und Turm, Turm und Nordtrakt um 1300, Umbauten um 1440 und 1572–1587, Hofarkaden der Renaissance, um 1573, Teilneubauten nach Kriegszerstörungen 1944/45 | D-3-62-000-538  | weitere Bilder                                   |
| Haidplatz 2 (Standort)                              | Ehemaliges Bruderhaus mit Hauskapelle | Dreigeschossiger und traufständiger Satteldachbau, 14. und frühes 15. Jahrhundert, Fassade mit Putzgliederungen, klassizistisch, 1810 | D-3-62-000-539  | weitere Bilder                                   |
| Haidplatz 3, 4 (Standort)                           | Hotel, ehemals Haus Zur Arch | Drei- bis viergeschossige Vierflügelanlage mit Sattel- und Walmdächern, um 1300, Umbauten und Überformungen 15.–18. Jahrhundert und 1863, Hofarkaden der Renaissance | D-3-62-000-540  | weitere Bilder                                   |
| Haidplatz 5 (Standort)                              | Wohn- und Geschäftshaus | Dreigeschossiger Mansardwalmdachbau mit Erker, in Ecklage, 17. Jahrhundert, im Kern gotisch, Umbauten zweite Hälfte 18. Jahrhundert | D-3-62-000-541  | Wohn- und Geschäftshaus                          |
| Haidplatz 6 (Standort)                              | Wohn- und Geschäftshaus | Viergeschossiger und giebelständiger Satteldachbau mit älterem Hausturm, zweite Hälfte 15. Jahrhundert, im Kern 1377/78 (dendrochronologisch datiert) | D-3-62-000-542  | Wohn- und Geschäftshaus                          |
| Haidplatz 7 (Standort)                              | Wohn- und Geschäftshaus, sogenannte Kaiserherberge Goldenes Kreuz                                                                         | Östlicher Bauteil ehemals viergeschossige Patrizierburg mit Satteldach, Zinnenkranz, Turm und Hauskapelle, um 1250, Festsaal, sogenannter Kaisersaal, mit Spätrenaissance-Stuck, um 1650, westlicher Bauteil mit Erker, 1521/27, bezeichnet mit dem Jahr „1524“, 1862 aufgestockt und mit dem Ostteil zusammengefasst, Nordflügel, ehemaliges Nebengebäude, Umbau 1865, mit Ballsaal im Jugendstildekor | D-3-62-000-543  | weitere Bilder                                   |
| Haidplatz 7a (Standort)                             | Wohnhaus | Dreigeschossiger und giebelständiger Mansarddachbau in Ecklage, 1580, mit Fassadengliederung und Schweifgiebel der zweiten Hälfte 18. Jahrhundert; siehe auch Ensemble Altstadt, Platzbild Haidplatz | D-3-62-000-1325 | Wohnhaus                                         |
| Haidplatz 8 (Standort)                              | Verwaltungsgebäude, ehemals Handelshaus Thon-Dittmer-Palais                                                                               | 1809 aus mehreren mittelalterlichen Patrizierhäusern zusammengefasste Vierflügelanlage, viergeschossiger Walmdachbau, mit früh- und hochgotischer Substanz, klassizistische Fassade von Emanuel Joseph d’Herigoyen, 1809, Hofarkaden der Renaissance, teilweise rekonstruiert, gotische Sigismundkapelle, um 1380                                                                                       | D-3-62-000-544  | weitere Bilder                                   |
| Hinter der Grieb 1 (Standort)                       | Wohn- und Geschäftshaus | Dreigeschossiger Mansardwalmdachbau in Ecklage, mit Rippengewölben, Nordfassade mit Erker, frühgotisch, um 1250, Umbau und Fassade frühklassizistisch, um 1794 | D-3-62-000-568  | Wohn- und Geschäftshaus                          |
| Hinter der Grieb 2 (Standort)                       | Wohn- und Geschäftshaus, sogenannter Löblturm                                                                                             | Siebengeschossiger Patrizierturm mit Zinnenkranz, hochgotisch, um 1270, östlich Wohntrakt, viergeschossiger Walmdachbau in Ecklage, Fassade mit Erker und profilierten Fensterstürzen, barock, über gotischem Keller, neubarocker Umbau 1884 | D-3-62-000-569  | weitere Bilder                                   |
| Hinter der Grieb 3 (Standort)                       | Wohn- und Geschäftshaus | Dreigeschossiger und giebelständiger Satteldachbau, spätgotisch, im Hof Renaissance-Arkaden, 16./17. Jahrhundert; ursprünglich zusammen mit Haus Nr. 1 | D-3-62-000-570  | Wohn- und Geschäftshaus                          |
| Hinter der Grieb 4 (Standort)                       | Wohn- und Geschäftshaus, ehemals Brauerei Schmid                                                                                          | Viergeschossiger und giebelständiger Satteldachbau mit Überschuss, barock, Umbauten und Aufstockung 1837 Rückgebäude, ehemaliges Sudhaus, zweigeschossiger und traufständiger Satteldachbau, 1837 | D-3-62-000-571  | Wohn- und Geschäftshaus, ehemals Brauerei Schmid |
| Hinter der Grieb 5; Hinter der Grieb 7 (Standort)   | Wohnhaus | Viergeschossiger und giebelständiger Satteldachbau mit Erdgeschossarkaden, spätgotisch, wohl Anfang 16. Jahrhundert, Innenumbauten im 17. Jahrhundert | D-3-62-000-572  | Wohnhaus                                         |
| Hinter der Grieb 5; Hinter der Grieb 7 (Standort)   | Wohnhaus | Viergeschossiger und giebelständiger Mansarddachbau, spätgotisch, Umgestaltungen zweite Hälfte 18. Jahrhundert und 1908 | D-3-62-000-574  | Wohnhaus                                         |
| Hinter der Grieb 6 (Standort)                       | Wohnhaus | Viergeschossiger und giebelständiger Satteldachbau, frühgotisch, Umbauten mit Rippengewölbe im 15. Jahrhundert, Umgestaltungen 17. Jahrhundert und 1927 | D-3-62-000-573  | Wohnhaus                                         |
| Hinter der Grieb 8; Vor der Grieb 1 (Standort)      | Wohn- und Gasthaus, „Haus der Begegnung“ und ehemaliges Gravenreutherhaus                                                                 | Dreigeschossiger und traufständiger Baukomplex mit Frackdach und Erker, im Hof zwei sechs- und siebengeschossige Türme mit Flach- und Grabendach, Dorothea-Kapelle, gotisch, Ostturm 1250, Westturm und Kapelle erstes Viertel 14. Jahrhundert, gleichzeitige Wohnbauten in der Spätgotik umgebaut, 1977 saniert                                                                                        | D-3-62-000-575  | weitere Bilder                                   |
| Hinter der Grieb 10; Rote-Hahnen-Gasse 3 (Standort) | Wohn- und Gasthaus Zum Gravenreuther | Dreigeschossiger und traufständiger Satteldachbau mit Aufzugsgaube, Fassade mit Lisenen und Fensterbändern, im Kern romanisch, Fassade klassizistisch, Ende 18. Jahrhundert | D-3-62-000-576  | Wohn- und Gasthaus Zum Gravenreuther             |
| Hinter der Grieb 11 (Standort)                      | Wohnhaus | Viergeschossiger und giebelständiger Satteldachbau, Fassadengliederung historistisch, im Kern wohl frühes 16. Jahrhundert, Umbauten 19. Jahrhundert, Fassade um 1900 | D-3-62-000-577  | Wohnhaus                                         |
| Hinter der Pfannenschmiede 1 (Standort)             | Wohnhaus | Winkliger zweigeschossiger Pultdachbau in Ecklage, spätgotisch, zweite Hälfte 15. Jahrhundert über romanischem Keller | D-3-62-000-578  | Wohnhaus                                         |
| Hinter der Pfannenschmiede 3 (Standort)             | Wohnhaus | Dreigeschossiger und traufständiger Satteldachbau mit Doppel-Zwerchhaus, 16./17. Jahrhundert, über romanischem Keller | D-3-62-000-579  | Wohnhaus                                         |

### K
| Lage                                         | Objekt                                                                                                   | Beschreibung | Akten-Nr.       | Bild                                                                  |
| -------------------------------------------- | --- | --- | --------------- | --------------------------------------------------------------------- |
| Kapellengasse 2 (Standort)                   | Wohnhaus an der Salzburger Gasse                                                                         | Dreieinhalbgeschossiges und giebelständiges Turmhaus mit Satteldach, romanisch, 1196 (dendrochronologisch datiert) Verbaut römischer Türstock, Kalkstein, um 179 n. Chr. Kanonikalhof, dreigeschossiges und traufständiges Satteldachhaus, barock, 17./18. Jahrhundert, zum Alten Kornmarkt | D-3-62-000-606  | Wohnhaus an der Salzburger Gasse                                      |
| Kapellengasse 4 (Standort)                   | Wohnhaus, ehemals Stiftsmesnerhaus der Alten Kapelle                                                     | Dreigeschossiges und traufständiges Satteldachhaus, spätklassizistisch, 1855 | D-3-62-000-607  | Wohnhaus, ehemals Stiftsmesnerhaus der Alten Kapelle                  |
| Kapellengasse 6 (Standort)                   | Alte Dechantei der Alten Kapelle                                                                         | Zweigeschossiges, zur Kapellengasse traufständiges Halbwalmdachhaus in Ecklage, spätgotisch, mit Fachwerk, Eckfenstern mit Fußwalm und Zwerchhaus von 1905/06, Relief der Muttergottes mit Kind, spätgotisch, bezeichnet mit dem Jahr „1464“ | D-3-62-000-608  | weitere Bilder                                                        |
| Keplerstraße 1, Baumhackergasse 6 (Standort) | Verwaltungsgebäude (Stadtarchiv), ehemalige Patrizierburg Runtinger-Haus und Gasthaus Zur goldenen Krone | Viergeschossiger und giebelständiger Frackdachbau mit Treppengiebel und zinnenbekröntem Anbau und Gewölben im Erdgeschoss, gotischer Gebäudeflügel zwischen zwei Höfen, im Kern romanischer Turmbau, um 1200, um 1400 erweitert und neu ausgestattet, 1961–1965 und 1971–1977 saniert Rückgebäude siehe Baumhackergasse 6 | D-3-62-000-620  | weitere Bilder                                                        |
| Keplerstraße 2 (Standort)                    | Wohnhaus, 1626–1628 Wohnhaus Johannes Keplers                                                            | Fünfgeschossiges Turmhaus mit Satteldach, südlich dreigeschossiges und giebelständiges Pultdachhaus mit Überschuss, in Ecklage, Fachwerk, frühgotisch, 1250 (dendrochronologisch datiert), 1976/77 saniert | D-3-62-000-621  | weitere Bilder                                                        |
| Keplerstraße 3 (Standort)                    | Wohn- und Gasthaus, ehemals Gasthaus Neue Goldene Krone                                                  | Viergeschossiger und giebelständiger Mansardwalmdachbau, barock, südlich frühgotischer Turm um 1220/30, Aufstockung 1768/69, Umbauten im 19. Jahrhundert, 1960 saniert | D-3-62-000-622  | Wohn- und Gasthaus, ehemals Gasthaus Neue Goldene Krone               |
| Keplerstraße 4 (Standort)                    | Wohnhaus                                                                                                 | Fünfgeschossiges und traufständiges Flachsatteldachhaus, gotisch und 16. Jahrhundert | D-3-62-000-623  | Wohnhaus                                                              |
| Keplerstraße 5 (Standort)                    | Wohnhaus und Kepler-Museum, ehemals Gasthof Zum goldenen Falken, 1630 Sterbehaus Johannes Keplers        | Viergeschossiger und giebelständiger Satteldachbau mit Kastenerker, um 1540, mit älteren Bauteilen und frühgotischem Keller, 1959–1961 Umbau zum Museum | D-3-62-000-624  | weitere Bilder                                                        |
| Keplerstraße 6 (Standort)                    | Wohnhaus                                                                                                 | Viergeschossiger und traufständiger Satteldachbau in Ecklage, Neurenaissancegliederung mit gotischen Erkerresten, 1886 | D-3-62-000-625  | Wohnhaus                                                              |
| Keplerstraße 7 (Standort)                    | Wohnhaus, ehemals Gasthaus Blauer Hecht                                                                  | Sechsgeschossiger Turm mit Zinnenabschluss, viergeschossiger und traufständiger Wohnanbau mit Satteldach, Turm letztes Viertel 13. Jahrhundert, Anbau gotisch, 1958–1961 saniert, Wirtshausschild, Schmiedeeisen, 18. Jahrhundert | D-3-62-000-626  | weitere Bilder                                                        |
| Keplerstraße 8 (Standort)                    | Wohnhaus, sogenanntes Haus am Sauseneck                                                                  | Freistehender dreigeschossiger Frackdachbau, spätgotisch, mit barockem Erker von 1768 | D-3-62-000-627  | Wohnhaus, sogenanntes Haus am Sauseneck                               |
| Keplerstraße 9 (Standort)                    | Ehemals Gasthof Goldener Greif                                                                           | Viergeschossiger und giebelständiger Satteldachbau, im Kern gotisch, 1958 als erstes Haus der Altstadt teilerneuert und saniert, unter baukünstlerischer Leitung von Hans Döllgast | D-3-62-000-628  | Ehemals Gasthof Goldener Greif                                        |
| Keplerstraße 10 (Standort)                   | Wohnhaus, 14.–17. Jahrhundert Badstube                                                                   | Baukomplex, östlich dreigeschossiger und traufständiger Satteldachbau, gotisch, im Kern wohl 14. Jahrhundert, westlich zwei- und dreigeschossiger Dreiflügelbau mit Satteldach, zweite Hälfte 19. Jahrhundert | D-3-62-000-629  | Wohnhaus, 14.–17. Jahrhundert Badstube                                |
| Keplerstraße 11 (Standort)                   | Wohnhaus, Haus Zum Pelikan, 1791–1823 Wohnhaus Carl Theodor Gemeiners                                    | Dreigeschossiger giebelständiger Satteldachbau, in der Substanz romanisch, Giebelseite mit Portal Renaissance, südlich turmähnlicher Anbau, romanisch, Obergeschosse modern erneuert, dreigeschossiger und traufständiger Satteldachbau mit Überschuss, spätgotisch, Gesamtumbau 1970/72 | D-3-62-000-630  | Wohnhaus, Haus Zum Pelikan, 1791–1823 Wohnhaus Carl Theodor Gemeiners |
| Keplerstraße 12 (Standort)                   | Ehemaliges Mauthaus und Mautturm                                                                         | Nach Süden ehemaliges Lagerhaus viergeschossiger und giebelständiger Satteldachbau, mit Aufzug, 15./16. Jahrhundert, an der Donau Stadtmauerturm mit Erker, 14. Jahrhundert, Mauttor, mit Bauinschrift, bezeichnet mit „1611“ | D-3-62-000-631  | Ehemaliges Mauthaus und Mautturm                                      |
| Keplerstraße 13 (Standort)                   | Wohnhaus                                                                                                 | Fünfgeschossiger und giebelständiger Satteldachbau mit Treppengiebel, in der Substanz romanisch, Aufstockung 1787, zweigeschossiger Vorbau mit Altane, bezeichnet mit „1718“, seitlich Schwibbögen, 1630 Rückgebäude, ehemaliger Stadel, zweigeschossiger und zur St.-Albans-Gasse traufständiger Satteldachbau, 18. Jahrhundert | D-3-62-000-632  | Wohnhaus                                                              |
| Keplerstraße 14 (Standort)                   | Ehemaliger Weinstadel                                                                                    | Zweigeschossiger und traufständiger Steildachbau, 1527 unter Stadtbaumeister Albrecht Altdorfer mit Einbeziehung der Stadtmauer des 14. Jahrhunderts erbaut | D-3-62-000-633  | Ehemaliger Weinstadel                                                 |
| Keplerstraße 15 (Standort)                   | Wohnhaus                                                                                                 | Fünfgeschossiger und giebelständiger Bau mit zwei Satteldächern und Doppelgiebel, im Kern romanisch, Umbauten in der Spätgotik und 1792, zwei zweigeschossige Vorbauten mit Altanen, wohl 18. Jahrhundert | D-3-62-000-634  | Wohnhaus                                                              |
| Keplerstraße 16 (Standort)                   | Ehemaliges Königlich-Bayerisches Hauptzollamt                                                            | Zweigeschossiger und traufständiger Satteldachbau, Rundbogenstil, zweite Hälfte 19. Jahrhundert; an Stelle des ehemaligen Weintors von 1610 errichtet | D-3-62-000-635  | Ehemaliges Königlich-Bayerisches Hauptzollamt                         |
| Keplerstraße 20 (Standort)                   | Wohnhaus                                                                                                 | Dreigeschossiger und traufständiger Satteldachbau, gerundeter Westteil mit Altane, klassizistisch, 1846, bezeichnet mit „1852“, im Kern mittelalterlich; an Stelle der 1552 abgebrochenen St. Albans-Kapelle, eines Stadtmauerturms und des Weinkosterturms aus dem 14. Jahrhundert errichtet | D-3-62-000-637  | Wohnhaus                                                              |
| Königsstraße 2, 4 (Standort)                 | Wohn- und Geschäftshaus, ehemals Verlagshaus                                                             | Viergeschossiger palastartiger Eckhauskomplex mit Walmdach, beide Straßenfronten gegliedert durch Risalite, an der Ecke Schrägerker mit Kuppelturm, in Formen der französischen Renaissance, 1893/94 (Nr. 2) und 1895 (Nr. 4) von Alois Janker | D-3-62-000-642  | Wohn- und Geschäftshaus, ehemals Verlagshaus                          |
| Kohlenmarkt 1 (Standort)                     | Wohn- und Geschäftshaus                                                                                  | Viergeschossiger Mansarddachbau in Ecklage, Fassade mit Lisenen- und Hausteingliederung, zweite Hälfte 18. Jahrhundert, in der Substanz wohl frühgotisch | D-3-62-000-645  | Wohn- und Geschäftshaus                                               |
| Kohlenmarkt 2 (Standort)                     | Wohnhaus                                                                                                 | Fünfgeschossiges und giebelständiges Satteldachhaus, wohl 1550, mit barocker Fassade und Aufzugsluke, 1758 | D-3-62-000-646  | weitere Bilder                                                        |
| Kohlenmarkt 6 (Standort)                     | Wohn- und Geschäftshaus, ehemals Mohrenapotheke                                                          | Viergeschossiges und traufständiges Mansarddachhaus mit einachsigem Giebelrisalit, 18. Jahrhundert; Umbauten im 19. und 20. Jahrhundert | D-3-62-000-647  | Wohn- und Geschäftshaus, ehemals Mohrenapotheke                       |
| Kramgasse 1 (Standort)                       | Wohnhaus                                                                                                 | Langgestreckter, dreigeschossiger und traufständiger Satteldachbau in Ecklage, zur Wahlenstraße mit Giebelfront, 1805 weitgehend neu erbaut, über Kellern des 12./13. Jahrhunderts, Vorbau neubarock, 1901 | D-3-62-000-649  | Wohnhaus                                                              |
| Kramgasse 2 (Standort)                       | Wohnhaus                                                                                                 | Dreigeschossiges und traufständiges Pultdachhaus, spätgotisch, 15./16. Jahrhundert | D-3-62-000-650  | Wohnhaus                                                              |
| Kramgasse 3 (Standort)                       | Wohnhaus, südlicher Wohnanbau des Baumburger Turmes                                                      | Viergeschossiges und giebelständiges Halbwalmdachhaus, wohl 15. Jahrhundert, Veränderungen im 17. und 19. Jahrhundert; siehe auch Watmarkt 4 | D-3-62-000-651  | Wohnhaus, südlicher Wohnanbau des Baumburger Turmes                   |
| Kramgasse 4 (Standort)                       | Wohnhaus                                                                                                 | Dreigeschossiges und traufständiges Satteldachhaus, Fassade mit barocker Putzgliederung, 17./18. Jahrhundert, wohl über älterem Kern | D-3-62-000-652  | Wohnhaus                                                              |
| Kramgasse 5 (Standort)                       | Wohnhaus                                                                                                 | Fünfgeschossiges und traufständiges Satteldachhaus, nach Norden mit abgeschlepptem Pultdach, Erdgeschoss tonnengewölbt, romanisch, um 1200, Umbauten 15. und frühes 20. Jahrhundert; ursprünglich zum Bräunelturm gehörig, siehe auch Watmarkt 6 | D-3-62-000-653  | Wohnhaus                                                              |
| Kramgasse 6 (Standort)                       | Wohnhaus                                                                                                 | Viergeschossiges und giebelständiges Satteldachhaus mit reicher Giebelfassade, barock, um 1730, über Keller des 13. Jahrhunderts | D-3-62-000-654  | Wohnhaus                                                              |
| Kramgasse 7 (Standort)                       | Keller                                                                                                   | Stichbogiges Bruchsteingewölbe, 13. Jahrhundert Nicht nachqualifiziert, im BayernViewer-denkmal nicht kartiert | D-3-62-000-1594 | Keller                                                                |
| Kramgasse 8 (Standort)                       | Wohnhaus                                                                                                 | Viergeschossiges und traufständiges Kleinhaus mit hohem Satteldach, Kernbau 1434 (dendrochronologisch datiert) über romanischem Keller, Umbau, Aufstockung und Dach 1465 (dendrochronologisch datiert) | D-3-62-000-655  | Wohnhaus                                                              |
| Kramgasse 10 (Standort)                      | Wohnhaus                                                                                                 | Viergeschossiges und giebelständiges Satteldachhaus, mit Rippengewölbe im Erdgeschoss, hochgotisch, um 1300, bis 1341 zusammen mit Kramgasse 12 Bestandteil des Hauses Heuport; siehe auch Domplatz 7 | D-3-62-000-656  | Wohnhaus                                                              |
| Kramgasse 12 (Standort)                      | Wohnhaus                                                                                                 | Viergeschossiges, zum Domplatz traufständiges Mansardwalmdachhaus, im Kern frühgotisch, Turm 12. Jahrhundert, 1593 abgetragen, zweigeschossige Andreaskapelle, um 1300, bis 1341 zusammen mit Kramgasse 10 Bestandteil des Hauses Heuport; siehe auch Domplatz 7 | D-3-62-000-657  | Wohnhaus                                                              |
| Krauterermarkt 1 (Standort)                  | Wohn- und Geschäftshaus                                                                                  | Viergeschossiger und traufständiger Satteldachbau in Ecklage mit barocker Gliederung, Runderker mit Zwiebelhaube, Schweifgiebel und Satteldach, barock, wohl 1743, über romanischem Keller | D-3-62-000-659  | Wohn- und Geschäftshaus                                               |
| Krauterermarkt 2 (Standort)                  | „Hoher Laden“, ehemals Haus Zum Lindwurm                                                                 | Dreigeschossige Dreiflügelanlage mit Satteldächern, im Ostflügel Alexiuskapelle, zweite Hälfte 14. Jahrhundert, über romanischen Kellern des 12./13. Jahrhunderts, durchgreifende Umbauten im 17. und frühen 20. Jahrhundert; siehe auch Ensemble Altstadt, Straßenbild Watmarkt | D-3-62-000-660  | „Hoher Laden“, ehemals Haus Zum Lindwurm                              |
| Krauterermarkt 3 (Standort)                  | Ehemaliger Bischofshof                                                                                   | Vierflügelanlage nördlich des Doms, seit agilolfingischer Zeit bis 1821 Sitz der Regensburger Bischöfe Nordflügel, dreigeschossiger Sattel- und Walmdachbau, im Kern 15. Jahrhundert, bezeichnet 1454, mit Renaissance-Arkaden um 1520, Hans Hieber zugeschrieben, im Nordflügel Reste der Römermauer und der Porta Praetoria, um 179 nach Christus. Westflügel, dreigeschossiger Walmdachbau, um 1530, mit spitzbogigem Tor, um 1230, und Eckerker mit Zwiebelhaube, bezeichnet 1573, neubarock umgestaltet 1904. Südflügel, zwei- und dreigeschossige Satteldachbauten, im Ostteil mit ehemaliger Michaelskapelle, zweites Drittel 14. Jahrhundert, Westteil mit Renaissanceportalen, bezeichnet „1565“ und „1573“, nach Brand 1878 wiederhergestellt. Ostflügel, sogenanntes Domvikarsgebäude, mit romanischem Kapitelsaal, dreigeschossiger Satteldachbau mit Zwerchgiebel, im Kern 11. Jahrhundert, 1908–10 durchgreifend im Stil der Neurenaissance umgebaut. siehe auch Ensemble Altstadt, Straßenbild Unter den Schwibbögen | D-3-62-000-661  | weitere Bilder                                                        |
| Krauterermarkt 4 (Standort)                  | Ehemaliges bischöfliches Burgrichter- und Rentmeisterhaus                                                | Dreigeschossiger und giebelständiger Schopfwalmdachbau, frühes 16. Jahrhundert, über romanischem Keller, mit Anbauten des 16. und 19. Jahrhunderts | D-3-62-000-662  | Ehemaliges bischöfliches Burgrichter- und Rentmeisterhaus             |
| Krauterermarkt 5 (Standort)                  | Katholische Stiftskirche St. Johann                                                                      | Saalbau mit eingezogenem Chor und nördlichem Chorflankenturm, Giebelfassade und Werksteingliederungen, im Kern von 1380/81, Langhaus 1766/69 weitgehend erneuert, Wiederaufbau nach Brand 1887; mit Ausstattung (Geschütztes Kulturgut) | D-3-62-000-663  | weitere Bilder                                                        |
| Krebsgasse 1, 3 (Standort)                   | Wohn- und Geschäftshaus                                                                                  | Dreigeschossiger und traufständiger Satteldachbau in Ecklage mit Treppengiebel und Altane, frühgotisches Steinkern über romanischem Keller, Umbauten im Barock, 1836, 1871 und 1950er Jahre; Rückgebäude, Wohnhaus dreigeschossiger und traufständiger Mansarddachbau, barock | D-3-62-000-665  | weitere Bilder                                                        |
| Krebsgasse 2 (Standort)                      | Wohn- und Geschäftshaus                                                                                  | Viergeschossiger Walmdachbau mit Eckturm, Erkern und Zwerchhaus, Werksteingliederungen, Neurenaissance, 1900 von Joseph Koch | D-3-62-000-666  | Wohn- und Geschäftshaus                                               |
| Krebsgasse 4 (Standort)                      | Wohnhaus                                                                                                 | Dreigeschossiger und giebelständiger Mansarddachbau, Fassade historistisch, Umbauten ab 1858 und 1893, mit älterem Kern | D-3-62-000-668  | Wohnhaus                                                              |
| Krebsgasse 5 (Standort)                      | Wohnhaus                                                                                                 | Gewinkeltes, dreigeschossiges und giebelständiges Halbwalmdachhaus mit stichbogiger Hofeinfahrt, barock über gotischem Keller | D-3-62-000-669  | Wohnhaus                                                              |
| Krebsgasse 6 (Standort)                      | Wohnhaus und Gasthaus Dicker Mann, ehemals Gasthaus Zum blauen Krebs                                     | Südlich viergeschossiges Turmhaus in Ecklage mit Pultdach, zweite Hälfte 13. Jahrhundert, im Kern um 1200, nördlich dreigeschossiger und traufständiger Satteldachbau mit Erdgeschossarkaden, im Kern gotisches Steinhaus, zweite Hälfte 13. Jahrhundert, Umbauten zweite Hälfte des 16. Jahrhunderts, innen barock umgebaut | D-3-62-000-670  | weitere Bilder                                                        |
| Krebsgasse 8 (Standort)                      | Wohnhaus, ehemals Wirtschaftshof zu Glockengasse 5                                                       | Dreigeschossiger giebel- und traufständiger Baukomplex mit Frack-, Pult- und Satteldächern und rundbogiger Toreinfahrt, wohl 18. Jahrhundert, 1885 umgebaut | D-3-62-000-671  | Wohnhaus, ehemals Wirtschaftshof zu Glockengasse 5                    |
| Krebsgasse 9 (Standort)                      | Wohnhaus                                                                                                 | dreigeschossiger und traufständiger Satteldachbau, Renaissance, Erdgeschoss 1880 verändert | D-3-62-000-672  | Wohnhaus                                                              |

### L
| Lage                      | Objekt                                         | Beschreibung | Akten-Nr.      | Bild                                           |
| ------------------------- | ---------------------------------------------- | --- | -------------- | ---------------------------------------------- |
| Lindnergasse 2 (Standort) | Wohnhaus                                       | Dreigeschossiges und traufständiges Satteldachhaus, 17. Jahrhundert, im Kern älter, 1862 aufgestockt | D-3-62-000-731 | Wohnhaus                                       |
| Lindnergasse 4 (Standort) | Wohn- und Geschäftshaus                        | Viergeschossiges und giebelständiges Satteldachhaus in Ecklage, 1860, mit romanischem Keller; siehe auch Ensemble Altstadt, Straßenbild Unter den Schwibbögen | D-3-62-000-732 | Wohn- und Geschäftshaus                        |
| Ludwigstraße 3 (Standort) | Wohnhaus, ehemals Schützenhof                  | Im 18. Jahrhundert aus zwei ehemals eigenständigen Bürgerhäusern zusammengefasst, westlich viergeschossiges Turmhaus mit Satteldach und Treppengiebel, östlich dreigeschossiger und traufständiger Satteldachbau, im Kern romanisch, Umbauten in der Gotik, der Renaissance und im Barock, Fassadenangleichung und Umbau Mitte 19. Jahrhundert, Aufstockung des östlichen Teils 1899 | D-3-62-000-740 | Wohnhaus, ehemals Schützenhof                  |
| Ludwigstraße 5 (Standort) | Wohn- und Geschäftshaus                        | Dreigeschossige Vierflügelanlage mit Pult- und Satteldächern, zweite Hälfte 16. Jahrhundert, Südflügel hochgotisch, Nordflügel barock umgebaut, Renaissance-Hofarkaden | D-3-62-000-741 | Wohn- und Geschäftshaus                        |
| Ludwigstraße 6 (Standort) | Haus des Kunst- und Gewerbevereins             | Dreiseitiger Gebäudekomplex, westlich dreigeschossiger und giebelständiger Satteldachbau, im Kern romanisch, Aufstockung 1767, östlich dreigeschossiger Walmdachbau, 16. Jahrhundert, 1837 und 1875, 1925/27 umgebaut | D-3-62-000-742 | Haus des Kunst- und Gewerbevereins             |
| Ludwigstraße 7 (Standort) | Wohn- und Geschäftshaus                        | Dreigeschossiger Walmdachbau in Ecklage, 1858, über mittelalterlichem Keller | D-3-62-000-743 | Wohn- und Geschäftshaus                        |
| Luzengasse 2 (Standort)   | Wohnhaus, ehemals Kurie des Stiftes St. Johann | Zweigeschossiges Eckhaus mit Erker und Mansarddach, erste Hälfte 18. Jahrhundert, über Keller der zweiten Hälfte 13. Jahrhundert | D-3-62-000-758 | Wohnhaus, ehemals Kurie des Stiftes St. Johann |
| Luzengasse 4 (Standort)   | Wohnhaus                                       | Dreigeschossiger Zweiflügelbau mit Walmdach, bezeichnet mit „1689“, Keller und Teile des Erdgeschosses um 1200 | D-3-62-000-759 | Wohnhaus                                       |

### M
| Lage                                                                                         | Objekt | Beschreibung | Akten-Nr.      | Bild |
| -------------------------------------------------------------------------------------------- | --- | --- | -------------- | --- |
| Malergasse 5 (Standort)                                                                      | Wohnhaus, im 15. Jahrhundert Wohnhaus der Werkmeisterfamilie Roriczer                                             | Viergeschossiger und traufständiger Flachsatteldachbau, 1864, mit gotischer Substanz und Resten neuklassizistischer Fassadengestaltung | D-3-62-000-760 | Wohnhaus, im 15. Jahrhundert Wohnhaus der Werkmeisterfamilie Roriczer                                             |
| Malergasse 7 (Standort)                                                                      | Wohnhaus | Dreigeschossiger und giebelständiger Satteldachbau, 15. Jahrhundert, zweigeschossiger Hofgalerie mit Balustersäulen, barock, Wappentafel und Bauinschrift des Reichart Schwaiger, Kalkstein, bezeichnet mit dem Jahr „1650“ | D-3-62-000-761 | weitere Bilder |
| Malergasse 9 (Standort)                                                                      | Wohnhaus | Dreigeschossiger und traufständiger Satteldachbau mit Erker, im Kern 14./15. Jahrhundert, wohl im 18. Jahrhundert verändert | D-3-62-000-762 | Wohnhaus |
| Malergasse 10 (Standort)                                                                     | Wohn- und Geschäftshaus                                                                                           | Dreigeschossiger und traufständiger Satteldachbau, Fassade mit Werksteingliederungen, Neurenaissance, 1883 | D-3-62-000-763 | Wohn- und Geschäftshaus                                                                                           |
| Malergasse 11 (Standort)                                                                     | Wohn- und Geschäftshaus                                                                                           | Dreigeschossiger und traufständiger Satteldachbau, spätgotisch, 15. Jahrhundert Rückgebäude zweigeschossiger Satteldachbau, 16. Jahrhundert | D-3-62-000-764 | Wohn- und Geschäftshaus                                                                                           |
| Malergasse 13 (Standort)                                                                     | Wohnhaus | Dreigeschossiger und giebelständiger Satteldachbau, 1567 (dendrochronologisch datiert) über romanischem Keller, Innenumbau 17. Jahrhundert | D-3-62-000-765 | Wohnhaus |
| Malergasse 14 (Standort)                                                                     | Wohnhaus | Dreigeschossiger und traufständiger Satteldachbau, spätromanisch, erste Hälfte 13. Jahrhundert, Aufstockung im 14. und 15. Jahrhundert, rückseitig Anbau 17./18. Jahrhundert, an der Fassade alte Litera-Nummer, Kalkstein | D-3-62-000-766 | Wohnhaus |
| Malergasse 15 (Standort)                                                                     | Wohnhaus, ehemals auch Stadel                                                                                     | Dreigeschossiger und giebelständiger Mansarddachbau mit Ladeluken, im Kern Renaissance, 16./17. Jahrhundert, überformt nach 1730 | D-3-62-000-767 | Wohnhaus, ehemals auch Stadel                                                                                     |
| Malergasse 16 (Standort)                                                                     | Wohnhaus | Dreigeschossiger und traufständiger Frackdachbau mit Aufzugsgiebel, Fassade mit Putzgliederungen, 18. Jahrhundert, Erdgeschoss modern aufgezehrt | D-3-62-000-768 | Wohnhaus |
| Marschallstraße 3 (Standort)                                                                 | Ehemaliges Studienseminar St. Emmeram und St. Paul, jetzt zur Regierung der Oberpfalz gehörig                     | Zweiflügeliger und dreigeschossiger Walmdachbau in Ecklage, Säulenportal mit Ädikula, Sandstein, barock, mit gotischen Resten | D-3-62-000-772 | Ehemaliges Studienseminar St. Emmeram und St. Paul, jetzt zur Regierung der Oberpfalz gehörig                     |
| Marschallstraße 5 (Standort)                                                                 | Regierung der Oberpfalz, ehemalige Neue Deutschordenskommende, 1834–1934 Bleistiftfabrik des Johann Jakob Rehbach | Zweiflügeliger und zweigeschossiger Walmdachbau in Ecklage, Portalrisalit mit Werksteingliederungen in Sandstein, spätbarock, 1720/26 von Franz Keller | D-3-62-000-773 | Regierung der Oberpfalz, ehemalige Neue Deutschordenskommende, 1834–1934 Bleistiftfabrik des Johann Jakob Rehbach |
| Marschallstraße 8 (Standort)                                                                 | Wohnhaus | Dreigeschossiger und giebelständiger Mansardwalmdachbau, 17. Jahrhundert, über mittelalterlichem Keller, Fassade 19. Jahrhundert | D-3-62-000-774 | Wohnhaus |
| Marschallstraße 10 (Standort)                                                                | Wohnhaus | Zweigeschossiger und giebelständiger Satteldachbau, Erdgeschoss spätgotisch über romanischem Keller, Obergeschosse barock umgestaltet, Wappentafel mit Doppelwappen, Kalkstein, barock | D-3-62-000-775 | weitere Bilder |
| Maximilianstraße 4 (Standort)                                                                | Café Fürstenhof                                                                                                   | Viergeschossiger und giebelständiger Mansarddachbau im barockisierenden Jugendstil, mit im Mittelteil eingezogener Fassade und geschweiftem Zwerchgiebel, gegliedert durch Erker und schmiedeeiserne Balkongitter, 1911 von Joseph Koch und Franz Spiegel | D-3-62-000-778 | Café Fürstenhof                                                                                                   |
| Maximilianstraße 8 (Standort)                                                                | Wohn- und Geschäftshaus                                                                                           | Viergeschossiger und traufständiger Mansarddachbau erste Hälfte 19. Jahrhundert, 1901 und 1924 aufgestockt, zusammenfassende historisierende Fassadengliederung mit Mittelerker und Lisenengliederung 1924 von Karl Frank | D-3-62-000-780 | Wohn- und Geschäftshaus                                                                                           |
| Maximilianstraße 12 (Standort)                                                               | Wohn- und Geschäftshaus                                                                                           | Viergeschossiger und traufständiger Mansarddachbau mit Jugendstilelementen und Erker, 1910/11 von Karl Frank | D-3-62-000-782 | Wohn- und Geschäftshaus                                                                                           |
| Maximilianstraße 23 (an der Ostfassade) (Standort)                                           | Wappen mit Inschriftkartusche                                                                                     | Kalkstein, bezeichnet mit „1726“ | D-3-62-000-783 | Wappen mit Inschriftkartusche                                                                                     |
| Maximilianstraße 25 (Standort)                                                               | Wohn- und Geschäftshaus in Ecklage                                                                                | Viergeschossiger Walmdachbau mit reicher Jugendstilfassade, nach Süden mit Fußwalm, 1910/11 durch Albert Reiß aus dem Umbau eines älteren Gebäudes entstanden, Keller des 17./18. Jahrhunderts Im Treppenhaus gotische Wappentafel von 1449 | D-3-62-000-784 | Wohn- und Geschäftshaus in Ecklage                                                                                |
| Maximilianstraße 28, im Bereich der Römermauer und des mittelalterlichen Zwingers (Standort) | Parkhotel Maximilian                                                                                              | Langgestreckter dreigeschossiger Repräsentationsbau mit Mansardwalmdach, mit reicher Gliederung und Stuckdekor, Zwerchhausgiebel und Eingangsvorbau am Mittelrisalit, überkuppelter Eckerker, im Stil des Dritten Wiener Rokokos, 1888/90 von Julius Pöverlein | D-3-62-000-785 | weitere Bilder |
| Metgebergasse 4 (Standort)                                                                   | Wohnhaus | Dreigeschossiger Walmdachbau, wohl 18. Jahrhundert, mit älterem Kern | D-3-62-000-787 | Wohnhaus |
| Metgebergasse 5 (Standort)                                                                   | Ehemaliger Stadel                                                                                                 | Dreigeschossiger und traufständiger Pultdachbau, 16./17. Jahrhundert, 1875 Umbau zum Wohnhaus | D-3-62-000-788 | Ehemaliger Stadel                                                                                                 |
| Metgebergasse 6, 8, 10 (Standort)                                                            | Wohnhäuser | Mehrteiliger Baukomplex, bei der Sanierung 1977 zusammengefasst Nr. 6: dreigeschossiger und traufständiger Satteldachbau, im Kern gotisch, über romanischem Keller, Umbauten in der Renaissance Nr. 8: nördlich dreigeschossiger und traufständiger Satteldachbau, wohl 16./17. Jahrhundert, südlich zweigeschossiger und traufständiger Pultdachbau, spätgotisch, mit klassizistischem Hoftor Nr. 10: dreigeschossiger Walmdachbau mit Kastenerker, spätgotisch, Umbauten im 18. Jahrhundert, westlich zweigeschossiger und traufständiger Satteldachbau, im Kern romanisch mit jüngerem Aufbau; ursprünglich als Rückgebäude zum Pielenhofener Hof gehörig; siehe Engelburgergasse 11 | D-3-62-000-789 | weitere Bilder |

### N
| Lage                                                          | Objekt | Beschreibung | Akten-Nr.       | Bild                                                                         |
| ------------------------------------------------------------- | --- | --- | --------------- | ---------------------------------------------------------------------------- |
| Nähe Keplerstraße; Scheugäßchen (Standort)                    | Keller | Einstützenraum mit Gurtbögen und Blattkapitell, Kalkstein, frühgotisch, zweites Viertel 13. Jahrhundert; zu ehemaligem Haus Nr. 3 gehörig nicht nachqualifiziert, im BayernViewer-denkmal nicht kartiert | D-3-62-000-1455 | Keller                                                                       |
| Neue-Waag-Gasse 1 (Standort)                                  | Wohnhaus, sogenanntes Gumprecht’sches Haus                                                                                      | Vierflügelanlage, viergeschossiger Vierflügelanlage mit Sattel- und Mansarddächern, Nordfassade mit gebänderten Lisenen, östlich Steinhaus, frühromanisch, um 1050, Nordflügel hochgotisch, um 1320/30, mit spätgotischen und barocken Umbauten und Erweiterungen | D-3-62-000-796  | weitere Bilder                                                               |
| Neue-Waag-Gasse 2 (Standort)                                  | Wohnhaus, sogenanntes Altmann’sches Haus, 1512–1621 reichsstädtische Münze, dann Fechtschule                                    | Dreiteiliger Baukomplex mit zwei seitlichen Steinhäusern und Verbindungsbau mit Durchfahrt, dreigeschossiger und traufständiger Satteldachbau, östlich mit Treppengiebel, im Kern um 1060/80, Umbauten im 14.–16. Jahrhundert und im Barock | D-3-62-000-1520 | weitere Bilder                                                               |
| Neupfarrplatz (Standort)                                      | Laufbrunnen, sogenannter Reichsstadtbrunnen                                                                                     | Achteckiger Brunnentrog, 1567, mit Brunnenpfeiler bekrönt von Doppeladler mit Stadt- und Reichswappen, 1721 erneuert, Zierrat des Spätbarocks, 1730; 1997 um einige Meter nach Westen versetzt | D-3-62-000-806  | Laufbrunnen, sogenannter Reichsstadtbrunnen                                  |
| Neupfarrplatz 1 (Standort)                                    | Seit 1542 evangelisch-lutherische Neupfarrkirche, errichtet als Wallfahrtskirche zur Schönen Maria nach Zerstörung der Synagoge | Saalkirche mit polygonalem Chor und zwei Flankentürmen mit Pultdachanbauten, Frührenaissance, 1519–1586 nach Plänen von Hans Hieber, westlicher Zentralbau, Neurenaissance, 1860–1863 von Ludwig Foltz; mit Ausstattung | D-3-62-000-799  | weitere Bilder                                                               |
| Neupfarrplatz 5 (Standort)                                    | Wohn- und Geschäftshaus | Dreigeschossiger und giebelständiger Mansarddachbau mit Ziergiebel, spätbarock, wohl zweite Hälfte 18. Jahrhundert; ursprünglich Rückgebäude zu Wahlenstraße 27 | D-3-62-000-800  | Wohn- und Geschäftshaus                                                      |
| Neupfarrplatz 6; Wahlenstraße 25 (Standort)                   | Wohn- und Geschäftshaus | Dreigeschossiger und traufständiger Mansarddachbau, zweite Hälfte 18. Jahrhundert, Erdgeschoss modern aufgezehrt; ursprünglich Rückgebäude zu Wahlenstraße 25 | D-3-62-000-801  | Wohn- und Geschäftshaus                                                      |
| Neupfarrplatz 6; Wahlenstraße 25 (Standort)                   | Wohn- und Geschäftshaus | Dreigeschossiger und giebelständiger Satteldachbau mit Überschuss, wohl 16. Jahrhundert | D-3-62-000-1306 | Wohn- und Geschäftshaus                                                      |
| Neupfarrplatz 7 (Standort)                                    | Reststücke des Vorgängerbaus von 1539                                                                                           | Toskanische Säulen, eingemauerter jüdischer Grabstein, zwei Steinlöwen, Doppelwappenstein des Matthäus Aichinger und der Kunigunde Ammann, Kalkstein, Renaissance, bezeichnet mit „1539“; 1913 hierher versetzt | D-3-62-000-802  | Reststücke des Vorgängerbaus von 1539                                        |
| Neupfarrplatz 8 (Standort)                                    | Ehemalige Alte Wache | Eingangsfront mit Säulenportikus, klassizistisch, 1818 nach Plänen von Michael Dobmayr, über Keller von 1220/30; umbaut von modernem Kaufhaus | D-3-62-000-803  | weitere Bilder                                                               |
| Neupfarrplatz 12 (an der Fassade zur Pfarrergasse) (Standort) | Bauplastik | Männliche Figur, gotisch, Kalkstein, erstes Drittel 14. Jahrhundert | D-3-62-000-804  | Bauplastik                                                                   |
| Neupfarrplatz 14 (Standort)                                   | Bankhaus, ehemaliges Löschenkohl-Palais                                                                                         | Vierflügelanlage um tiefen Innenhof, viergeschossiger Mansardwalmdachbau mit Mittelrisalit und Ziergiebel, Fassade mit Pilaster- und Werksteingliederungen, spätbarock, 1733 von Johann Michael Prunner, über Keller wohl des 13. Jahrhunderts Zur Pfarrergasse Seitentrakt, zweiflügeliger und dreigeschossiger Walmdachbau, Fassade mit Mittelrisalit und Werksteingliederungen, spätbarock, 1733 von Johann Michael Prunner; 1743–1806 Sitz der kursächsischen Gesandtschaft | D-3-62-000-805  | weitere Bilder                                                               |
| Niedermünstergasse 1 (Standort)                               | Bischöfliches Palais und Ordinariat, ehemals Stiftsgebäude von Niedermünster                                                    | Drei- bis viergeschossige Walmdachbauten auf T-förmigem Grundriss mit Eckrisaliten, spätbarock, 1720 von Franz Beer von Bleichten Umfassungsmauer des westlichen Hofes, mit Portalen, historisierender Jugendstil, um 1900 Nordflügel des ehemaligen Kreuzgangs, flachgedeckter Arkadengang mit Säulen, romanisch, um 1150, nach Kriegsschäden 1948/50 verändert wieder aufgebaut                                                                                               | D-3-62-000-808  | Bischöfliches Palais und Ordinariat, ehemals Stiftsgebäude von Niedermünster |
| Niedermünstergasse 2 (Standort)                               | Wohnhaus, ehemaliges Kastnerhaus von Niedermünster                                                                              | Drei- bis viergeschossiges Walmdachhaus in Ecklage, romanische und spätgotische Substanz, wohl um 1730/40 zusammengefasst Südliche Hofmauer mit Rundbogen und geohrtem Portal, spätbarock, um 1730/40; siehe auch Ensemble Altstadt, Straßenbild Unter den Schwibbögen | D-3-62-000-809  | Wohnhaus, ehemaliges Kastnerhaus von Niedermünster                           |
| Niedermünstergasse 3 (Standort)                               | Katholische Dompfarrkirche Maria Immaculata (Niedermünster), ehemalige Damenstiftskirche                                        | Dreischiffige querschifflose Pfeilerbasilika mit drei Chören, zwei Westtürmen und Vorhalle, Mitte 12. Jahrhundert, barock verändert 1621 und um 1730; mit Ausstattung | D-3-62-000-810  | weitere Bilder                                                               |
| Niedermünstergasse 4 (Standort)                               | Dompfarrhof, ehemaliges Kanzlerhaus von Niedermünster                                                                           | Dreigeschossiger und traufseitiger Mansardwalmdachbau, 1738, mit romanischem Kern, südliche Erweiterung mit Hofmauer 1896/97 | D-3-62-000-811  | Dompfarrhof, ehemaliges Kanzlerhaus von Niedermünster                        |
| Niedermünstergasse 6 (Standort)                               | Wohnhaus, ehemalige Dompräbende                                                                                                 | Dreigeschossiges und giebelständiges Satteldachhaus, im Kern wohl von 1557, über romanischem Keller, mit dreigeschossigem östlichem Walmdachanbau, barock, 17./18. Jahrhundert | D-3-62-000-812  | Wohnhaus, ehemalige Dompräbende                                              |

### O
| Lage                                               | Objekt                                                                                               | Beschreibung | Akten-Nr.       | Bild                                                                                                 |
| -------------------------------------------------- | --- | --- | --------------- | --- |
| Obere Bachgasse 2 (Standort)                       | Wohn- und Geschäftshaus, ehemalige Löwenapotheke (1627–1986)                                         | Zweiflügeliger und dreigeschossiger Walmdachbau in Ecklage, mit romanischem Hausturm, zweites Viertel 12. Jahrhundert, östlicher Anbau mit Hofarkaden, Renaissance, 1573, barocker Eckerker, Umbau 1883 | D-3-62-000-827  | Wohn- und Geschäftshaus, ehemalige Löwenapotheke (1627–1986)                                         |
| Obere Bachgasse 5 (Standort)                       | Ehemalige Salvatorkapelle, anstelle der abgebrochenen Kreuzkapelle des ehemaligen Augustinerklosters | Sechseckbau mit flachem Zeltdach, mit Rahmengliederungen, historistisch, 1854 | D-3-62-000-828  | Ehemalige Salvatorkapelle, anstelle der abgebrochenen Kreuzkapelle des ehemaligen Augustinerklosters |
| Obere Bachgasse 6 (Standort)                       | Wohn- und Geschäftshaus                                                                              | Viergeschossiger und traufständiger Flachsatteldachbau, im Kern barock, über romanischem Keller, Überformung 1888 | D-3-62-000-829  | Wohn- und Geschäftshaus                                                                              |
| Obere Bachgasse 7 (Standort)                       | Wohn- und Geschäftshaus, 1513–1538 Wohnhaus Albrecht Altdorfers                                      | Nach Norden viergeschossiger Hausturm in Ecklage mit Walmdach, hochgotisch, gegen 1300, nach Süden dreigeschossiger und traufständiger Satteldachbau, im Kern spätgotisch, durchgreifende Umbauten im Barock, 17./18. Jahrhundert und 1862, Fassade mit barocker Putzgliederung 1984 nach Befund rekonstruiert | D-3-62-000-830  | weitere Bilder                                                                                       |
| Obere Bachgasse 8 (Standort)                       | Wohn- und Geschäftshaus                                                                              | Viergeschossiger und traufständiger Satteldachbau mit Erker, im Kern spätromanisch, Substanz hochgotisch, Ausbau im 15. und 16. Jahrhundert, Straßenfassade mit Werksteingliederung, Neurenaissance um 1870, Hoffassade gotisch, mit Loggiabogen | D-3-62-000-831  | Wohn- und Geschäftshaus                                                                              |
| Obere Bachgasse 9 (Standort)                       | Wohn- und Geschäftshaus                                                                              | Aus zwei Häusern; nördlich viergeschossiger und giebelständiger Satteldachbau mit Erker und dreigeschossiger traufständiger Flügel mit Pultdach, Renaissance, um 1556 Südlich viergeschossiger und giebelständiger Satteldachbau mit Treppengiebeln, um 1300 | D-3-62-000-832  | Wohn- und Geschäftshaus                                                                              |
| Obere Bachgasse 11 (Standort)                      | Wohn- und Geschäftshaus                                                                              | Dreigeschossiger und giebelständiger Pultdachbau mit Überschuss, wohl 14. Jahrhundert, Umgestaltung im Barock | D-3-62-000-833  | Wohn- und Geschäftshaus                                                                              |
| Obere Bachgasse 12 (Standort)                      | Wohn- und Geschäftshaus                                                                              | Dreigeschossiger und traufständiger Mansarddachbau, Ende 17. Jahrhundert über gotischem Keller, Umbauten zweite Hälfte 18. Jahrhundert, neubarocke Fassadengliederung des späten 19. Jahrhunderts | D-3-62-000-834  | Wohn- und Geschäftshaus                                                                              |
| Obere Bachgasse 13 (Standort)                      | Wohnhaus                                                                                             | Dreigeschossiger und traufständiger Satteldachbau mit Überschuss, Obergeschosse Fachwerk, 15. Jahrhundert | D-3-62-000-835  | Wohnhaus                                                                                             |
| Obere Bachgasse 14 (Standort)                      | Wohn- und Geschäftshaus, 1557–1587 Wohnhaus des Naturforschers Johann Oberndorfer                    | Dreigeschossiger und traufständiger Satteldachbau, 17. Jahrhundert, im Kern wohl gotisch | D-3-62-000-836  | Wohn- und Geschäftshaus, 1557–1587 Wohnhaus des Naturforschers Johann Oberndorfer                    |
| Obere Bachgasse 15 (Standort)                      | Wohnhaus; dreiteiliger Gebäudekomplex, ehemals Kreuzkapelle im Bach                                  | Zweigeschossiger und giebelständiger Satteldachbau, mit Rundbogenportal, spätromanisch, um 1190/1200 Nördlich ehemaliges Benefiziatenhaus, zweigeschossiger und giebelständiger Pultdachbau, 14./15. Jahrhundert Östlich zweigeschossiger und zum Augustinerplatz traufständiger Pultdachbau, wohl des 15. Jahrhunderts, über Keller um 1200 | D-3-62-000-837  | weitere Bilder                                                                                       |
| Obere Bachgasse 16 (Standort)                      | Wohnhaus, sogenanntes Landolthaus                                                                    | Zweigeschossiger und giebelständiger Satteldachbau in Ecklage, nördlich zweigeschossiger und traufständiger Anbau mit Satteldach, im Kern frühgotisch, 13. Jahrhundert, Umbauten Mitte 15., 16. und 18. Jahrhundert, Rokokotor, zweite Hälfte 18. Jahrhundert | D-3-62-000-838  | Wohnhaus, sogenanntes Landolthaus                                                                    |
| Obere Bachgasse 18 (Standort)                      | Wohnhaus                                                                                             | Dreigeschossiger und traufständiger Satteldachbau, frühgotischer Keller, spätere Umbauten, Wappenstein, Kalkstein, spätgotisch | D-3-62-000-839  | Wohnhaus                                                                                             |
| Obere Bachgasse 21 (Standort)                      | Wohn- und Geschäftshaus, ehemalige Brauerei                                                          | Zweiteiliger Gebäudekomplex, südlich dreigeschossiger und giebelständiger Satteldachbau in Ecklage, mit gebändertem Erdgeschoss, 17./18. Jahrhundert, im 19. Jahrhundert nach Osten verlängert, nördlich viergeschossiger und traufständiger Satteldachbau, 1854, anstelle eines ehemaligen Brauhauses und Stadels | D-3-62-000-840  | Wohn- und Geschäftshaus, ehemalige Brauerei                                                          |
| Obermünsterplatz 1 (Standort)                      | Wohn- und Geschäftshaus, ehemals zum Stift Obermünster gehörig                                       | Dreigeschossiger und traufständiger Halbwalmdachbau in Ecklage, 17./18. Jahrhundert, Teilneubau „1791“ (bezeichnet) | D-3-62-000-844  | Wohn- und Geschäftshaus, ehemals zum Stift Obermünster gehörig                                       |
| Obermünsterplatz 3 (Standort)                      | Wohn- und Geschäftshaus, ehemals zum Stift Obermünster gehörig                                       | Dreigeschossiger und traufständiger Satteldachbau, 17./18. Jahrhundert, Keller wohl 13. Jahrhundert | D-3-62-000-845  | Wohn- und Geschäftshaus, ehemals zum Stift Obermünster gehörig                                       |
| Obermünsterplatz 5 (Standort)                      | Vincentius-Heim, ehemaliges Priesterhaus zum heiligen Franz Xaver                                    | Viergeschossiger Walmdachbau, im Kern 17./18. Jahrhundert, Umbau 1841, Aufstockung und Verlängerung 1913/14, letzte Sanierung 2005/06, Hausfigur Madonna, spätbarock, frühes 18. Jahrhundert | D-3-62-000-847  | Vincentius-Heim, ehemaliges Priesterhaus zum heiligen Franz Xaver                                    |
| Obermünsterplatz 6, 7 (Standort)                   | Obermünster                                                                                          | Umfassungsmauern der ehemals reichsunmittelbaren Damenstiftskirche St. Mariä Himmelfahrt, Westapsis mit Stuck und Fresken von 1704 erhalten, Mischmauerwerk mit römischen Quadern, 1002 bis 1704, kriegszerstört 1945, Abbruch 1951–1954 Campanile, freistehender Glockenturm, Bruchsteinmauerwerk und römische Quader, romanisch, erste Hälfte 12. Jahrhundert Ehemaliges Paradies, Flankenmauer mit Arkaden, auf der Ostseite (zu Obermünsterplatz 5) kurzes Reststück, Bruchsteinmauerwerk, um 1002/1020; zu Obermünsterplatz 7 Mercherdachkapelle, Saalbau mit Satteldach und Ostapsis, Bruchsteinmauerwerk, um 1200, Veränderungen nach Kriegsbeschädigung 1945 Hölzerne Eremitage aus dem ehemaligen Kapuzinerkloster St. Matthias (Ostengasse 31), 1712 von Frater Lucius errichtet, 1739 restauriert, 1975 nach Obermünster transloziert; mit Ausstattung | D-3-62-000-848  | weitere Bilder                                                                                       |
| Obermünsterplatz 6, 7 (Standort)                   | Diözesanzentrum Obermünster                                                                          | Stiftsgebäude des ehemaligen Reichsstifts Obermünster, Mehrflügelanlage in Winkelform, dreigeschossige Walmdach- und Mansarddachbauten, mit Werksteinportalen, im Kern mittelalterlich, Nordflügel mit Mauerresten der gotischen Pfarrkirche St. Dionysius, Um- und Neubauten 1784–1799 von Christoph Thomas Wolf, Umbauten 1930 und 1970–1972 Hofpfeiler, klassizistisch, um 1790, östlich und westlich des Nordflügels Steinbrunnen, achteckiges Becken, Schöpfwerk auf Pfeilern, Frührenaissance, 1545, von Steinmetz Meister Karl und Bildhauer Leonhard Sinninger | D-3-62-000-849  | Diözesanzentrum Obermünster                                                                          |
| Obermünsterplatz 11 (Standort)                     | Ehemaliges Kastnerhaus des Stifts Obermünster                                                        | Dreigeschossiger und traufständiger Satteldachbau, im Kern 14./15. Jahrhundert, Umbau 18. Jahrhundert | D-3-62-000-1522 | Ehemaliges Kastnerhaus des Stifts Obermünster                                                        |
| Obermünsterstraße 1 (Standort)                     | Keller                                                                                               | Zwei tonnengewölbte Räume unter der Südseite des Hauses, 13. Jahrhundert nicht nachqualifiziert, im BayernViewer-denkmal nicht kartiert | D-3-62-000-1736 | Keller                                                                                               |
| Obermünsterstraße 3 (Standort)                     | Wohn- und Geschäftshaus                                                                              | Dreigeschossiger und giebelständiger Mansarddachbau mit Erker, korbbogigen Schaufenstern und Hofgalerie, 18. Jahrhundert, über Keller des 13. Jahrhunderts | D-3-62-000-851  | Wohn- und Geschäftshaus                                                                              |
| Obermünsterstraße 5 (Standort)                     | Wohn- und Geschäftshaus                                                                              | Viergeschossiger und giebelständiger Mansarddachbau, 18. Jahrhundert über Keller des 13. Jahrhunderts | D-3-62-000-852  | Wohn- und Geschäftshaus                                                                              |
| Obermünsterstraße 7 (Standort)                     | Wohn- und Geschäftshaus                                                                              | Viergeschossiger und giebelständiger Satteldachbau in Ecklage, mit Hausturm im westlichen Hausteil, romanisch, Umbau im Barock und 1861 Nach Norden Anbau, fünfgeschossiger Walmdachbau in Ecklage, in der Substanz mittelalterlich, Umbauten im Barock und 1861 | D-3-62-000-853  | Wohn- und Geschäftshaus                                                                              |
| Obermünsterstraße 8 (Standort)                     | Wohn- und Geschäftshaus, ehemals zum Stift Obermünster gehörig                                       | Viergeschossiges und traufständiges Satteldachhaus in Ecklage, barock und um 1790, über Keller des 13./14. Jahrhunderts | D-3-62-000-854  | Wohn- und Geschäftshaus, ehemals zum Stift Obermünster gehörig                                       |
| Obermünsterstraße 9 (Standort)                     | Wohnhaus, ehemals Hotel Grüner Kranz, anstelle des mittelalterlichen Stauferhofes errichtet          | Viergeschossiger Mansardwalmdachbau in Ecklage mit Eckerker, nach Süden Schaufassade mit Werksteingliederungen, Neurenaissance, 1884, über teilweise mittelalterlichen Kellern, nordwestlicher Trakt wohl 1746 | D-3-62-000-855  | Wohnhaus, ehemals Hotel Grüner Kranz, anstelle des mittelalterlichen Stauferhofes errichtet          |
| Obermünsterstraße 9 a (Standort)                   | Wohn- und Geschäftshaus, ehemals Pfarrhof des Reichsstifts Obermünster                               | Dreigeschossige Vierflügelanlage mit Walmdach in Ecklage, im Kern drittes Viertel 13. Jahrhundert, Umbauten im Barock und im 19./20. Jahrhundert | D-3-62-000-856  | Wohn- und Geschäftshaus, ehemals Pfarrhof des Reichsstifts Obermünster                               |
| Obermünsterstraße 11 (Standort)                    | Wohn- und Geschäftshaus                                                                              | Dreigeschossiger und traufständiger Walmdachbau, wohl 18. Jahrhundert, Erdgeschoss modern aufgezehrt, Epitaph an der Südseite für Johann Wolfgang von Salis, Kalkstein, Spätrenaissance, 1639 | D-3-62-000-858  | weitere Bilder                                                                                       |
| Obermünsterstraße 13 (Standort)                    | Wohn- und Geschäftshaus                                                                              | Dreigeschossiger Walmdachbau in Ecklage, mit Aufzugsgiebel, im Kern barock, 1814 nach Brand von 1809 erneuert | D-3-62-000-859  | Wohn- und Geschäftshaus                                                                              |
| Obermünsterstraße 14 (Standort)                    | Wohnhaus, ehemals Wirtschaftsgebäude des Jesuitenkollegs St. Paul und Jesuitenbrauerei               | Zweiflügeliger Baukomplex Nördliches Haupthaus, ehemalige Brauereigaststätte, dreigeschossiger Walmdachbau, mit Werksteingliederungen, 18./19. Jahrhundert, Fassade historistisch, bezeichnet mit „1910“, Gedenktafel für Nicasius Grammatici, 19. Jahrhundert Westflügel, drei- und viergeschossiger langgestreckter Walmdachbau, im Kern spätes 16./frühes 17. Jahrhundert, Umbauten im 19./20. Jahrhundert Toreinfahrt zum ehemaligen Jesuitengässel, reduzierter Jugendstil, 1907 erweitert | D-3-62-000-860  | Wohnhaus, ehemals Wirtschaftsgebäude des Jesuitenkollegs St. Paul und Jesuitenbrauerei               |
| Obermünsterstraße 14, St.-Peters-Weg 15 (Standort) | Kelleranlage                                                                                         | Gewölbekeller des ehemaligen Jesuitenkollegs St. Paul, 16./17. und 19. Jahrhundert, teilweise mit älterer Substanz | D-3-62-000-1034 | BW                                                                                                   |
| Obermünsterstraße 17 (Standort)                    | Wohn- und Geschäftshaus                                                                              | Viergeschossiger und traufständiger Satteldachbau, wohl 1679, Aufstockung und Fassade mit Putz- und Werksteingliederungen, neuklassizistisch, 1898, nach Norden zweigeschossiger Anbau mit Frackdach, 1861, über Keller 13./14. Jahrhundert | D-3-62-000-861  | Wohn- und Geschäftshaus                                                                              |
| Ortnergasse 1 (Standort)                           | Wohnhaus                                                                                             | Dreigeschossiger und traufständiger Satteldachbau, wohl Renaissance, mit Überformungen | D-3-62-000-868  | Wohnhaus                                                                                             |
| Ortnergasse 3 (Standort)                           | Wohnhaus                                                                                             | Dreigeschossiger und traufständiger Satteldachbau, 1570 (dendrochronologisch datiert), im Kern älter (Bohlenstube 1253/58 dendrochronologisch datiert) | D-3-62-000-870  | weitere Bilder                                                                                       |
| Ortnergasse 4 (Standort)                           | Wohnhaus                                                                                             | Dreigeschossiger und traufständiger Satteldachbau, im Kern spätgotisch, Umbau im 17. Jahrhundert | D-3-62-000-871  | Wohnhaus                                                                                             |
| Ortnergasse 5 (Standort)                           | Wohnhaus                                                                                             | Dreigeschossiger und traufständiger Frackdachbau, wohl 17. Jahrhundert | D-3-62-000-872  | Wohnhaus                                                                                             |
| Ortnergasse 6 (Standort)                           | Wohnhaus                                                                                             | Zweigeschossiger Krüppelwalmdachbau in Ecklage mit vorkragendem Giebel, im Kern gotisch, Umbau im 18. Jahrhundert | D-3-62-000-873  | Wohnhaus                                                                                             |
| Ortnergasse 7 (Standort)                           | Wohnhaus                                                                                             | Dreigeschossiger Walmdachbau in Ecklage, Südfassade Neurenaissance, 1897, über gotischem Keller | D-3-62-000-874  | Wohnhaus                                                                                             |
| Ortnergasse 8 (Standort)                           | Wohnhaus                                                                                             | Dreigeschossiger und traufständiger Mansarddachbau, barock, mit gotischem Keller | D-3-62-000-875  | Wohnhaus                                                                                             |

### P
| Lage                         | Objekt                                                             | Beschreibung | Akten-Nr.      | Bild                                                               |
| ---------------------------- | ------------------------------------------------------------------ | --- | -------------- | ------------------------------------------------------------------ |
| Pfarrergasse 1 (Standort)    | Wohn- und Geschäftshaus, ehemals Café Schürnbrand                  | Fünfgeschossiger Mansardwalmdachbau in Ecklage, mit Kastenerker, Fassade Neurenaissance, nach Süden viergeschossiger und traufständiger Anbau mit Satteldach, in der Substanz wohl 13./14. Jahrhundert, über romanischem Keller, barock verändert, im 19./20. Jahrhundert teilweise durchgreifend umgebaut                                           | D-3-62-000-905 | Wohn- und Geschäftshaus, ehemals Café Schürnbrand                  |
| Pfarrergasse 4 (Standort)    | Wohn- und Geschäftshaus                                            | Dreigeschossiger und traufständiger Satteldachbau, wohl 16. Jahrhundert, Umbauten 18./19. Jahrhundert | D-3-62-000-907 | Wohn- und Geschäftshaus                                            |
| Pfarrergasse 5 (Standort)    | Evangelisch-lutherisches Dekanat und Pfarrhaus                     | Nach Norden viergeschossiger und giebelständiger Pultdachbau in Ecklage, hochgotisch, nach Süden dreigeschossiger und traufständiger Satteldachbau mit Eckerker, spätgotisch, nach Osten viergeschossiger Anbau mit Pultdach, 20. Jahrhundert, mit gotischer Substanz, 1964 saniert                                                                  | D-3-62-000-908 | Evangelisch-lutherisches Dekanat und Pfarrhaus                     |
| Pfarrergasse 9 (Standort)    | Wohn- und Geschäftshaus, wohl ehemals Bruderschaftshaus der Kramer | Dreigeschossiger und traufständiger Satteldachbau, gotisch, Umbauten 17.–19. Jahrhundert | D-3-62-000-910 | Wohn- und Geschäftshaus, wohl ehemals Bruderschaftshaus der Kramer |
| Pfarrergasse 11 (Standort)   | Wohn- und Geschäftshaus                                            | Dreigeschossiger Walmdachbau in Ecklage, spätgotisch, 14./15. Jahrhundert, Umbauten im 17./18. Jahrhundert | D-3-62-000-911 | Wohn- und Geschäftshaus                                            |
| Pfarrergasse 13 (Standort)   | Wohnhaus                                                           | Dreigeschossiger und giebelständiger Krüppelwalmdachbau, im Kern 14./15. Jahrhundert, Fassade mit Fensterverdachungen und Ecklisenen, Neurenaissance, 1875 | D-3-62-000-912 | Wohnhaus                                                           |
| Pfauengasse 2 (Standort)     | Wohn- und Geschäftshaus                                            | Fünfgeschossiger Walmdachbau in Ecklage, historistisch, 1884 Mariä-Läng-Kapelle, Saalbau mit Kreuzgratgewölbe, barock, 1675; in den Neubau von 1884 einbezogen; mit Ausstattung | D-3-62-000-913 | Wohn- und Geschäftshaus                                            |
| Pfauengasse 3 (Standort)     | Wohn- und Geschäftshaus, ehemals domkapitelsches Syndikatshaus     | Dreigeschossiger und giebelständiger Mansarddachbau, Fassade mit Gesimsgliederung und Ziergiebel, um 1700, neubarock überformt um 1900 | D-3-62-000-914 | Wohn- und Geschäftshaus, ehemals domkapitelsches Syndikatshaus     |
| Pfauengasse 8 (Standort)     | Wohn- und Geschäftshaus                                            | Dreigeschossiger und giebelständiger Mansardwalmdachbau, im Kern wohl mittelalterlich, über Keller des 13. Jahrhunderts, Innenumbau 1881, 1908 neubarock verändert | D-3-62-000-915 | Wohn- und Geschäftshaus                                            |
| Pfauengasse 10 (Standort)    | Wohn- und Geschäftshaus, seit 1844 St.-Emmeram-Hofapotheke         | Viergeschossiger und giebelständiger Satteldachbau in Ecklage, mit Dreiecksgiebeln und Holzerker, 1737 über Keller aus dem 12./13. Jahrhundert, mehrfach umgebaut, Erker, Holz, neubarock 1927, Fassadengestaltung 1955 | D-3-62-000-916 | weitere Bilder                                                     |
| Poetengäßchen 2 (Standort)   | Wohnhaus                                                           | Viergeschossiger und giebelständiger Pultdachbau, 1870 | D-3-62-000-918 | Wohnhaus                                                           |
| Posthorngäßchen 2 (Standort) | Wohnhaus                                                           | Viergeschossiges und zur Gasse giebelständiges Satteldachhaus in Ecklage, mit giebelseitigem Kastenerker, 1534, 1875 aufgestockt und erweitert | D-3-62-000-920 | Wohnhaus                                                           |
| Posthorngäßchen 4 (Standort) | Wohnhaus                                                           | Eingeschossiges und giebelständiges Krüppelwalmdachhaus, im Kern wohl 14./15. Jahrhundert, 1873 als Wohnhaus ausgebaut | D-3-62-000-921 | Wohnhaus                                                           |
| Posthorngäßchen 6 (Standort) | Wohnhaus                                                           | Dreiteiliger Komplex in Ecklage, Vorderhaus, viergeschossiger Flachdachbau mit romanischer Substanz, Turm des 12. Jahrhunderts, und spätgotischem Erker des 15./16. Jahrhunderts Rückgebäude, unregelmäßiger drei- bis viergeschossiger Pultdachbau, Innenhof mit Arkaden, Renaissance, im Kern 16. Jahrhundert über Keller des 12./13. Jahrhunderts | D-3-62-000-922 | Wohnhaus                                                           |
| Predigergasse 4 (Standort)   | Wohnhaus                                                           | Dreigeschossiger und giebelständiger Satteldachbau, mittelalterliche Baureste, Überformung im Spätbarock, um 1711, Relieftafel im Hof, Kalkstein, spätbarock, bezeichnet mit „1711“ | D-3-62-000-928 | Wohnhaus                                                           |

### R
| Lage                             | Objekt                                                                 | Beschreibung | Akten-Nr.       | Bild                                                 |
| -------------------------------- | ---------------------------------------------------------------------- | --- | --------------- | ---------------------------------------------------- |
| Rathausplatz 1, 4 (Standort)     | Altes Rathaus                                                          | Mehrteiliger Baukomplex Reichssaalbau, zweigeschossiger und traufständiger Satteldachbau mit Standerker und Treppengiebel, Fassadengliederungen in Kalkstein, gotisch, zweites Viertel des 14. Jahrhunderts, mit romanischen Bauteilen Rathausturm, neungeschossiger Turmbau mit Pyramidendach mit Laterne, Tordurchfahrt, vermauerter Laube und Maßwerkfenstern, westlich viergeschossiger Walmdachbau, Mitte des 13. Jahrhunderts mit spätgotischen Veränderungen, Turm Anfang 18. Jahrhundert umgebaut Rückgebäude, zweiteiliger Komplex mit zwei- und dreigeschossigen Walmdachbauten, spätgotisch, Umbauten 1562, nach Südosten Hauptportal mit Treppenaufgang, gotisch, 1408 Stadtschreiberhaus und Fürstenkollegium, zweigeschossiger und traufständiger Satteldachbau, im Kern mittelalterlich, Umbauten 1652 Neues Rathaus, viergeschossige Vierflügelanlage mit Mansardwalmdach, Eckrisaliten und figürlichen Portalen, barock, 1662 und 1723, im Kern wohl mittelalterliche Substanz; Brunnen, sogenannter Friedensbrunnen, achteckiges Becken mit allegorischer Figur und Eisengitter, bezeichnet mit „1661“, von Leoprand Hilmer, Figur Kopie von 1909 Sitzfiguren, vier Tugendallegorien, Sandstein, um 1630, von Leonhard Kern; ursprünglich für die Dreieinigkeitskirche gearbeitet | D-3-62-000-956  | weitere Bilder                                       |
| Residenzstraße 2 (Standort)      | Wohn- und Geschäftshaus                                                | Viergeschossiger und traufständiger Mansarddachbau, Fassade mit Werksteingliederungen, Jugendstil, 1910 von Heinrich Hauberrisser | D-3-62-000-971  | Wohn- und Geschäftshaus                              |
| Rote-Hahnen-Gasse 1 (Standort)   | Wohn- und Geschäftshaus                                                | Viergeschossiger und traufständiger Satteldachbau, mit toskanischer Ecksäule, Renaissance, 16. Jahrhundert | D-3-62-000-990  | Wohn- und Geschäftshaus                              |
| Rote-Hahnen-Gasse 1 a (Standort) | Wohn- und Geschäftshaus                                                | Drei- und viergeschossiger, traufständiger Satteldachbau und hohem Erdgeschoss, über romanischem Keller, 1592 | D-3-62-000-991  | Wohn- und Geschäftshaus                              |
| Rote-Hahnen-Gasse 2 (Standort)   | Wohn- und Gasthaus, ehemals Gasthaus Goldener Ritter                   | Dreigeschossiger und dreifach gestaffelter Halbwalm- und Mansardwalmdachbau in Ecklage, mit großen Kellergewölben, Renaissance-Arkaden im Hof, im Kern romanisch, umgebaut im 14., 15. und 18. Jahrhundert, Hofarkaden wohl 1544 | D-3-62-000-992  | Wohn- und Gasthaus, ehemals Gasthaus Goldener Ritter |
| Rote-Hahnen-Gasse 3 (Standort)   | Wohn- und Geschäftshaus                                                | Dreigeschossiger Giebelbau, Fassade mit verputztem Fachwerk auf Überschuss, spätgotisch, Umbauten im Barock | D-3-62-000-993  | Wohn- und Geschäftshaus                              |
| Rote-Hahnen-Gasse 5 (Standort)   | Wohn- und Geschäftshaus                                                | Dreigeschossiger und traufständiger Satteldachbau, ursprünglich zwei Häuser, nördlich im Kern spätes 12. Jahrhundert, südlich um 1300, Fassadengestaltung bei Vereinigung in der zweiten Hälfte 15. Jahrhundert, Überformungen und Umbauten im Barock und im 19. Jahrhundert | D-3-62-000-994  | Wohn- und Geschäftshaus                              |
| Rote-Hahnen-Gasse 8 (Standort)   | Ehemaliger Stadel                                                      | Dreigeschossiger und giebelständiger Satteldachbau mit mittigen Ladeluken, 16. Jahrhundert, 1959 umgebaut | D-3-62-000-996  | Ehemaliger Stadel                                    |
| Rote-Hahnen-Gasse 10 (Standort)  | Gasthaus und Hotel Zum Roten Hahn                                      | Viergeschossiger und traufständiger Mansardwalmdachbau, im Kern spätromanisch, um 1220/30, seit 1863/64 aufgestockt und im Inneren verändert | D-3-62-000-997  | Gasthaus und Hotel Zum Roten Hahn                    |
| Roter Herzfleck 2 (Standort)     | Städtisches Ämtergebäude, ehemals Wohnhaus und Gasthaus Zum roten Herz | Viergeschossiger und giebelständiger Satteldachbau, mit Loggia, 1220/21 (dendrochronologisch datiert), im Kern 12. Jahrhundert, Loggia zweite Hälfte 13. Jahrhundert, Überformungen 1478/79 und später | D-3-62-000-1000 | weitere Bilder                                       |
| Roter-Lilien-Winkel 1 (Standort) | Wohnhaus                                                               | Zweigeschossiger und traufständiger Frackdachbau in Ecklage, wohl barock, bezeichnet mit „1740“ | D-3-62-000-1001 | Wohnhaus                                             |
| Roter-Lilien-Winkel 2 (Standort) | Wohnhaus                                                               | Dreigeschossiger und giebelständiger Satteldachbau mit Erkern, Werksteingliederungen in Kalkstein, Neurenaissance, 1898 | D-3-62-000-1002 | Wohnhaus                                             |
| Roter-Lilien-Winkel 3 (Standort) | Wohnhaus                                                               | Dreigeschossiger und traufständiger Pultdachbau, gotischer Keller, Dachgeschoss verputztes Fachwerk, im Kern mittelalterlich, Umbauten 18. Jahrhundert und 1864/65 | D-3-62-000-1003 | Wohnhaus                                             |
| Roter-Lilien-Winkel 4 (Standort) | Wohnhaus                                                               | Dreigeschossiges und traufständiges Satteldachhaus, rückwärtig gotisches Turmhaus, mit Erker und gewölbtem Fletz, 15./16. Jahrhundert, Turmhaus 1990/91 aufgestockt | D-3-62-000-1004 | Wohnhaus                                             |
| Rote-Stern-Gasse 1 (Standort)    | Ehemaliges Gasthaus Zum roten Stern                                    | Zweiflügeliger und viergeschossiger Pultdachbau in Traufstellung, 14./15. Jahrhundert, Umbau im Barock | D-3-62-000-1005 | Ehemaliges Gasthaus Zum roten Stern                  |
| Rote-Stern-Gasse 2 (Standort)    | Wohnhaus                                                               | Viergeschossiger und giebelständiger Satteldachbau in Ecklage, wohl 17. Jahrhundert, im Kern 13./14. Jahrhundert, Aufstockung 1878 | D-3-62-000-1006 | Wohnhaus                                             |
| Rote-Stern-Gasse 3 (Standort)    | Wohnhaus                                                               | viergeschossiger Traufseitbau, im Kern mittelalterlich, Turmbau an der Straßenseite, 1279 (dendrochronologisch datiert), Veränderungen des 19. Jahrhunderts | D-3-62-000-2253 | Wohnhaus                                             |
| Rote-Stern-Gasse 4 (Standort)    | Wohnhaus                                                               | Viergeschossiger und traufständiger Satteldachbau, 14. /15. Jahrhundert, im 18. Jahrhundert verändert | D-3-62-000-1007 | Wohnhaus                                             |

### S
| Lage                                                                    | Objekt                                                                                   | Beschreibung | Akten-Nr.       | Bild                                                                                     |
| ----------------------------------------------------------------------- | ---------------------------------------------------------------------------------------- | --- | --------------- | ---------------------------------------------------------------------------------------- |
| Salzburger Gasse 1 (Standort)                                           | Ehemaliges Seminargebäude des Kollegiatstiftes zur Alten Kapelle                         | Langgestreckter, dreigeschossiger und traufständiger Walmdachbau, mit reich gegliederter Neurenaissancefassade, Rundturm und Mittelrisalit, 1899, 1904 erweitert | D-3-62-000-1012 | Ehemaliges Seminargebäude des Kollegiatstiftes zur Alten Kapelle                         |
| Salzburger Gasse 2 (Standort)                                           | Geschäftshaus                                                                            | in betonter Ecklage, dreigeschossiger Stahlbetonskelettbau mit Flachdach, Dachterrasse und Dachaufbauten, Fassaden mit schalungsrauhen Betonflächen, gliedernden Fensterbändern und vortretenden Betonelementen, Erdgeschoss auf Betonpfeiler reduziert (ehemals offene Passage), Dachzone durch spornartige Mauerzüge betont, von Karl Schmid jun., 1970/71                                                          | D-3-62-000-1684 | Geschäftshaus                                                                            |
| St.-Albans-Gasse 3 (Standort)                                           | Ehemaliger Stadel mit Wohngeschoss                                                       | Zweigeschossiger und giebelständiger Satteldachbau, 16./17. Jahrhundert, im Kern mittelalterlich, Um- und Ausbauten im 19. Jahrhundert | D-3-62-000-1013 | Ehemaliger Stadel mit Wohngeschoss                                                       |
| St.-Albans-Gasse 7 (Standort)                                           | Wohnhaus, ehemaliger Stadel                                                              | Viergeschossiger und traufständiger Grabendachbau, gotisch, Umbauten 1734/35 | D-3-62-000-1014 | Wohnhaus, ehemaliger Stadel                                                              |
| St.-Albans-Gasse 9 (Standort)                                           | Wohnhaus, ehemaliges Seelhaus zu St. Alban und Stadel                                    | Dreigeschossiger und giebelständiger Satteldachbau, belegt 1349, mit gotischem Keller, 1826 Umbau | D-3-62-000-1015 | Wohnhaus, ehemaliges Seelhaus zu St. Alban und Stadel                                    |
| St.-Albans-Gasse 10 (Standort)                                          | Wohnhaus                                                                                 | Dreigeschossiger und giebelständiger Mansarddachbau, im Kern spätgotisch, romanischer Keller unter Rückgebäude von St.-Albans-Gasse 12/14, Aufstockung erstes Viertel 19. Jahrhundert | D-3-62-000-1016 | Wohnhaus                                                                                 |
| St.-Albans-Gasse 14 (Standort)                                          | Wohnhaus, sogenannter Römling                                                            | Dreiteiliger Hauskomplex, zweigeschossiger und giebelständiger Halbwalmdachbau, im Kern gotisch, über romanischem Keller, Umbauten 1777 Hinterhaus, ehemaliger Stadel, dreigeschossiger und traufständiger Satteldachbau mit Zwerchhaus, 1792 zum Wohnhaus umgebaut siehe auch St.-Albans-Gasse 10 | D-3-62-000-1555 | Wohnhaus, sogenannter Römling                                                            |
| St.-Georgen-Platz 6 (Standort)                                          | Wohn- und Geschäftshaus, ehemaliger Walderbacher Hof                                     | Zweigeschossiger und giebelständiger Steilsatteldachbau mit Filialgiebel, 16. Jahrhundert, Keller aus dem 12. Jahrhundert, 1959 Umbau | D-3-62-000-1017 | Wohn- und Geschäftshaus, ehemaliger Walderbacher Hof                                     |
| St.-Georgen-Platz 9 (Standort)                                          | Wohnhaus                                                                                 | Dreigeschossiger und giebelständiger Mansardwalmdachbau, wohl 18. Jahrhundert | D-3-62-000-1018 | Wohnhaus                                                                                 |
| St.-Kassians-Platz 1 (Standort)                                         | Katholische Pfarrkirche St. Kassian                                                      | Dreischiffige Staffelhalle mit eingezogenem Polygonalchor und Seitenapsiden, Walm- und Pultdach, im Kern frühgotisch, um 1300, 1477 erweitert und umgebaut, 1749–1760 Rokoko-Umgestaltung; mit Ausstattung | D-3-62-000-1020 | weitere Bilder                                                                           |
| St.-Kassians-Platz 4 (Standort)                                         | Kanonikalhof von St. Johann                                                              | Dreigeschossiger und traufständiger Walmdachbau, spätbarock, bezeichnet mit „1740“ | D-3-62-000-1021 | Kanonikalhof von St. Johann                                                              |
| St.-Kassians-Platz 5 (Standort)                                         | Wohn- und Geschäftshaus, ehemals Café Rösch                                              | Viergeschossiger und giebelständiger Satteldachbau, Fassade mit Bänderung und kolossaler Pilastergliederung, Umfassungsmauern 16. Jahrhundert, weitgehender Neubau nach Brand, klassizistisch, 1840, Umbauten um 1900 | D-3-62-000-1022 | Wohn- und Geschäftshaus, ehemals Café Rösch                                              |
| St.-Kassians-Platz 6 (Standort)                                         | Wohn- und Geschäftshaus                                                                  | Mehrteilige Gebäudeanlage, drei- bis viergeschossige Sattel- und Walmdachbauten, mit Toreinfahrt, im Kern 15./16. Jahrhundert, Umbauten im 18. Jahrhundert | D-3-62-000-1023 | Wohn- und Geschäftshaus                                                                  |
| St.-Kassians-Platz 7, 7 a (Standort)                                    | Pfarrhaus von St. Kassian bzw. Kanonikalhof der Alten Kapelle                            | Viergeschossiger und traufständiger Walmdachbau, Fassade mit Werksteingliederungen in Sandstein, Neurenaissance, 1888; überbaut nördlich die St. Kassians-Kirche | D-3-62-000-1024 | Pfarrhaus von St. Kassian bzw. Kanonikalhof der Alten Kapelle                            |
| St.-Peters-Weg 2 a (Standort)                                           | Wohnhaus, ehemals Leichenhaus von St. Emmeram                                            | Zweigeschossiger und giebelständiger Satteldachbau mit Blendarkaden, Zwerchhaus und Schweifgiebeln, im Kern 1615, neubarocke Überformung, Blendarkaden der Westmauer mit romanischen Spolien | D-3-62-000-1031 | Wohnhaus, ehemals Leichenhaus von St. Emmeram                                            |
| St.-Peters-Weg 7 (am ehemaligen Gesindehaus von Obermünster) (Standort) | Wappentafel der Äbtissin Maria Franziska von Freudenberg                                 | Kalkstein, 1766 | D-3-62-000-2006 | Wappentafel der Äbtissin Maria Franziska von Freudenberg                                 |
| St.-Peters-Weg 17 (Standort)                                            | Ehemaliges Städtisches Mädchenlyzeum                                                     | Zweiflügeliger, drei- und viergeschossiger Sattel- und Walmdachbau mit betonten Portalen, Fenstergliederungen und bauplastischer Fassadenakzentuierung, Jugendstil, 1903 von Adolf Schmetzer | D-3-62-000-1035 | Ehemaliges Städtisches Mädchenlyzeum                                                     |
| Schäffnerstraße 20 (Standort)                                           | Wohnhaus, anstelle der ehemaligen Gotthardskapelle des Niederaltaicher Hofes             | Dreigeschossiges und traufständiges Satteldachhaus, im Kern 1487, Aufstockung und Umbau 1847, Tafel mit Hinweis auf 1487 | D-3-62-000-1037 | Wohnhaus, anstelle der ehemaligen Gotthardskapelle des Niederaltaicher Hofes             |
| Schäffnerstraße 29 (Standort)                                           | Wohn- und Geschäftshaus                                                                  | Dreigeschossiges und giebelständiges Satteldachhaus in Ecklage, im Kern wohl 1784, nach Zerstörungen 1809 und 1945 wiederhergestellt | D-3-62-000-1038 | Wohn- und Geschäftshaus                                                                  |
| Scheugäßchen 3 (Standort)                                               | Wohnhaus                                                                                 | Dreiteiliger Baukomplex, dreigeschossige und traufständige Pult- und Satteldachbauten, mit spätromanisch-frühgotischem Steinhaus und gotischen Anbauten, südlich im 16. Jahrhundert erneuert, Hofarkaden und Umbauten 18. und 19. Jahrhundert | D-3-62-000-1046 | Wohnhaus                                                                                 |
| Schottenstraße 1 (Standort)                                             | Wohnhaus                                                                                 | Dreigeschossiger und traufständiger Mansarddachbau, bezeichnet mit 1621, Umbau klassizistisch, bezeichnet mit 1780, Haustafel, Kalkstein, Renaissance, bezeichnet mit „1621“ | D-3-62-000-1049 | Wohnhaus                                                                                 |
| Schwarze-Bären-Straße 1 (Standort)                                      | Wohn- und Geschäftshaus in Ecklage                                                       | Dreigeschossiger Mansardwalmdachbau, 1850 zusammengefasst aus zwei Kanonikalhöfen der Alten Kapelle und dem Lerchenfelder Hof, zweite Hälfte 13. Jahrhundert, 17. und 18. Jahrhundert, Neurenaissance-Fassade, Dreikönigsrelief von 1478, Hof mit umlaufenden hölzernen Lauben, 17. Jahrhundert | D-3-62-000-1062 | Wohn- und Geschäftshaus in Ecklage                                                       |
| Schwarze-Bären-Straße 2 (Standort)                                      | Wohnhaus, ehemals Ehrenfelser Hof des Klosters Rott                                      | Zweigeschossiger und traufständiger Walmdachbau, Wohnhaus des Naturforschers Konrad von Megenberg, 1674 und im 18. Jahrhundert umgebaut, mit Kelleranlagen des 12./13. Jahrhunderts, östlich ehemalige Galluskapelle mit Lisenengliederung und Gewändeportal, romanisch, spätes 12. Jahrhundert und um 1210 Gesindetrakt, zweigeschossiger Zweiflügelbau mit Satteldach und Kastenerker, erste Hälfte 18. Jahrhundert | D-3-62-000-1063 | Wohnhaus, ehemals Ehrenfelser Hof des Klosters Rott                                      |
| Schwarze-Bären-Straße 5 (Standort)                                      | Wohn- und Geschäftshaus                                                                  | Viergeschossiges und traufständiges Vorderhaus mit Satteldach, 17./18. Jahrhundert über Keller des 14. Jahrhunderts, Fassade historistisch, 1896, Rückgebäude, dreigeschossiger und traufständiger Satteldachbau, um 1800 | D-3-62-000-1064 | Wohn- und Geschäftshaus                                                                  |
| Schwarze-Bären-Straße 6 (Standort)                                      | Gasthaus, ehemaliges Weißbräuhaus                                                        | Dreigeschossiger und traufständiger Eckbau mit steilem Satteldach, im Kern 1620, Keller wohl spätmittelalterlich, Nordfassade 1921 vorgeblendet, Rückgebäude, dreigeschossiger Mansarddachbau, 17./18. Jahrhundert | D-3-62-000-1065 | Gasthaus, ehemaliges Weißbräuhaus                                                        |
| Schwarze-Bären-Straße 7 (Standort)                                      | Wohnhaus, ehemaliges Inspektorenhaus der Kirchenmusikschule des Stifts zur Alten Kapelle | Dreigeschossiger und traufständiger Eckbau mit Satteldach, Giebeln und Eckerker in Jugendstilformen, 1904 von Anton Mayer | D-3-62-000-1066 | Wohnhaus, ehemaliges Inspektorenhaus der Kirchenmusikschule des Stifts zur Alten Kapelle |
| Schwarze-Bären-Straße 8 (Standort)                                      | Wohn- und Geschäftshaus, ehemaliger Rebdorfer Hof                                        | Dreigeschossiges Walmdachhaus, mit ehemaliger Johannes-Baptist-Kapelle und Kastenerker, wohl 15. Jahrhundert, Keller erste Hälfte 13. und 14./15. Jahrhundert, tiefgreifende Umbauten im 20. Jahrhundert | D-3-62-000-1067 | Wohn- und Geschäftshaus, ehemaliger Rebdorfer Hof                                        |
| Schwarze-Bären-Straße 10 (Standort)                                     | Bürogebäude, ehemalige Landeszentralbank, anstelle des Eichstätter Hofes                 | Winkelförmige zweigeschossige Zweiflügelanlage mit Satteldächern und Eckerker, in Formen der Spätgotik und der deutschen Renaissance, 1905–07 von Friedrich Niedermayer, Erweiterungen 1921 und 1935/38 | D-3-62-000-1068 | Bürogebäude, ehemalige Landeszentralbank, anstelle des Eichstätter Hofes                 |
| Silberne-Fisch-Gasse 1 (Standort)                                       | Wohnhaus                                                                                 | Dreigeschossiger und traufständiger Satteldachbau, Obergeschosse Fachwerk, Steinkern drittes Viertel 13. Jahrhundert über romanischem Keller, Umbauten 1336, Überformung im frühen 16. Jahrhundert | D-3-62-000-1096 | Wohnhaus                                                                                 |
| Silberne-Fisch-Gasse 4 (Standort)                                       | Wohnhaus                                                                                 | Viergeschossiger und giebelständiger Satteldachbau, barocke Umbauten über romanischem Keller | D-3-62-000-1097 | Wohnhaus                                                                                 |
| Silberne-Fisch-Gasse 6 (Standort)                                       | Keller                                                                                   | Tonnengewölbe, gotisch nicht nachqualifiziert, im BayernViewer-denkmal nicht kartiert | D-3-62-000-1098 | Keller                                                                                   |
| Silberne-Fisch-Gasse 7 (Standort)                                       | Wohnhaus                                                                                 | Viergeschossiger und giebelständiger Satteldachbau, im Kern 14./15. Jahrhundert, Überformung um 1700, im Keller Brunnenschacht des 14. Jahrhunderts | D-3-62-000-1099 | Wohnhaus                                                                                 |
| Silberne-Fisch-Gasse 8 (Standort)                                       | Wohnhaus                                                                                 | Viergeschossiger und giebelständiger Satteldachbau, barock mit romanischem Keller, bezeichnet mit „1786“, östlich dreigeschossiger und traufständiger Anbau mit Mansarddach, Fassade mit Lisenengliederung, klassizistisch, 1786 | D-3-62-000-1100 | Wohnhaus                                                                                 |
| Silberne-Fisch-Gasse 9 (Standort)                                       | Wohnhaus                                                                                 | Dreigeschossiger und traufständiger Satteldachbau, spätgotisch, Fassadengestaltung 19. Jahrhundert | D-3-62-000-1101 | Wohnhaus                                                                                 |
| Silberne-Fisch-Gasse 10 (Standort)                                      | Wohnhaus                                                                                 | Dreigeschossiger und traufständiger Mansarddachbau, Fassade mit Lisenengliederung, klassizistisch, um 1776 | D-3-62-000-1102 | Wohnhaus                                                                                 |
| Silberne-Fisch-Gasse 11 (Standort)                                      | Wohnhaus                                                                                 | Dreigeschossiger und giebelständiger Satteldachbau, gotisch, in der Renaissance umgebaut | D-3-62-000-1103 | Wohnhaus                                                                                 |
| Silberne-Fisch-Gasse 12 (Standort)                                      | Wohnhaus                                                                                 | Viergeschossiger und giebelständiger Satteldachbau, barocker Umbau, über gotischem Keller | D-3-62-000-1104 | Wohnhaus                                                                                 |
| Silberne-Fisch-Gasse 13 (Standort)                                      | Wohnhaus                                                                                 | Dreigeschossiger und giebelständiger Mansarddachbau mit Kastenerker, 13. Jahrhundert, Überformung um 1500 und im 18. Jahrhundert, Ausbauten 1860 Rückgebäude, zweigeschossiger und traufständiger Satteldachbau mit barocken Gewölben | D-3-62-000-1105 | Wohnhaus                                                                                 |
| Silberne-Fisch-Gasse 17 (Standort)                                      | Wohnhaus                                                                                 | Dreigeschossiges und giebelständiges Doppelhaus mit Satteldächern, mit romanischem Keller, gotischer Substanz, Überformungen 1880/81 und später | D-3-62-000-1107 | Wohnhaus                                                                                 |
| Silberne-Kranz-Gasse 1 (Standort)                                       | Wohnhaus                                                                                 | Seit 1973 dreiteiliger Baukomplex, Haupthaus dreigeschossiger und giebelständiger Mansarddachbau in Ecklage, mit Fachwerkgiebel, wohl 16. Jahrhundert, klassizistische Fassade 1794 Westlich Wohnhaus viergeschossiger und giebelständiger Pultdachbau, mit klassizistischer Stuckfassade, um 1800 Epitaph, spätes 18. Jahrhundert, im Westbau eingemauert                                                            | D-3-62-000-418  | Wohnhaus                                                                                 |
| Silberne-Kranz-Gasse 4 (Standort)                                       | Fensterchen in Südwand des Hauses                                                        | Gotisch, wohl 13./14. Jahrhundert | D-3-62-000-1108 | Fensterchen in Südwand des Hauses                                                        |
| Silberne-Kranz-Gasse 6 (Standort)                                       | Wohnhaus                                                                                 | Gewinkelter dreigeschossiger und giebelständiger Satteldachbau, mit breiter Durchfahrt, um 1300, Um- und Neubauten bezeichnet mit „1597“, Sanierung 1963–1965 | D-3-62-000-1109 | weitere Bilder                                                                           |
| Silberne-Kranz-Gasse 8 (Standort)                                       | Wohnhaus, ehemaliges Gasthaus Zum silbernen Kranz                                        | Dreigeschossiger und traufständiger Satteldachbau, im Kern spätmittelalterlich, Holzeinbauten des 16. Jahrhunderts, westlicher Hausteil 1656, Umbau 1963 | D-3-62-000-1110 | Wohnhaus, ehemaliges Gasthaus Zum silbernen Kranz                                        |
| Simadergasse 1 (Standort)                                               | Ehemaliger Stadel                                                                        | Eingeschossiger und giebelständiger Satteldachbau, wohl 17./18. Jahrhundert, Inneneinbauten 1895 | D-3-62-000-1111 | Ehemaliger Stadel                                                                        |
| Simadergasse 2 a (Standort)                                             | Ehemaliges Gloria-Kino                                                                   | Zweigeschossiger Saalbau mit vorgelagertem Foyer- und Eingangsbereich, in kurvierten Formen und Baukörpern frei kombiniert, seitlich über geschosstrennendem Flachdach verglaster Anbau, 1954 von Heinz Hamel und Walter Rohde; mit Ausstattung | D-3-62-000-1535 | Ehemaliges Gloria-Kino                                                                   |
| Simadergasse 3 (Standort)                                               | Wohn- und Geschäftshaus                                                                  | Zweiteiliger Bau, östlich dreigeschossiger und traufständiger Walmdachbau mit Erker, Neubau 1812 über Keller des 14./15. Jahrhunderts, Fassade, historisierend, 1907, Westteil zweigeschossiger Mansardwalmdachbau, im Kern 17/18. Jahrhundert | D-3-62-000-1112 | Wohn- und Geschäftshaus                                                                  |
| Spiegelgasse 1 (Standort)                                               | Wohnhaus, sogenanntes Adler’sches Haus                                                   | Dreigeschossige Vierflügelanlage mit romanischem Keller und Satteldächern, nördlich Giebelhaus, spätgotisch, mit barockem Eckerker, südlich Giebelhaus mit Rippengewölbe, hochgotisch, verbunden durch Traufseitbau des 14. Jahrhunderts und östlich durch Rückgebäude mit zweigeschossiger Galerie von 1607, Inschrifttafel, Sandstein, 1607                                                                         | D-3-62-000-1119 | weitere Bilder                                                                           |
| Spiegelgasse 3 (Standort)                                               | Wohnhaus                                                                                 | Dreigeschossiger und traufständiger Satteldachbau, Neubau von 1764 über gotischem Keller, 1871 überformt, Bauinschrift des Georg Klostermeyer, Kalkstein, von 1764 | D-3-62-000-1121 | Wohnhaus                                                                                 |
| Spiegelgasse 4 (Standort)                                               | Ehemaliges Gasthaus Zum goldenen Spiegel                                                 | Viergeschossiger und giebelständiger Satteldachbau mit Spornerker, nördliches Nebengebäude, dreigeschossiger und giebelständiger Satteldachbau, in der Substanz romanisch, mit gotischen und barocken Veränderungen | D-3-62-000-1122 | Ehemaliges Gasthaus Zum goldenen Spiegel                                                 |
| Spiegelgasse 5 (Standort)                                               | Wohnhaus                                                                                 | Dreigeschossiger und giebelständiger Satteldachbau, 17. Jahrhundert, Teilneubau 1758, über frühgotischem Keller, Bauinschrift des Johann Zacharias Allius, Kalkstein, 1758 | D-3-62-000-1123 | Wohnhaus                                                                                 |
| Spiegelgasse 6 (Standort)                                               | Wohnhaus                                                                                 | Dreigeschossiger und traufständiger Satteldachbau, Kreuzrippenwölbungen im Erdgeschoss, hochgotisch, über romanischen Kellern, Fassaden zweite Hälfte 19. Jahrhundert, Inschrifttafel mit Literanummer C 99, Kalkstein, 19. Jahrhundert | D-3-62-000-1124 | Wohnhaus                                                                                 |
| Spiegelgasse 8 (Standort)                                               | Wohnhaus                                                                                 | Dreigeschossiger und traufständiger Satteldachbau, Fassade mit Bänderung und geohrten Fensterrahmen, im Kern frühgotisch über romanischem Keller, Fassade barock, Inschrifttafel mit Literanummer C 100, 19. Jahrhundert | D-3-62-000-1125 | Wohnhaus                                                                                 |
| Spiegelgasse 10 (Standort)                                              | Gasthaus Zum goldenes Faß                                                                | Dreigeschossiger und traufständiger Pultdachbau in Ecklage, Fassade mit Ecknutungen, im Kern romanisch, barock umgebaut, nach Westen zweigeschossiges Gartenhaus mit Altane im Obergeschoss, klassizistisch | D-3-62-000-1126 | weitere Bilder                                                                           |
| Steckgasse 2 (Standort)                                                 | Wohnhaus                                                                                 | Viergeschossiger Walmdachbau in Ecklage mit Eckerker, nach Osten zweigeschossiger Dreiecksgiebel mit Werksteingliederungen, Südteil im Kern 18. Jahrhundert, Erweiterung im Stil der Neurenaissance nach Norden, 1877 | D-3-62-000-1161 | weitere Bilder                                                                           |
| Steckgasse 4 (Standort)                                                 | Wohnhaus                                                                                 | Dreigeschossiger und traufständiger Pultdachbau mit Gesimsgliederung, 14./15. Jahrhundert | D-3-62-000-1162 | Wohnhaus                                                                                 |
| Steckgasse 6 (Standort)                                                 | Wohnhaus, 1528–1542 Wohnhaus des Malers Michael Ostendorfer                              | Viergeschossiger und giebelständiger Satteldachbau, wohl 15. Jahrhundert | D-3-62-000-1163 | Wohnhaus, 1528–1542 Wohnhaus des Malers Michael Ostendorfer                              |
| Steinergasse 2 (Standort)                                               | Wohnhaus                                                                                 | Dreigeschossiger Satteldachbau in Ecklage, mittelalterlich, Veränderungen im Barock und im 19./20. Jahrhundert | D-3-62-000-1164 | Wohnhaus                                                                                 |

### T
| Lage                                        | Objekt                                                | Beschreibung | Akten-Nr.       | Bild                                                  |
| ------------------------------------------- | ----------------------------------------------------- | --- | --------------- | ----------------------------------------------------- |
| Tändlergasse 1 (Standort)                   | Wohn- und Geschäftshaus                               | Viergeschossiges Eckhaus mit Halbgiebel und Pultdach, aus zwei ehemals selbstständigen Gebäuden, jeweils mit Turmrest und Überschuss, westliches letztes Viertel 13. Jahrhundert, östliches 14. Jahrhundert | D-3-62-000-1184 | Wohn- und Geschäftshaus                               |
| Tändlergasse 2 (Standort)                   | Wohnhaus                                              | Viergeschossiges und traufständiges Eckhaus mit Pultdach, Kernbau des 12. Jahrhunderts, im 13. und 14. Jahrhundert aufgestockt, Um- und Ausbauten des 14.–16. Jahrhunderts und des 19./20. Jahrhunderts | D-3-62-000-1185 | Wohnhaus                                              |
| Tändlergasse 3 (Standort)                   | Wohn- und Geschäftshaus                               | Viergeschossiger und traufständiger Bau aus zwei Häusern, Nordteil in Ecklage mit Pultdach, Steinkern 1229 (dendrochronologisch datiert), Dachstuhl 1440 (dendrochronologisch datiert), 1584 durchgreifend umgebaut, Südteil mit Satteldach, im Erdgeschoss und Keller zweite Hälfte 13. Jahrhundert, überformt im 18. Jahrhundert, Wappentafel Hans Christoph und Christina Eimert, Kalkstein, Renaissance, 1611 | D-3-62-000-1186 | Wohn- und Geschäftshaus                               |
| Tändlergasse 4 (Standort)                   | Wohnhaus                                              | Dreigeschossiger und giebelständiger Eckbau mit Satteldach, zwei Bauteile des 16. Jahrhunderts, Überschuss von Säulen abgestützt, Keller des 12. Jahrhunderts | D-3-62-000-1187 | Wohnhaus                                              |
| Tändlergasse 5 (Standort)                   | Wohn- und Geschäftshaus                               | Viergeschossiger und traufständiger Frackdachbau mit hofseitiger Aufzugsgaube, gotisch, Umbau im 17. Jahrhundert | D-3-62-000-1188 | Wohn- und Geschäftshaus                               |
| Tändlergasse 6 (Standort)                   | Wohn- und Geschäftshaus                               | Vier- und fünfgeschossiger Satteldachbau in Ecklage mit Überschuss auf Konsolen, spätgotisch über romanischem Keller | D-3-62-000-1189 | Wohn- und Geschäftshaus                               |
| Tändlergasse 7 (Standort)                   | Wohn- und Geschäftshaus                               | Dreigeschossiger und giebelständiger Satteldachbau, nach Westen Turmbau über Keller, nach Osten Rückgebäude, beides romanisch, mit durchgehendem Dachstuhl des 14. Jahrhunderts, rückseitig viergeschossiger Fachwerkanbau des 16. Jahrhunderts, Fassade mit Werksteingliederungen, Neurenaissance, um 1900 | D-3-62-000-1190 | Wohn- und Geschäftshaus                               |
| Tändlergasse 8 (Standort)                   | Wohn- und Geschäftshaus                               | Viergeschossiger und giebelständiger Satteldachbau, Nordteil frühgotisch, Südteil mit Überschuss auf Arkaden und Halbsäulen, Renaissance, 16. Jahrhundert | D-3-62-000-1191 | Wohn- und Geschäftshaus                               |
| Tändlergasse 9 (Standort)                   | Hotel Münchner Hof, ehemals Gasthaus Zur weißen Taube | Zweiteiliger Baukomplex, südlicher Bauteil fünfgeschossiger und giebelständiger Turmbau mit Satteldach, wohl erstes Hälfte 14. Jahrhundert, nördlicher Bauteil dreigeschossiger und traufständiger Satteldachbau, Fassade mit Werksteingliederungen, Neurenaissance, 19. Jahrhundert, über gotischem Keller | D-3-62-000-1192 | Hotel Münchner Hof, ehemals Gasthaus Zur weißen Taube |
| Tändlergasse 10 (Standort)                  | Wohn- und Geschäftshaus                               | Viergeschossiger und giebelständiger Pultdachbau, zweite Hälfte 15. Jahrhundert | D-3-62-000-1193 | Wohn- und Geschäftshaus                               |
| Tändlergasse 11 (Standort)                  | Wohn- und Geschäftshaus                               | Viergeschossiger und giebelständiger Satteldachbau, nach Osten zweigeschossiger und giebelständiger Mansardhalbdachbau in Fachwerk, barock, wohl 17. Jahrhundert, über romanischem Keller | D-3-62-000-1194 | Wohn- und Geschäftshaus                               |
| Tändlergasse 12; Wahlenstraße 11 (Standort) | Wohn- und Geschäftshaus                               | Fünfgeschossiger und traufständiger Satteldachbau, Traufseithaus, mit mittelalterlicher Substanz, wohl 14./15. Jahrhundert, 1860 aufgestockt; Rückgebäude zu Wahlenstraße 11, siehe dort | D-3-62-000-1195 | Wohn- und Geschäftshaus                               |
| Tändlergasse 12; Wahlenstraße 11 (Standort) | Wohn- und Geschäftshaus                               | Dreigeschossiger und traufständiger Satteldachbau mit vorgelegtem Pultdach, in der Substanz gotisch, nach Brand 1914 erneuert, im Durchgang Wandmalereien, 14. Jahrhundert | D-3-62-000-1292 | Wohn- und Geschäftshaus                               |
| Tändlergasse 14 (Standort)                  | Wohn- und Geschäftshaus                               | Fünfgeschossiges und traufständiges Satteldachhaus, wohl gotisch, Aufstockung um zwei Geschosse um 1700 | D-3-62-000-1197 | Wohn- und Geschäftshaus                               |
| Tändlergasse 16 (Standort)                  | Wohn- und Geschäftshaus                               | Viergeschossiger und traufständiger Frackdachbau, barock | D-3-62-000-1198 | Wohn- und Geschäftshaus                               |
| Tändlergasse 20 (Standort)                  | Wohn- und Geschäftshaus                               | Viergeschossiger Walmdachbau, wohl 16. Jahrhundert, zweigeschossiger Giebel, neubarock, 1903; ursprünglich Rückgebäude zu Wahlenstraße 19, siehe dort | D-3-62-000-1200 | Wohn- und Geschäftshaus                               |
| Tändlergasse 22, 24 (Standort)              | Wohn- und Geschäftshaus, Engelapotheke                | Dreigeschossiger Walmdachbau in Ecklage, mit Eckerker, frühgotisches Kreuzrippengewölbe, um 1240, nach Zerstörung 1519 Wiederaufbau und Erweiterung 1563, überformt 1917, Wappenstein des Ulrich Schmidl, Kalkstein, bezeichnet mit „1563“; siehe auch Ensemble Altstadt, Platzbild Neupfarrplatz | D-3-62-000-1201 | Wohn- und Geschäftshaus, Engelapotheke                |
| Taubengäßchen 1 (Standort)                  | Wohnhaus                                              | Viergeschossiges Eckanwesen mit Walmdach und Kniestock, 1882 aus dem weitgehenden Umbau zweier ehemals selbstständiger Häuser des 15./16. Jahrhunderts entstanden | D-3-62-000-1202 | Wohnhaus                                              |
| Taubengäßchen 2 (Standort)                  | Wohnhaus, ehemals Gasthaus Goldene Sonne              | dreigeschossiger Eckbau mit Mansardwalmdach, Erker und Aufzugsgaube, Fassade mit Putzgliederungen, spätbarock, zweite Hälfte 18. Jahrhundert, Keller 12./13. Jahrhundert; südlicher Bauteil siehe Brückstraße 3 | D-3-62-000-1203 | Wohnhaus, ehemals Gasthaus Goldene Sonne              |
| Taubengäßchen 3 (Standort)                  | Wohnhaus                                              | Dreieinhalbgeschossiges und traufständiges Kleinhaus mit flachem Mansarddach, im Kern wohl 15. Jahrhundert, Dachumbau 1865/84 | D-3-62-000-1204 | Wohnhaus                                              |
| Taubengäßchen 5 (Standort)                  | Wohnhaus, ehemals Gasthaus Weiße Taube                | Viergeschossiges Eckhaus über zwei ehemals selbstständigen langschmalen Gebäuden, östliches mit romanischem Keller des 12. Jahrhunderts, Turm und Satteldach, westliches mit Walmdach, im Kern 14./15. Jahrhundert, Umbau 1856, beide Häuser 1835 vereinigt, 1885 gemeinsame Südfassade | D-3-62-000-1538 | Wohnhaus, ehemals Gasthaus Weiße Taube                |
| Thundorferstraße 1 (Standort)               | Wohnhaus                                              | Viergeschossiges Walmdachhaus mit Überschussmauer und Aufzugsgaube, wohl zweite Hälfte 14. Jahrhundert, Umbau 17./18. Jahrhundert | D-3-62-000-1206 | Wohnhaus                                              |
| Thundorferstraße 2 (Standort)               | Wohnhaus                                              | Viergeschossiges und traufständiges Satteldachhaus, im Kern wohl zweite Hälfte 14. Jahrhundert, Umbauten 18. und 19. Jahrhundert, Fassade modern verändert | D-3-62-000-1207 | Wohnhaus                                              |
| Thundorferstraße 3 (Standort)               | Wohnhaus                                              | Zwei dreigeschossige und traufständige Kleinhäuser mit gegenseitig geneigten Pultdächern, 15. Jahrhundert, nach 1906 zusammengefasst, westliches Haus mit rückwärtigem Anbau des 17. Jahrhunderts | D-3-62-000-1208 | Wohnhaus                                              |

### U
| Lage                                           | Objekt                                                                                | Beschreibung | Akten-Nr.       | Bild                                                                                  |
| ---------------------------------------------- | ------------------------------------------------------------------------------------- | --- | --------------- | ------------------------------------------------------------------------------------- |
| Unter den Schwibbögen 1 (Standort)             | Wohnhaus                                                                              | Barockes dreigeschossiges Eckhaus mit Walmdach, über romanischen Kellern, klassizistische Fassade mit Überschuss, Erker und Putzgliederungen, Dachgeschoss modern ausgebaut Im Westteil ehemalige Salvatorkapelle, spätgotischer Einstützenraum mit Sternrippengewölbe, 1476 als Votivkapelle erbaut, 1542 profaniert und als Gaststätte Zum weißen Hahn genutzt | D-3-62-000-1215 | weitere Bilder                                                                        |
| Unter den Schwibbögen 2 (Standort)             | Wohnhaus, ehemals domstiftischer Getreidekasten                                       | Dreigeschossiger und traufständiger Walmdachbau mit hohem Kellergeschoss, im Kern romanisch, an die Nordwand von St. Stephan angebaut, 1886 zu Wohnhaus umgebaut, nach Westen Anbau mit doppelgeschossigen dreibogigen Renaissancearkaden, 16./17. Jahrhundert; aufgehendes Mauerwerk der Römermauer | D-3-62-000-1216 | weitere Bilder                                                                        |
| Unter den Schwibbögen 3 (Standort)             | Wohnhaus, ehemals Gasthaus Zum Goldenen Rädl                                          | Dreigeschossiges und traufständiges Satteldachhaus mit Überschuss und Kastenerker, romanisch-frühgotische Bauteile, um 1230, spätgotisch umgebaut, Erker von 1540 Rückgebäude, westlich dreigeschossiger Walmdachbau in Ständerbauweise, um 1700 Östlich ehemalige Stallungen, zweigeschossiger Walmdachbau, Mitte 19. Jahrhundert | D-3-62-000-1217 | Wohnhaus, ehemals Gasthaus Zum Goldenen Rädl                                          |
| Unter den Schwibbögen 4 (Standort)             | Domvikariatsgebäude                                                                   | Aus vier eigenständigen Gebäuden zusammengefügter viergeschossiger und traufständiger Walmdach über romanischen und gotischen Kellern, mit neugotischer Fassade, Sandstein, 1880 | D-3-62-000-1218 | weitere Bilder                                                                        |
| Unter den Schwibbögen 5 (Standort)             | Wohnhaus                                                                              | Viergeschossiges und giebelständiges Mansarddachhaus, mit gotischem Keller, vorkragenden Obergeschossen und barocker Fassade, Veränderungen im 19. Jahrhundert | D-3-62-000-1219 | Wohnhaus                                                                              |
| Unter den Schwibbögen 6 (Standort)             | Wohnhaus                                                                              | Dreigeschossiger und traufständiger Satteldachbau, neuklassizistische Fassade mit Ädikulen, 1882 | D-3-62-000-1220 | Wohnhaus                                                                              |
| Unter den Schwibbögen 11 (Standort)            | Wohnhaus                                                                              | Ehemals zwei selbstständige Gebäude, viergeschossiger Walmdachbau, 1864 unter Bewahrung eines geringen barocken Kerns errichtet Rückwärtiger Speicherbau zur Thundorferstraße, dreigeschossiger Walmdachbau mit Aufzugsgaube, barock über gotischem Kern, im Westen und Nordwesten romanische Brandmauern Zum Areal des alten Regensburger Bischofshofes gehörig; siehe auch Ensemble Altstadt, Straßenbild Thundorfer Straße | D-3-62-000-1224 | Wohnhaus                                                                              |
| Unter den Schwibbögen 13 (Standort)            | Wohnhaus, ehemaliges domstiftisches Kastnerhaus                                       | Dreigeschossiger Walmdachbau in Ecklage, mit Wappentafel, Kalkstein, Renaissance, bezeichnet „1606“; auf dem Areal des Alten Regensburger Bischofshofes | D-3-62-000-1225 | weitere Bilder                                                                        |
| Unter den Schwibbögen 15 (Standort)            | Wohn- und Geschäftshaus                                                               | Viergeschossiger und traufständiger Satteldachbau mit Neurenaissance-Fassade, 1874 über romanischem Keller; auf dem Areal des Alten Bischofshofes | D-3-62-000-1226 | weitere Bilder                                                                        |
| Unter den Schwibbögen 17 (Standort)            | Domkapitelisches Administrationsgebäude                                               | Zweigeschossiges und Mansarddachhaus mit Mittelrisalit und Zwerchgiebel, neubarocke Fassade, 1897/98 Kanonikatshof sogenannte Alte Freyung, zweigeschossige Dreiflügelanlage mit hohem Sockelgeschoss, Walmdach und Aufzugsgaube, 1742 mit romanischem Kern Hofmauer mit Hofportal und Wappenkartusche, Kalkstein, barock, bezeichnet mit 1701, nordwestlich an der Thundorfer Straße Beide Gebäude auf dem Areal des Alten Regensburger Bischofshofes; siehe auch Ensemble Altstadt, Straßenbild Thundorfer Straße | D-3-62-000-1227 | weitere Bilder                                                                        |
| Unter den Schwibbögen 19 (Standort)            | Stadel                                                                                | Zweigeschossiger und giebelständiger Satteldachbau mit Einfahrtstor und Aufzugsluke, spätgotisch, 1881 aufgestockt | D-3-62-000-1228 | Stadel                                                                                |
| Unter den Schwibbögen 21 (Standort)            | Gasthaus Zum Walfisch                                                                 | Zweigeschossiges und giebelständiges Pultdachhaus, spätromanisch, in der Spätgotik umgebaut, nördlich zwei- bis dreigeschossiger giebelständiger Anbau mit Satteldach, barock, um 1700, Wirtshausschild, klassizistisch, um 1800 | D-3-62-000-1229 | weitere Bilder                                                                        |
| Unter den Schwibbögen 23 (Standort)            | Wohnhaus                                                                              | Dreigeschossiges Satteldachhaus mit Aufzugsgaube, wohl 17./18. Jahrhundert, mit gotischem Keller | D-3-62-000-1230 | Wohnhaus                                                                              |
| Untere Bachgasse 1; Wahlenstraße 2 (Standort)  | Wohn- und Geschäftshaus                                                               | Viergeschossiger Walmdachbau, Fassade mit Werksteingliederungen und Vorbau, Neurenaissance, 1891, über gotischem Keller, Wappentafel des Johann Adam Praunsmändel, Kalkstein, barock, 1699 | D-3-62-000-1232 | Wohn- und Geschäftshaus                                                               |
| Untere Bachgasse 2 (Standort)                  | Wohn- und Geschäftshaus                                                               | Dreigeschossiger und traufständiger Walmdachbau mit rückwärtigem Treppengiebel und Rippengewölbe, im Kern frühgotisch, um 1240, spätgotischer Überschuss, 14. Jahrhundert, Umbauten 19. Jahrhundert | D-3-62-000-1233 | Wohn- und Geschäftshaus                                                               |
| Untere Bachgasse 3 (Standort)                  | Wohn- und Geschäftshaus, sogenanntes Steyrerhaus, später Gasthof zum goldenen Brunnen | Nördlich fünfgeschossiger Turm mit Flachdach, 13. Jahrhundert, nach Süden Wohntrakt, dreigeschossiger und traufständiger Satteldachbau, wohl spätmittelalterlich, mit Hofarkaden, Renaissance, bezeichnet mit „1595“ | D-3-62-000-1234 | Wohn- und Geschäftshaus, sogenanntes Steyrerhaus, später Gasthof zum goldenen Brunnen |
| Untere Bachgasse 4 (Standort)                  | Wohn- und Geschäftshaus                                                               | Viergeschossiger und giebelständiger Satteldachbau mit Lunettengiebel, im Kern frühgotisch, Umbauten 16. und 18. Jahrhundert, Aufstockung 1866, Umbauten im 19. Jahrhundert | D-3-62-000-1235 | Wohn- und Geschäftshaus                                                               |
| Untere Bachgasse 6; Vor der Grieb 2 (Standort) | Wohnhaus                                                                              | Gestaffelter viergeschossiger und giebelständiger Satteldachbau, spätgotisch; ursprünglich Rückgebäude zu Untere Bachgasse 6 | D-3-62-000-1267 | Wohnhaus                                                                              |
| Untere Bachgasse 6; Vor der Grieb 2 (Standort) | Wohn- und Geschäftshaus                                                               | Viergeschossiger und traufständiger Satteldachbau mit Erker und Rippengewölbe, hochgotisch, spätes 13. Jahrhundert, südlich dreigeschossiger und traufständiger Satteldachanbau, zweite Hälfte 16. Jahrhundert, Veränderungen im 18. Jahrhundert und 1907/08 | D-3-62-000-1236 | Wohn- und Geschäftshaus                                                               |
| Untere Bachgasse 7; Wahlenstraße 16 (Standort) | Wohn- und Geschäftshaus, sogenannter Goldener Turm, heute Studentenwohnheim           | Vierflügelanlage, nach Osten neungeschossiger Patrizierturm mit Pyramidendach, frühgotisch, Bruchsteinmauer mit Eckquaderung, um 1250, um 1300 um vier Geschosse aufgestockt, Dacherneuerung um 1600, Wohntrakt viergeschossiger und traufständige Satteldachbau mit Erker, im Kern Steinhaus um 1200, nach 1400 erweitert, Innenhof um 1400, mit dreiseitigen Arkaden, um 1600, barocke Loggien, im 19. Jahrhundert geschlossen Westflügel, dreigeschossiger und traufständiger nach Süden abgewalmter Satteldachbau, Renaissance, unter Einbeziehung eines Steinkerns erste Hälfte 12. Jahrhundert, Überformungen im Barock, Fassade 19. Jahrhundert | D-3-62-000-1297 | weitere Bilder                                                                        |
| Untere Bachgasse 8 (Standort)                  | Wohn- und Geschäftshaus                                                               | Viergeschossiger und giebelständiger Satteldachbau mit Erker und gestuftem Giebel, Werksteingliederungen, 17. Jahrhundert | D-3-62-000-1238 | Wohn- und Geschäftshaus                                                               |
| Untere Bachgasse 10 (Standort)                 | Wohn- und Geschäftshaus, sogenanntes Lyskircherhaus                                   | Dreigeschossiger und traufständiger Satteldachbau mit Erker und zweischiffiger Einfahrt und kreuzrippengewölbtem Kapellenraum, im Kern um 1320/30, Überformung im 15. Jahrhundert, neuzeitliche Veränderungen Rückgebäude mit Stadel, zweigeschossiger Pultdachbau mit Erdgeschoss-Arkaden, Renaissance | D-3-62-000-1240 | Wohn- und Geschäftshaus, sogenanntes Lyskircherhaus                                   |
| Untere Bachgasse 11 (Standort)                 | Wohn- und Geschäftshaus                                                               | Dreigeschossiger und traufständiger Pultdachbau, spätgotisch, Umbau um 1870 Rückgebäude zum Hausturm Wahlenstraße 20 | D-3-62-000-1241 | Wohn- und Geschäftshaus                                                               |
| Untere Bachgasse 12, 14 (Standort)             | Wohn- und Geschäftshaus                                                               | Mehrflügelanlage, nördlich viergeschossiger und giebelständiger Satteldachbau, gotisch, 14. Jahrhundert, südlich dreigeschossiger Dreiflügelbau mit Walmdach, erste Hälfte 15. Jahrhundert, Hofarkaden, zweigeschossig, korbbogige Arkaden und Laubengang, Inschrifttafel mit Wappen, Rotmarmor und Kalkstein, bezeichnet mit „1703“, „1704“ und „1713“, Wappentafel von Stefan Röbel, Rotmarmor, 1551 Hofbrunnen, Wandbrunnen mit Muschelnische und Becken, 16.–17. Jahrhundert | D-3-62-000-1242 | Wohn- und Geschäftshaus                                                               |
| Untere Bachgasse 13 (Standort)                 | Wohnhaus                                                                              | Fünfgeschossiges und traufständiges Turmhaus mit Satteldach, 1102 (dendrochronologisch datiert), Umbauten in der Hoch- und Spätgotik, südlich Anbau, dreigeschossiger und traufständiger Satteldachbau mit Überschuss, Fachwerk, 17./18. Jahrhundert, mit Portal des späten 12. Jahrhunderts in Wiederverwendung, Umbauten im 20. Jahrhundert | D-3-62-000-1243 | Wohnhaus                                                                              |
| Untere Bachgasse 15 (Standort)                 | Wohn- und Geschäftshaus, sogenanntes Kastenmayrhaus                                   | Umfangreicher Gebäudekomplex in Kopflage, nordöstlich fünfgeschossiger und traufständiger Satteldachbau mit Rippengewölben, Großquader- und Bruchsteinmauerwerk, zweite Hälfte 13. Jahrhundert, Wohnhaus dreigeschossiger Mansardwalmdachbau, Fassaden mit Lisenengliederungen, neubarock, im Kern gotisch, Überformungen im Barock und Ende des 19. Jahrhunderts Südöstlich viergeschossiger und traufständiger Mansarddachbau in Ecklage, Fassade mit Zwerchhaus und Erker, Neubarock und Jugendstil 1911, wohl von Heinrich Hauberrisser | D-3-62-000-1244 | Wohn- und Geschäftshaus, sogenanntes Kastenmayrhaus                                   |

### V
| Lage                                               | Objekt | Beschreibung | Akten-Nr.       | Bild |
| -------------------------------------------------- | --- | --- | --------------- | --- |
| Viereimergasse 1, Weiße-Lilien-Straße 6 (Standort) | Wohn- und Geschäftshaus | Viergeschossiger Kopfbau mit Satteldach, Zwerchhäusern, Giebel und Holzbalkon, asymmetrische Fassadengestaltungen mit Erkern und unterschiedlichen Fensterformen, barockisierender Jugendstil, 1907 von den Gebrüdern Wildanger             | D-3-62-000-1548 | Wohn- und Geschäftshaus |
| Viereimergasse 2 (Standort)                        | Wohnhaus | Dreigeschossiger und traufständiger Halbwalmdachbau mit Mittelrisalit und Eckpilastern, stuckiert, 1792/93, Haustür mit figürlichen Motiven, von Kaspar Mayr                                                                                | D-3-62-000-1249 | Wohnhaus |
| Vor der Grieb 1 (Standort)                         | Wohnhaus, bis zum 16. Jahrhundert Nordflügel des Gravenreutherhauses Hinter der Grieb 8 und mit diesem durch Anbau verbunden | Dreigeschossiger und traufständiger Pultdachbau mit Einfahrtstor, unter Einbeziehung gotischer Keller und Außenwände des 14. Jahrhunderts im Barock und im 19. Jahrhundert stark verändert                                                  | D-3-62-000-1266 | Wohnhaus, bis zum 16. Jahrhundert Nordflügel des Gravenreutherhauses Hinter der Grieb 8 und mit diesem durch Anbau verbunden |
| Vor der Grieb 3 (Standort)                         | Wohnhaus, spätestens seit dem 16. Jahrhundert Teil des Gravenreutherhauses, Hinter der Grieb 8                               | Schmales sechsgeschossiges und giebelständiges Satteldachhaus, östlich viergeschossiger und traufständiger Satteldachanbau, im Kern um 1200, im 13. und 14. Jahrhundert ausgebaut, ab 1782 und im 19. Jahrhundert überformt und aufgestockt | D-3-62-000-1268 | Wohnhaus, spätestens seit dem 16. Jahrhundert Teil des Gravenreutherhauses, Hinter der Grieb 8                               |
| Vor der Grieb 5 (Standort)                         | Wohnhaus | Schmales fünfgeschossiges und giebelständiges Satteldachhaus, westlich viergeschossiger und traufständiger Satteldachanbau, frühgotisch, mit romanischem Kern, Rippengewölbe der ersten Hälfte des 13. Jahrhunderts, Umbau 1863             | D-3-62-000-1269 | Wohnhaus |
| Vor der Grieb 7 (Standort)                         | Wohn- und Geschäftshaus | Dreigeschossiger und traufständiger Satteldachbau mit Aufzugsgaube, Bauinschrift des Georg Dimpfl, Kalkstein, 1602 | D-3-62-000-1270 | Wohn- und Geschäftshaus |

### W
| Lage                             | Objekt | Beschreibung | Akten-Nr.       | Bild |
| -------------------------------- | --- | --- | --------------- | --- |
| Waaggäßchen 1 (Standort)         | Ehemaliges Gasthaus Goldener Hirsch, jetzt Hofbräuhaus                                                     | Viergeschossiger Walmdachbau in Ecklage, mit Erker, Werksteingliederungen in Kalkstein, neugotisch, 1871, Bauplastik eines goldenen Hirschen, 16. Jahrhundert siehe auch Ensemble Altstadt, Platzbild Rathausplatz | D-3-62-000-1271 | Ehemaliges Gasthaus Goldener Hirsch, jetzt Hofbräuhaus                                                     |
| Waaggäßchen 3 (Standort)         | Wohnhaus, ehemals Brauereistadel                                                                           | Zweigeschossiger und traufständiger Satteldachbau mit Zwerchgiebel, 16./17. Jahrhundert mit Substanz des 14. Jahrhunderts, Nordmauer 1871 | D-3-62-000-1272 | Wohnhaus, ehemals Brauereistadel                                                                           |
| Waaggäßchen 5 (Standort)         | Wohnhaus                                                                                                   | Dreigeschossiger und traufständiger Satteldachbau mit Zwerchhaus, barock, 17./18. Jahrhundert | D-3-62-000-1273 | Wohnhaus                                                                                                   |
| Waffnergasse 2 (Standort)        | Wohnhaus                                                                                                   | Dreigeschossiger und traufständiger Satteldachbau, wohl 16. Jahrhundert, Veränderungen im 19. Jahrhundert | D-3-62-000-1274 | Wohnhaus                                                                                                   |
| Waffnergasse 3 (Standort)        | Wohnhaus                                                                                                   | Dreigeschossiger und traufständiger Satteldachbau, im Kern spätmittelalterlich, 1768 umgebaut | D-3-62-000-1275 | Wohnhaus                                                                                                   |
| Waffnergasse 4 (Standort)        | Wohnhaus                                                                                                   | Dreigeschossiger und traufständiger Satteldachbau in Ecklage, giebelseitig mit Aufzugsöffnung, im Kern romanisch, Umbauten im 18. und 19. Jahrhundert | D-3-62-000-1276 | Wohnhaus                                                                                                   |
| Waffnergasse 5 (Standort)        | Wohnhaus                                                                                                   | Dreigeschossiger und traufständiger Satteldachbau, 16. Jahrhundert, mit Veränderungen von 1867 | D-3-62-000-1277 | Wohnhaus                                                                                                   |
| Waffnergasse 6, 8 (Standort)     | Geschäftshaus, ehemals fürstlich Thurn und Taxis’scher Marstall und Hofmarschallamt                        | Zwei- und dreigeschossige Mehrflügelanlage um zwei Höfe, mit Walmdächern, Fassade nach Osten mit Werksteingliederungen, Neurenaissance, Fassade nach Westen mit zwei Türmen und Quadermauerwerk, historistisch, südlicher Eckbau dreigeschossiger Walmdachbau mit Zwerchgiebeln und Werksteingliederungen, Neurenaissance, 1904/05 von Max Schultze Helenentor, dreibogige Toranlage mit Wappenkartusche, Quadermauerwerk aus Kalk- und Sandstein, historistisch, 1907 von Max Schultze Helenenbrücke, einbogige Steinbrücke über den ehemaligen Stadtgraben, mit vasenbekrönten Eckpfeilern, Neubarock, bezeichnet mit 1901, von Max Schultze | D-3-62-000-1278 | Geschäftshaus, ehemals fürstlich Thurn und Taxis’scher Marstall und Hofmarschallamt                        |
| Waffnergasse 7 (Standort)        | Wohnhaus                                                                                                   | Zweigeschossiges und traufständiges Satteldachhaus, hofseitig mit Doppelarkade, frühgotisch, Westfassade mit Werksteingliederungen, Neurenaissance, 1897 | D-3-62-000-1279 | Wohnhaus                                                                                                   |
| Wahlenstraße 1 (Standort)        | Wohnhaus                                                                                                   | Dreigeschossiges und giebelständiges Mansarddachhaus, im Kern wohl 15./16. Jahrhundert, neubarocke Fassade von 1926/28 | D-3-62-000-1282 | Wohnhaus                                                                                                   |
| Wahlenstraße 2 (Standort)        | Wohn- und Geschäftshaus                                                                                    | Viergeschossiger Walmdachbau in Ecklage, barock, Fassade mit Pilastergliederung, Vorbau, Altane, neubarock, 1894, westlich sechsgeschossiger Turm, spätgotisch, mit neugotischem Zinnenkranz, 1894; ursprünglich zu Untere Bachgasse 1 gehörig | D-3-62-000-1283 | Wohn- und Geschäftshaus                                                                                    |
| Wahlenstraße 3 (Standort)        | Wohnhaus, sogenanntes Enslinhaus                                                                           | Dreigeschossiger und giebelständiger Mansardwalmdachbau mit Kastenerker, gotisch, Umbau mit Fassadengliederung im Zopfstil, Ende 18. Jahrhundert | D-3-62-000-1284 | Wohnhaus, sogenanntes Enslinhaus                                                                           |
| Wahlenstraße 4 (Standort)        | Wohn- und Geschäftshaus                                                                                    | Viergeschossiger und traufständiger Satteldachbau mit Erker und Zwerchhaus, Neurenaissance, bezeichnet mit „1899“ | D-3-62-000-1285 | Wohn- und Geschäftshaus                                                                                    |
| Wahlenstraße 5 (Standort)        | Wohn- und Geschäftshaus                                                                                    | Viergeschossiger und giebelständiger Satteldachbau, gotisch, Fassade neugotisch, 1861, Aufstockung 1873 | D-3-62-000-1286 | Wohn- und Geschäftshaus                                                                                    |
| Wahlenstraße 6 (Standort)        | Wohn- und Geschäftshaus                                                                                    | Nördlich sechsgeschossiges Turmhaus mit Walmdach, südlich viergeschossiger und traufständiger Anbau mit Flachdach und Überschussmauer, spätes 13. Jahrhundert, Umbau im Barock | D-3-62-000-1287 | Wohn- und Geschäftshaus                                                                                    |
| Wahlenstraße 7 (Standort)        | Wohn- und Geschäftshaus                                                                                    | Viergeschossiger und traufständiger Satteldachbau mit Erker auf Konsolen, drittes Viertel 15. Jahrhundert, Veränderungen 17. Jahrhundert und 1881 | D-3-62-000-1288 | Wohn- und Geschäftshaus                                                                                    |
| Wahlenstraße 8 (Standort)        | Wohn- und Geschäftshaus                                                                                    | Dreigeschossiger und giebelständiger Satteldachbau, Erdgeschoss mit Kreuzrippengewölben, hochgotisch, wohl 1307 (dendrochronologisch datiert), Fassade 1970 ausgewechselt | D-3-62-000-1289 | Wohn- und Geschäftshaus                                                                                    |
| Wahlenstraße 9 (Standort)        | Wohn- und Geschäftshaus                                                                                    | Dreigeschossiger und giebelständiger Pultdachbau mit Überschuss auf Konsolen, zweites Viertel 15. Jahrhundert, Umbauten 1897, 1962 Auswechslung der Fassade über dem Erdgeschoss | D-3-62-000-1290 | Wohn- und Geschäftshaus                                                                                    |
| Wahlenstraße 10 (Standort)       | Wohn- und Geschäftshaus                                                                                    | Viergeschossiger und traufständiger Satteldachbau, in der Substanz spätgotisch, Fassadenumbau 1896 | D-3-62-000-1291 | Wohn- und Geschäftshaus                                                                                    |
| Wahlenstraße 12 (Standort)       | Wohn- und Geschäftshaus                                                                                    | Viergeschossiger und giebelständiger Satteldachbau mit Erker, hochgotisch, Umbauten im 17. Jahrhundert, Fassade 1888 erneuert | D-3-62-000-1293 | Wohn- und Geschäftshaus                                                                                    |
| Wahlenstraße 13 (Standort)       | Wohn- und Geschäftshaus                                                                                    | Viergeschossiger und traufständiger Satteldachbau mit Überschuss auf Konsolen, spätgotisch, 15. Jahrhundert, über frühgotischem Keller, Innenumbauten 17./18. Jahrhundert, Aufstockung 1888 | D-3-62-000-1294 | Wohn- und Geschäftshaus                                                                                    |
| Wahlenstraße 14 (Standort)       | Wohn- und Geschäftshaus                                                                                    | Viergeschossiger und giebelständiger Satteldachbau, gotisch, Veränderungen des 17. Jahrhunderts, im Erdgeschoss überformt 1897 | D-3-62-000-1295 | Wohn- und Geschäftshaus                                                                                    |
| Wahlenstraße 15 (Standort)       | Wohn- und Geschäftshaus                                                                                    | Viergeschossiger und giebelständiger Satteldachbau mit Überschuss und Blendgiebel, barock über romanischem Keller und gotischen Resten, Fassadenerneuerung mit Fensterverdachungen, neubarock, zweite Hälfte 19. Jahrhundert | D-3-62-000-1296 | Wohn- und Geschäftshaus                                                                                    |
| Wahlenstraße 17 (Standort)       | Geschäftshaus, sogenanntes Deggingerhaus                                                                   | Dreigeschossiger und traufständiger Frackdachbau mit Kastenerker und Maßwerkgalerie, 14./15. Jahrhundert über romanischen Kellern, rückwärtig fünfgeschossiger Hausturm mit Satteldach und Treppengiebeln, 13. Jahrhundert mit älterem Kern, Umbauten 1868 und 1904/06 Rückgebäude, dreiflügeliger und dreigeschossiger Walmdachbau um Innenhof, 1706/08 und 1845, im 19. Jahrhundert zum Wohnhaus umgebaut Vor- und Rückgebäude 1992 durchgreifend umgebaut | D-3-62-000-1298 | Geschäftshaus, sogenanntes Deggingerhaus                                                                   |
| Wahlenstraße 18 (Standort)       | Wohn- und Geschäftshaus                                                                                    | Viergeschossiger und traufständiger Satteldachbau mit gebändertem Erdgeschoss und Kastenerkern, im Kern 15. Jahrhundert über romanischem Keller, Überformungen im 18. Jahrhundert, Fassade klassizistisch, 1817 | D-3-62-000-1299 | Wohn- und Geschäftshaus                                                                                    |
| Wahlenstraße 19 (Standort)       | Wohn- und Geschäftshaus                                                                                    | Viergeschossiger und giebelständiger Mansarddachbau mit Erdgeschossarkaden auf Halbsäulen und Giebelgesimsen, in der Substanz gotisch, Überformungen in der Renaissance und in der zweiten Hälfte 18. Jahrhundert | D-3-62-000-1300 | Wohn- und Geschäftshaus                                                                                    |
| Wahlenstraße 20 (Standort)       | Wohn- und Geschäftshaus                                                                                    | Nördlich fünfgeschossiger Hausturm mit Walmdach, romanisch, Veränderungen im 14. und 15. Jahrhundert, südlich Anbau, viergeschossiger und traufständiger Walmdachbau, wohl 16. Jahrhundert, Fassaden mit Gurtgliederungen, Neurenaissance, 1870 und 1883 tiefgreifend umgebaut | D-3-62-000-1301 | Wohn- und Geschäftshaus                                                                                    |
| Wahlenstraße 21 (Standort)       | Wohn- und Geschäftshaus                                                                                    | Viergeschossiger und traufständiger Satteldachbau mit Kniestock, Fassade mit Werksteingliederungen, Neurenaissance, 1878 | D-3-62-000-1302 | Wohn- und Geschäftshaus                                                                                    |
| Wahlenstraße 22 (Standort)       | Wohn- und Geschäftshaus                                                                                    | Viergeschossiger und giebelständiger Pultdachbau, spätgotisch; anstelle einer Einfahrt errichtet; siehe Untere Bachgasse 15 | D-3-62-000-1303 | Wohn- und Geschäftshaus                                                                                    |
| Wahlenstraße 23 (Standort)       | Wohn- und Geschäftshaus, 1563–1581 Wohnhaus des Weltreisenden Ulrich Schmidl                               | Viergeschossiger und giebelständiger Satteldachbau über romanischem Keller, im rückwärtigen Bereich Steinhaus, frühgotisch, Wohntrakt Renaissance, 1581 erneuert, Erdgeschoss überformt um 1870 | D-3-62-000-1304 | Wohn- und Geschäftshaus, 1563–1581 Wohnhaus des Weltreisenden Ulrich Schmidl                               |
| Wahlenstraße 27 (Standort)       | Wohn- und Geschäftshaus                                                                                    | Viergeschossiger und giebelständiger Mansarddachbau, 16. und 18. Jahrhundert über frühgotischem Keller | D-3-62-000-1307 | Wohn- und Geschäftshaus                                                                                    |
| Watmarkt 4 (Standort)            | Baumburger Turm                                                                                            | Siebengeschossiger Turm mit Laube und reichem Dekor, frühgotische Hauskapelle, drittes Viertel 13. Jahrhundert, Anbau viergeschossiges und traufständiges Wohnhaus mit Frackdach, 15. Jahrhundert, mit Fortsetzung zur Kramgasse, Renaissance-Hof des 16. Jahrhunderts | D-3-62-000-1314 | weitere Bilder                                                                                             |
| Watmarkt 6 (Standort)            | Bräunelturm                                                                                                | Siebengeschossiger Turm, wohl Ende 12. Jahrhundert, mit frühgotischer Hauskapelle, im 17. Jahrhundert aufgestockt, Wohnanbau, dreigeschossiges Pultdachhaus in Ecklage, mit Durchfahrt und Verkaufsladen, 1320; siehe auch Kramgasse 5 | D-3-62-000-1315 | weitere Bilder                                                                                             |
| Watmarkt 7 (Standort)            | Steuer’sches Haus, bis Ende des 18. Jahrhunderts Teil des Goliathhauses                                    | Ursprünglich zwei Häuser, westlich fünf- bis sechsgeschossiges und giebelständiges Flachsatteldachhaus, östlich vier- bis siebengeschossig mit Flach- und Pultdach, beide Häuser erste Hälfte 13. Jahrhundert, barock umgebaut, östliches Haus 1894 aufgestockt | D-3-62-000-1316 | weitere Bilder                                                                                             |
| Watmarkt 9 (Standort)            | Adler-Apotheke                                                                                             | Westlicher Bauteil fünfgeschossiger und traufständiger Satteldachbau mit Renaissance-Vorbau, bezeichnet mit „1593“, und barocker Gliederung, im 19. Jahrhundert aufgestockt, östlicher Bauteil viergeschossige Dreiflügelanlage mit Walmdach, Zwerchgaube und Eckerker, 1888 von Max Schultze; zur Goliathstraße einheitliche Neurenaissance-Fassade | D-3-62-000-1317 | weitere Bilder                                                                                             |
| Weingasse 1 (Standort)           | Wohnhaus, ehemals Gasthaus Zum goldenen Wagen und Herberge Zur Heimat                                      | Dreigeschossiger und traufständiger Satteldachbau mit südlichem Walm, im Kern gotisch, Umbauten 1742 und 1748; 1975/76 saniert | D-3-62-000-1319 | Wohnhaus, ehemals Gasthaus Zum goldenen Wagen und Herberge Zur Heimat                                      |
| Weingasse 2 (Standort)           | Wohnhaus, ehemals Alte Waag                                                                                | Unregelmäßige Vierflügelanlage, Vorderhaus dreigeschossiger und traufständiger Satteldachbau mit rekonstruiertem Kastenerker, zwei Steinhäuser des 12. Jahrhunderts, Mittelteil 13. Jahrhundert, Umbauten 14. und 16. Jahrhundert, 1740/42, rückwärtige Flügel, ehemalige Stadel, dreigeschossige Satteldachbauten, 1878; bis 1441 alte Stadtwaage | D-3-62-000-1320 | Wohnhaus, ehemals Alte Waag                                                                                |
| Weingasse 4 (Standort)           | Wohnhaus                                                                                                   | Viergeschossiger Walmdachbau mit Kastenerker, im Kern gotisch, Umbau 1890 | D-3-62-000-1321 | Wohnhaus                                                                                                   |
| Weingasse 6 (Standort)           | Wohnhaus                                                                                                   | Mehrteiliger Baukomplex in Ecklage, Eckhaus dreigeschossiger und giebelständiger Satteldachbau, im Kern 13. Jahrhundert, spätgotisch umgebaut, nördlicher Teil dreigeschossiger und traufständiger Satteldachbau, 17.–19. Jahrhundert, Rückgebäude 1715 verändert | D-3-62-000-1322 | Wohnhaus                                                                                                   |
| Weingasse 8 (Standort)           | Wohnhaus                                                                                                   | Dreigeschossiger und giebelständiger Satteldachbau mit Treppengiebel und Kastenerker, im Kern romanisch, spätgotische Umbauten, im Hof eingeschossige Galerie mit Balustern und Walmdach, barock | D-3-62-000-1323 | Wohnhaus                                                                                                   |
| Weingasse 10 (Standort)          | Wohnhaus                                                                                                   | Viergeschossiger und traufständiger Pultdachbau, westlich Wohnturm zweite Hälfte 13. Jahrhundert, östlich Anbau erste Hälfte 14. Jahrhundert, Überformungen im 17./18. Jahrhundert, im 19. Jahrhundert aufgestockt | D-3-62-000-1324 | Wohnhaus                                                                                                   |
| Weißbräuhausgasse 3 (Standort)   | Kanonikalhof des Kollegiatstiftes St. Johann                                                               | Dreigeschossiger und traufständiger Satteldachbau, geohrter Türrahmen, 18. Jahrhundert | D-3-62-000-1334 | Kanonikalhof des Kollegiatstiftes St. Johann                                                               |
| Weißbräuhausgasse 5 (Standort)   | Kanonikalhof des Kollegiatstiftes St. Johann                                                               | Dreigeschossiges und traufständiges Satteldachhaus, in der Substanz spätgotisch, um 1720 aufgestockt und umgebaut | D-3-62-000-1335 | Kanonikalhof des Kollegiatstiftes St. Johann                                                               |
| Weißbräuhausgasse 7 (Standort)   | Wohnhaus, bestehend aus ehemaliger Dechantei und ehemaligem Getreidekasten des Kollegiatstiftes St. Johann | Viergeschossiger Walmdachbau mit Eckerker und zweigeschossiger traufständiger Satteldachbau, beide Bauten von 1777, mit romanischem Kellerteil | D-3-62-000-1336 | Wohnhaus, bestehend aus ehemaliger Dechantei und ehemaligem Getreidekasten des Kollegiatstiftes St. Johann |
| Weiße-Hahnen-Gasse 1 (Standort)  | Wohnhaus                                                                                                   | Aus mehreren Bauteilen bestehender Komplex, nach Norden viergeschossiger Satteldachbau mit Kastenerker in Ecklage, im Kern 15./16. Jahrhundert, Umbau um 1760, 1929 Fassade im Erdgeschoss und erstem Obergeschoss zurückgestuft, nach Süden dreigeschossiger und traufständiger Satteldachbau mit Aufzugsgaube in Fachwerk, 17./18. Jahrhundert, 1929 verändert; siehe auch Weiße-Hahnen-Gasse 3 und Ensemble Altstadt, Straßenbild Thundorfer Straße | D-3-62-000-1337 | Wohnhaus                                                                                                   |
| Weiße-Hahnen-Gasse 2 (Standort)  | Wohnhaus, ehemals Gasthaus Weißes Lamm                                                                     | Dreigeschossiger Mansardwalmdachbau in Ecklage, mit Aufzugsgauben und Erker, im Kern wohl 14./15. Jahrhundert, Umbau 1721, klassizistische Fassade von 1795 | D-3-62-000-1338 | Wohnhaus, ehemals Gasthaus Weißes Lamm                                                                     |
| Weiße-Hahnen-Gasse 3 (Standort)  | Wohnhaus, ursprünglich Stadel zu Haus Nr. 1, heute Dackelmuseum                                            | Zweigeschossiger und giebelständiger Satteldachbau mit hohem tonnengewölbtem Erdgeschoss, bezeichnet mit 1768, Obergeschoss und Dachstuhl verändert | D-3-62-000-1583 | Wohnhaus, ursprünglich Stadel zu Haus Nr. 1, heute Dackelmuseum                                            |
| Weiße-Hahnen-Gasse 4 (Standort)  | Wohnhaus                                                                                                   | Zwei ursprünglich selbstständige Häuser, winkelförmig zueinanderstehend mit je einer Fassade zur Goliathstraße bzw. zur Weißen-Hahnen-Gasse, viergeschossig und traufständig, mit Halbmansard- und Frackdach, beide Häuser im Kern 12. Jahrhundert, Ende 19. Jahrhundert überformt; baulich getrennt durch Weiße-Hahnen-Gasse 6 | D-3-62-000-1339 | Wohnhaus                                                                                                   |
| Weiße-Hahnen-Gasse 5 (Standort)  | Wohnhaus                                                                                                   | Dreigeschossiges und giebelständiges Satteldachhaus, im Kern wohl 17. Jahrhundert, im Inneren verändert | D-3-62-000-1340 | Wohnhaus                                                                                                   |
| Weiße-Hahnen-Gasse 6 (Standort)  | Wohnhaus                                                                                                   | Viergeschossiges Pultdachhaus in Ecklage, wohl 13. Jahrhundert, im 15./16. und 18. Jahrhundert umgebaut | D-3-62-000-1341 | Wohnhaus                                                                                                   |
| Weiße-Lamm-Gasse 1 (Standort)    | Ehemaliger städtischer Salzstadel                                                                          | Dreigeschossiges und traufständiges Lagerhaus mit abgewalmtem Satteldach zu fünf Speichergeschossen, über unregelmäßigem Grundriss, Erdgeschoss durch Sandsteinpfeiler in drei Schiffe unterteilt, darüber mächtige Holzkonstruktionen, 1616–1620; zusammen mit Brückentorturm, 14. Jahrhundert; siehe unter Brückstraße 2 | D-3-62-000-1342 | weitere Bilder                                                                                             |
| Weiße-Lamm-Gasse 3 (Standort)    | Historische Gar- und Wurstküche, sogenannte Wurstkuchl                                                     | Eingeschossiger Frackdachbau über unregelmäßigem Grundriss, in der ersten Hälfte 17. Jahrhundert an Stadtmauerteil des 14. Jahrhunderts angebaut; siehe auch Stadtbefestigung | D-3-62-000-1343 | weitere Bilder                                                                                             |
| Weiße-Lilien-Straße 1 (Standort) | Wohnhaus, ehemals jüngerer Augsburger Hof                                                                  | Dreigeschossiges und traufständiges Eckhaus mit Pultdach und geschweiftem Halbgiebel, spätgotisch, 16. Jahrhundert, mit älterem Kern des 14./15. Jahrhunderts | D-3-62-000-1344 | Wohnhaus, ehemals jüngerer Augsburger Hof                                                                  |
| Weiße-Lilien-Straße 2 (Standort) | Ehemaliger Ökonomietrakt des Dechantshauses von St. Johann                                                 | Dreigeschossiger und traufständiger Walmdachbau, 1739; zusammen mit St.-Kassians-Platz 4 | D-3-62-000-1345 | Ehemaliger Ökonomietrakt des Dechantshauses von St. Johann                                                 |
| Weißgerbergraben 1 (Standort)    | Evangelisch-lutherische Kirche St. Oswald, ehemals Spitalkirche                                            | Saalkirche mit eingezogenem Polygonalchor, im Kern Ende 13. Jahrhundert, Chorneubau erstes Viertel 14. Jahrhundert, 1604 erweitert, Barockisierung 1708 und 1750, westliche Vorhalle und Dachreiter 1908 von German Bestelmeyer; mit Ausstattung | D-3-62-000-1358 | weitere Bilder                                                                                             |
| Weißgerbergraben 3 (Standort)    | Ehemaliges Spitalgebäude des Reichen Spitals                                                               | Dreigeschossiger und traufständiger Satteldachbau, 14. Jahrhundert, tiefgreifende Umbauten 1873 und 1909 mit Aufstockung | D-3-62-000-1360 | Ehemaliges Spitalgebäude des Reichen Spitals                                                               |
| Weißgerbergraben 9 (Standort)    | Wohnhaus                                                                                                   | Viergeschossiges Mansardwalmdachhaus, wohl 17. Jahrhundert, Fassade und 2./3. Obergeschoss 1872 | D-3-62-000-1363 | Wohnhaus                                                                                                   |
| Weißgerbergraben 11 (Standort)   | Wohnhaus                                                                                                   | Viergeschossiger und traufständiger Satteldachbau, 16./17. Jahrhundert, im Kern gotisch, 1862 aufgestockt | D-3-62-000-1365 | Wohnhaus                                                                                                   |
| Weißgerbergraben 11 a (Standort) | Wohnhaus und Kino, ehemaliger Stadel und Bierhalle                                                         | Dreigeschossiger und traufständiger Mansarddachbau, nach Norden Halbwalm, bezeichnet mit „1783“, Dacherneuerung 1795; siehe auch Engelburgergasse 18 | D-3-62-000-1584 | Wohnhaus und Kino, ehemaliger Stadel und Bierhalle                                                         |

### Z
| Lage                       | Objekt                  | Beschreibung | Akten-Nr.       | Bild           |
| -------------------------- | ----------------------- | --- | --------------- | -------------- |
| Zandtengasse 2 (Standort)  | Wohnhaus                | Dreigeschossiger und traufständiger Satteldachbau mit Aufzugsgaube, im Kern 13. Jahrhundert, Überformungen im Barock | D-3-62-000-1454 | Wohnhaus       |
| Zieroldsplatz 1 (Standort) | Wohnhaus                | Aus zwei Häusern zusammengefasstes, viergeschossiges und traufständiges Pultdachhaus, südlich mit Attikageschoss, im Kern gotisch, Fassade 1891 | D-3-62-000-1458 | Wohnhaus       |
| Zieroldsplatz 2 (Standort) | Wohn- und Geschäftshaus | Viergeschossiges Eckhaus mit Satteldach und traufseitiger Aufzugsgaube, im Kern 12. Jahrhundert, mit barocker Überformung und Giebelfassade, zweites Viertel 18. Jahrhundert, Ladenvorbau des 19. Jahrhunderts | D-3-62-000-1459 | weitere Bilder |
| Zieroldsplatz 3 (Standort) | Wohnhäuser              | Baukomplex aus vier Bauteilen, 1962 bei Sanierung zusammengefasst, südlich drei viergeschossige und giebelständige Satteldachhäuser, um 1300 und später, im Erdgeschoss der Dollingersaal, 1962 wiederaufgebaut, nördlich dreigeschossiges und traufständiges Satteldachhaus, zweites Viertel 13. und 15. Jahrhundert | D-3-62-000-1460 | Wohnhäuser     |

## Ehemalige Baudenkmäler
In diesem Abschnitt sind Objekte aufgeführt, die früher einmal in der Denkmalliste eingetragen waren, jetzt aber nicht mehr. Objekte, die in anderem Zusammenhang – also z. B. als Teil eines Baudenkmals – weiter eingetragen sind, sollen hier nicht aufgeführt werden. Aktennummern in diesem Abschnitt sind ehemalige, jetzt nicht mehr gültige Aktennummern.

| Lage                                           | Objekt                  | Beschreibung | Akten-Nr.       | Bild                    |
| ---------------------------------------------- | ----------------------- | --- | --------------- | ----------------------- |
| Drei-Helm-Gasse 1, Residenzstraße 3 (Standort) | Wohn- und Geschäftshaus | Ursprüngliches Rückgebäude der Dompropstei, durch Umbau 1912/13 zu Eckgebäude erweitert |                 | Wohn- und Geschäftshaus |
| Maximilianstraße 6 (Standort)                  | Wohn- und Geschäftshaus | Viergeschossiges und traufständiges Mansarddachhaus, 1888, Obergeschoss und Fassadengliederung mit strenger Lisenenreihung, 1924                                                                    | D-3-62-000-779  | Wohn- und Geschäftshaus |
| Maximilianstraße 10 (Standort)                 | Wohn- und Geschäftshaus | Viergeschossiger und traufständiger Mansarddachbau mit Zwerchgiebel und reich skulpiertem Erker, 1910 von Karl Frank                                                                                | D-3-62-000-781  | Wohn- und Geschäftshaus |
| Zandtengasse 1 (Standort)                      | Wohnhaus                | Viergeschossiger und traufständiger Halbwalmdachbau, frühgotisch, nach Süden dreigeschossiger und traufständiger Krüppelwalmdachbau, Umbauten 1630 und 1652, beide Teile 1961 durchgreifend saniert | D-3-62-000-1453 | Wohnhaus                |